# Lijst van personen overleden in 2003
Dit is een lijst van personen die zijn overleden in 2003.

## Januari

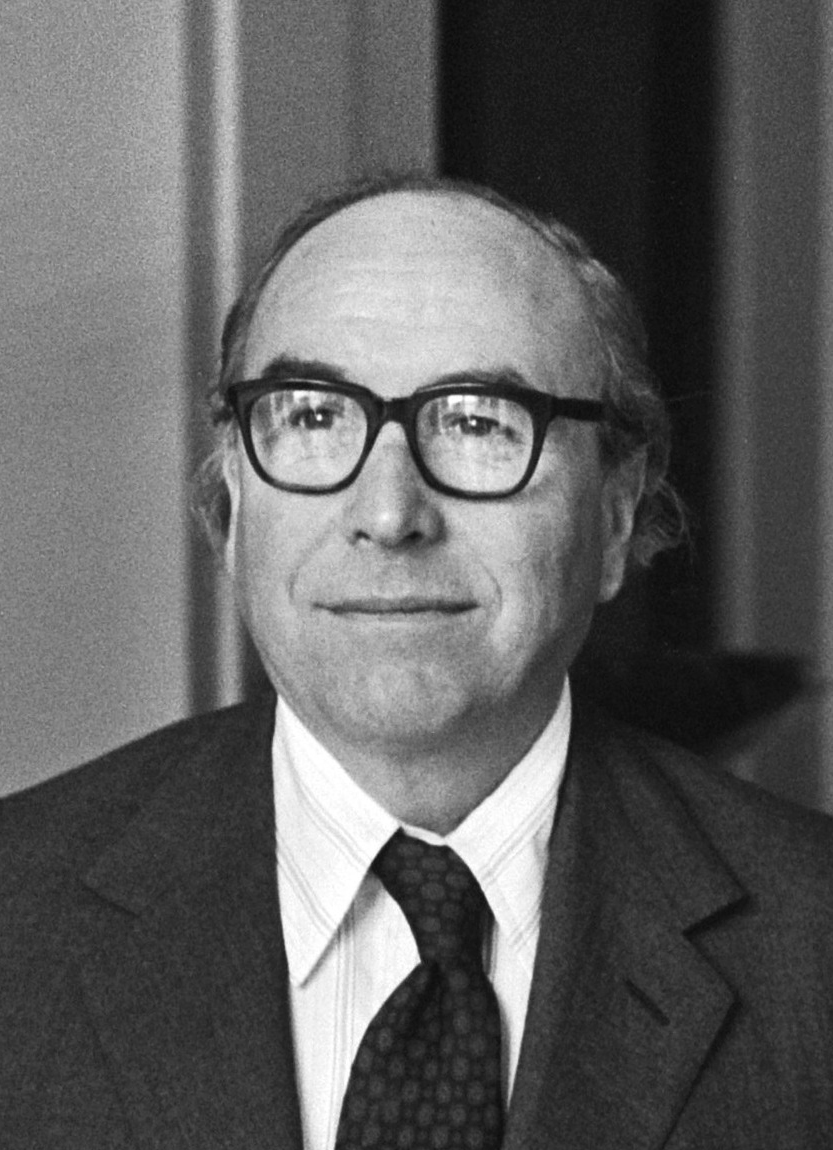
Roy Jenkins
5 januari

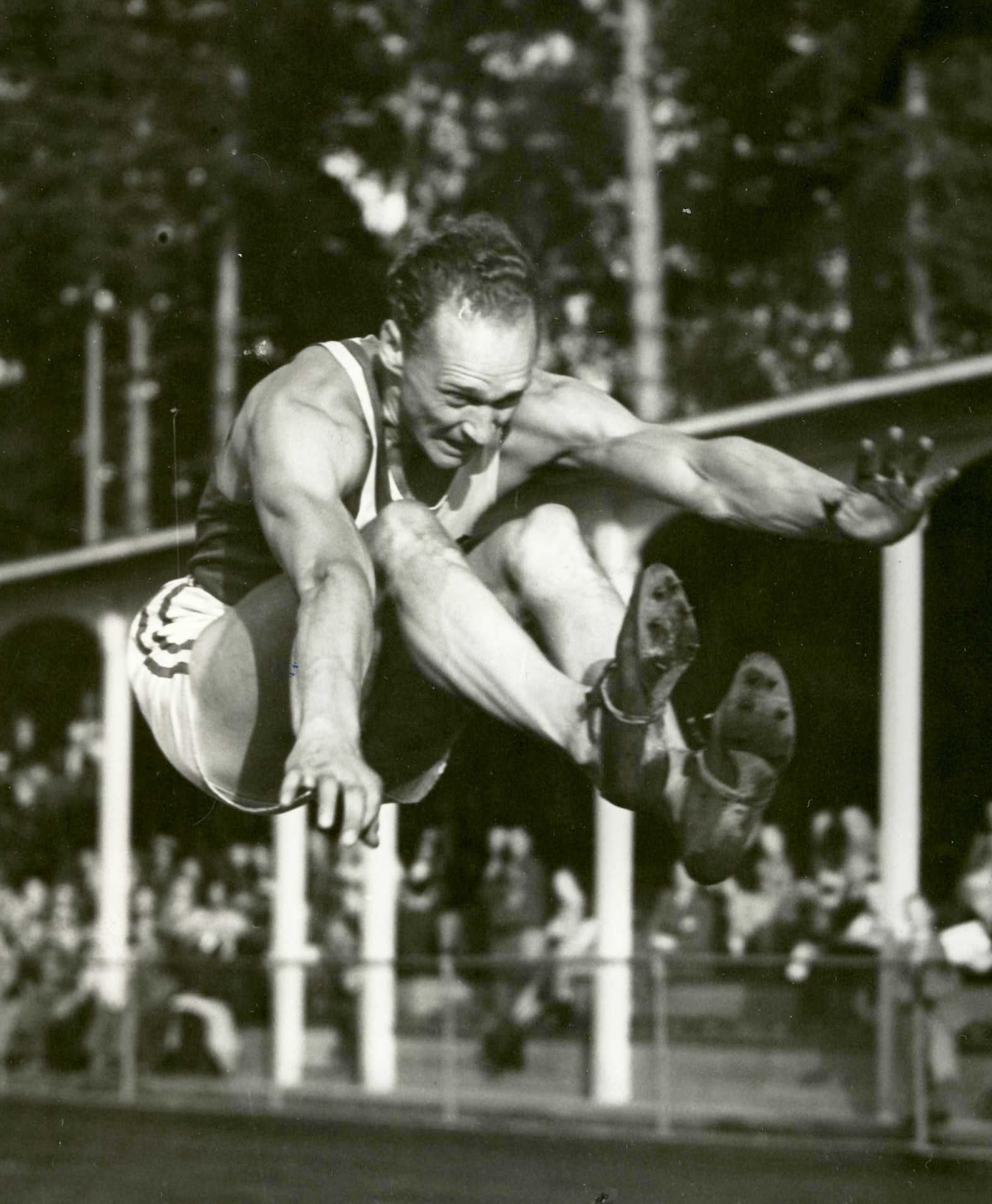
Olle Bexell
6 januari

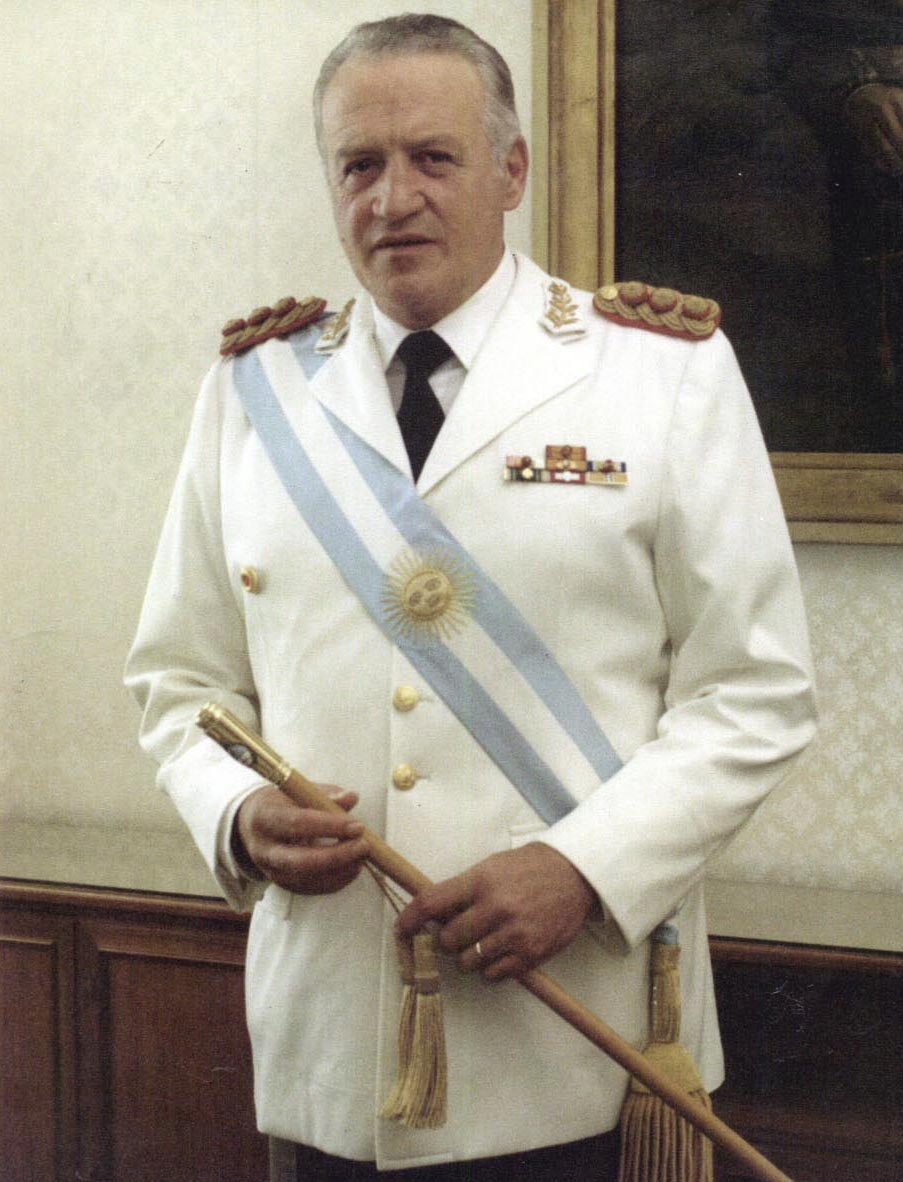
Leopoldo Galtieri
12 januari

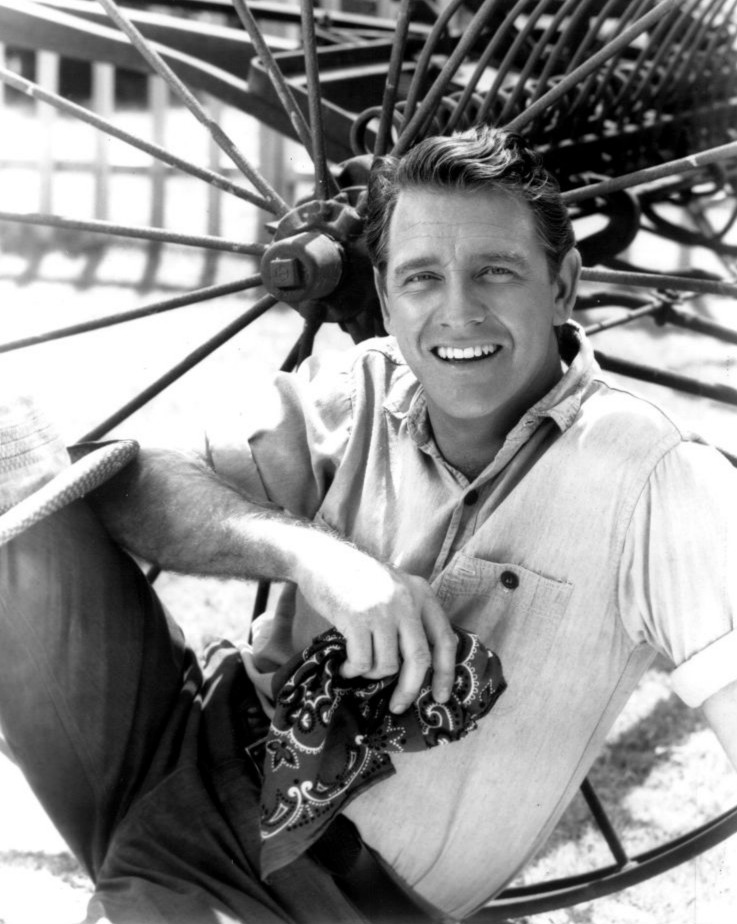
Richard Crenna
17 januari

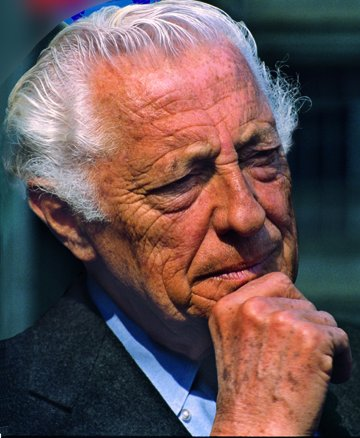
Gianni Agnelli
24 januari

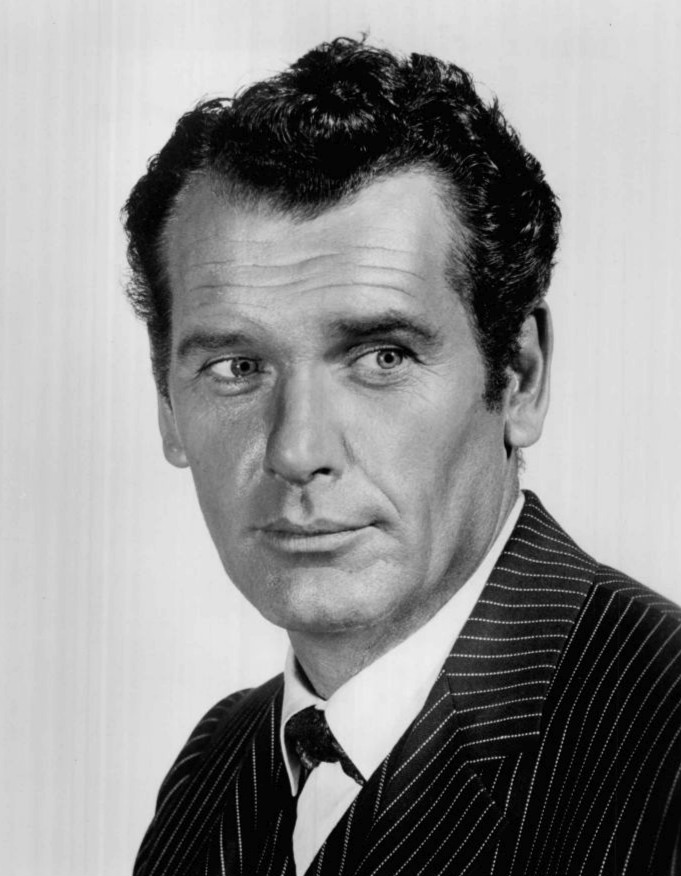
Robert Rockwell
25 januari

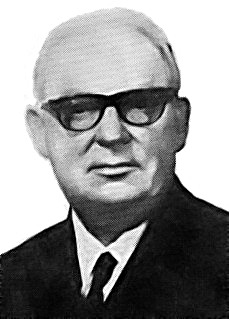
Henryk Jabłoński
27 januari

| 1 | 2 | 3 | 4 | 5 | 6 | 7 | 8 | 9 | 10 | 11 | 12 | 13 | 14 | 15 | 16 | 17 | 18 | 19 | 20 | 21 | 22 | 23 | 24 | 25 | 26 | 27 | 28 | 29 | 30 | 31 |
| - | - | - | - | - | - | - | - | - | -- | -- | -- | -- | -- | -- | -- | -- | -- | -- | -- | -- | -- | -- | -- | -- | -- | -- | -- | -- | -- | -- |

### 1 januari
- Royce D. Applegate (63), Amerikaans acteur en scenarioschrijver

### 2 januari
- Leroy Warriner (83), Amerikaans autocoureur

### 5 januari
- Massimo Girotti (84), Italiaans acteur
- Roy Jenkins (82), Brits politicus[1]
- Félix Loustau (80), Argentijns voetballer

### 6 januari
- Olle Bexell (93), Zweeds atleet
- Peter de Smet (59), Nederlands striptekenaar

### 7 januari
- Rob du Mée (67), Nederlands filmregisseur en -producent

### 8 januari
- Franz Drappier (54), Belgisch stripauteur

### 9 januari
- Jaap Stuij (82), Nederlands burgemeester

### 10 januari
- Júlio Botelho (73), Braziliaans voetballer
- Denis Zanette (32), Italiaans wielrenner

### 11 januari
- Mickey Finn (55), Brits drummer
- Anthony Havelock-Allan (98), Amerikaans filmproducent
- John Lessard (82), Amerikaans componist
- Bob Maertens (72), Belgisch voetballer
- Maurice Pialat (77), Frans filmregisseur
- William Russo (74), Amerikaans componist en dirigent

### 12 januari
- Leopoldo Galtieri (76), president van Argentinië
- Maurice Gibb (53), Brits zanger en bassist
- Wang Tieya (89), Chinees rechtsgeleerde

### 13 januari
- Marcel Payfa (81), Belgisch politicus

### 14 januari
- Monica Furlong (72), Brits schrijfster
- Jaap Vegter (68), Nederlands cartoonist

### 15 januari
- Jeanette Campbell (86), Argentijns zwemster
- Miep Racké-Noordijk (88), Nederlands schrijfster en columniste

### 17 januari
- Richard Crenna (76), Amerikaans acteur
- Joseph Salemi (100), Amerikaans jazztrombonist

### 18 januari
- Ed Farhat (76), Amerikaans professioneel worstelaar
- Gavin Lyall (70), Brits schrijver

### 21 januari
- Tommy Wood (90), Brits motorcoureur

### 22 januari
- Georges Mommerency (75), Belgisch politicus
- Aalje Post (84), Nederlands politicus

### 23 januari
- Nell Carter (54), Amerikaans actrice en zangeres
- Johnny Mauro (92), Amerikaans autocoureur
- Tore Lindzén (88), Zweeds waterpolospeler

### 24 januari
- Gianni Agnelli (81), Italiaans industrieel
- Cor van Hout (45), Nederlands crimineel
- Cy Touff (75), Amerikaans jazztrompettist

### 25 januari
- Daniel Borrey (57), Belgisch atleet
- Ellen Buckley (89), Amerikaans militair verpleegkundige
- Robert Rockwell (82), Amerikaans acteur

### 26 januari
- Valeri Broemel (60), Sovjet-Russisch atleet
- Annemarie Schimmel (80), Duits oriëntaliste

### 27 januari
- Henryk Jabłoński (93), president van Polen

### 28 januari
- Mieke Pullen (46), Nederlands atlete
- Maurice Vandamme (92), Belgisch politicus

### 29 januari
- Louis Baret (88), Belgisch zanger, tekstschrijver en cabaretier
- Lee Yoo-hyung (92), Zuid-Koreaans voetballer

### 30 januari
- Joan Franks-Williams (72), Amerikaans componiste en dirigent

### 31 januari
- Werenfried van Straaten (90), Nederlands norbertijn en priester

## Februari

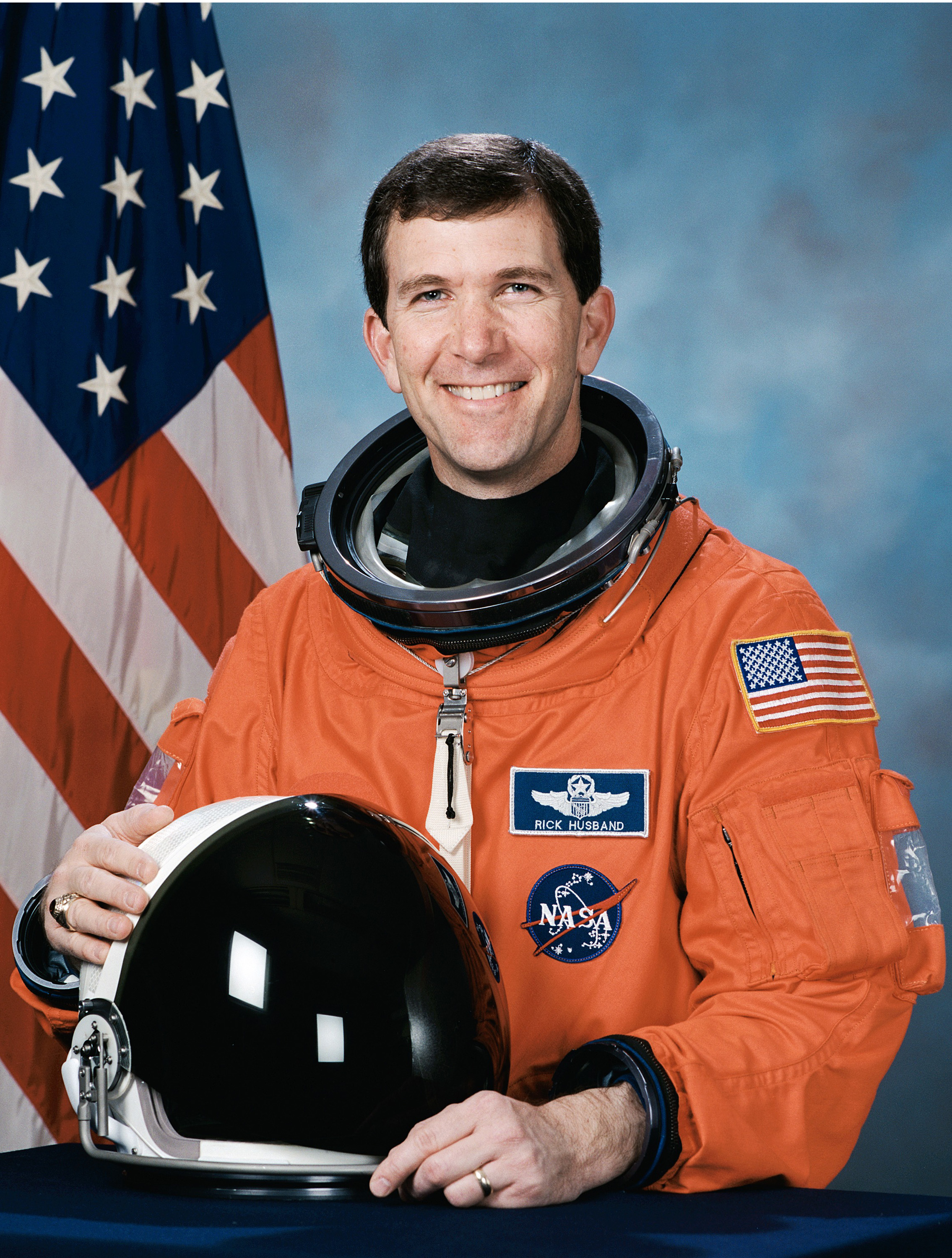
Rick Husband
1 februari

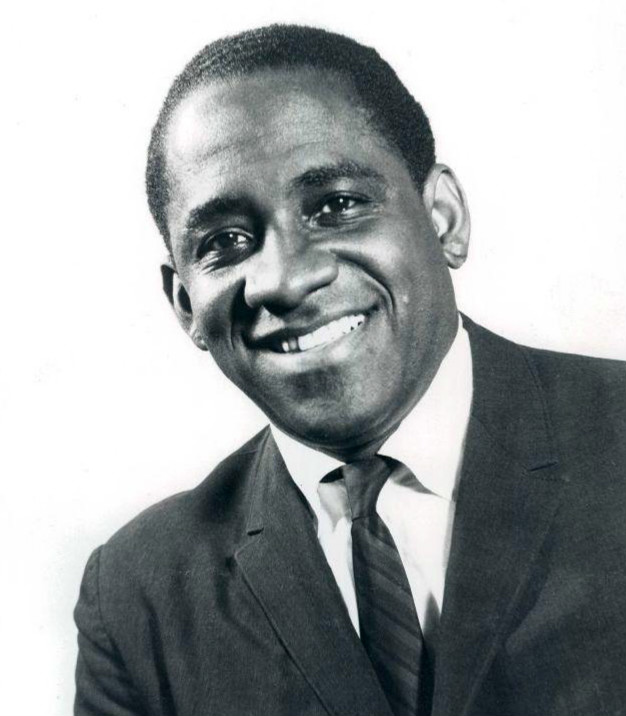
Mongo Santamaría
1 februari

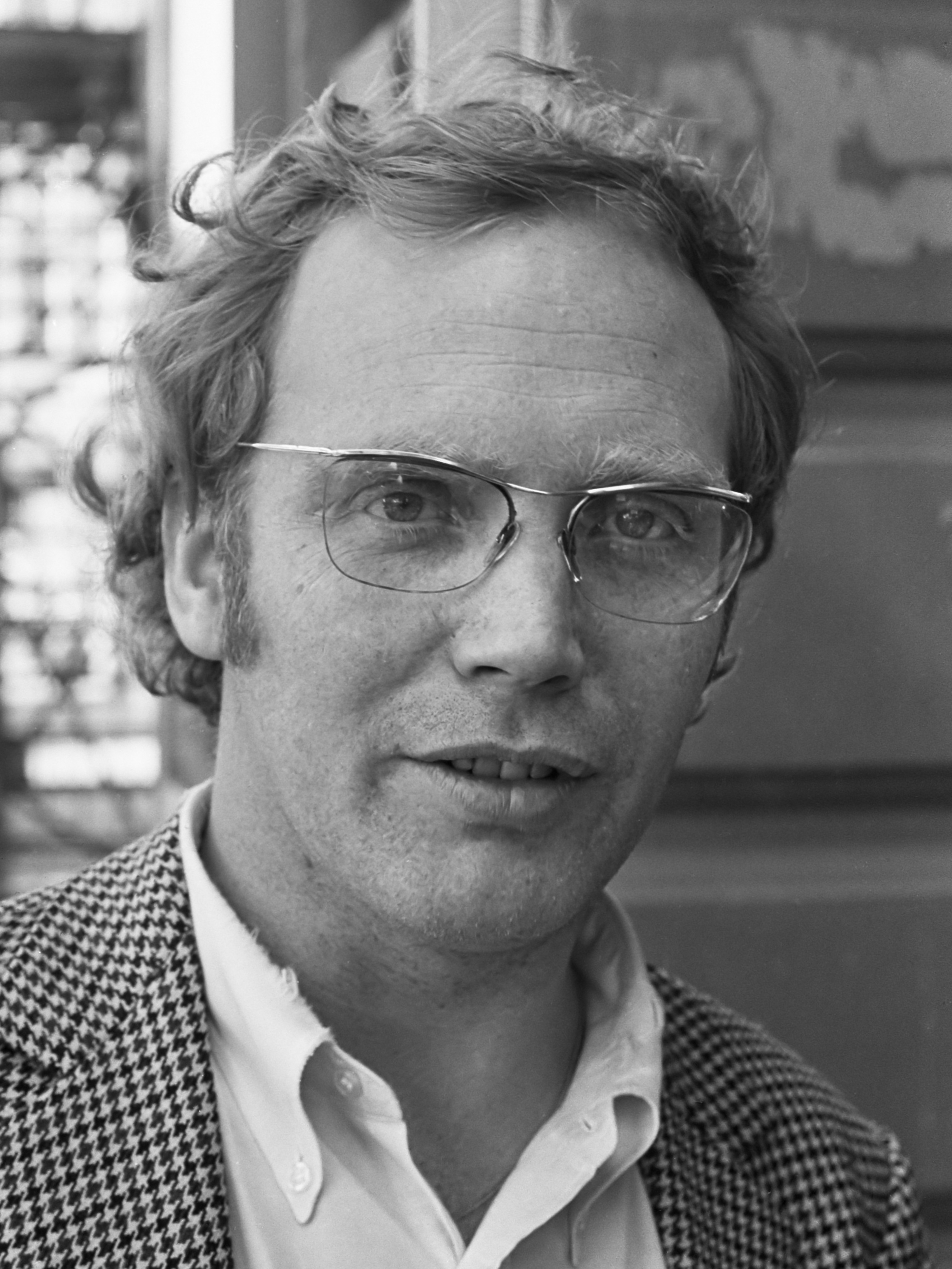
Peter Schat
3 februari

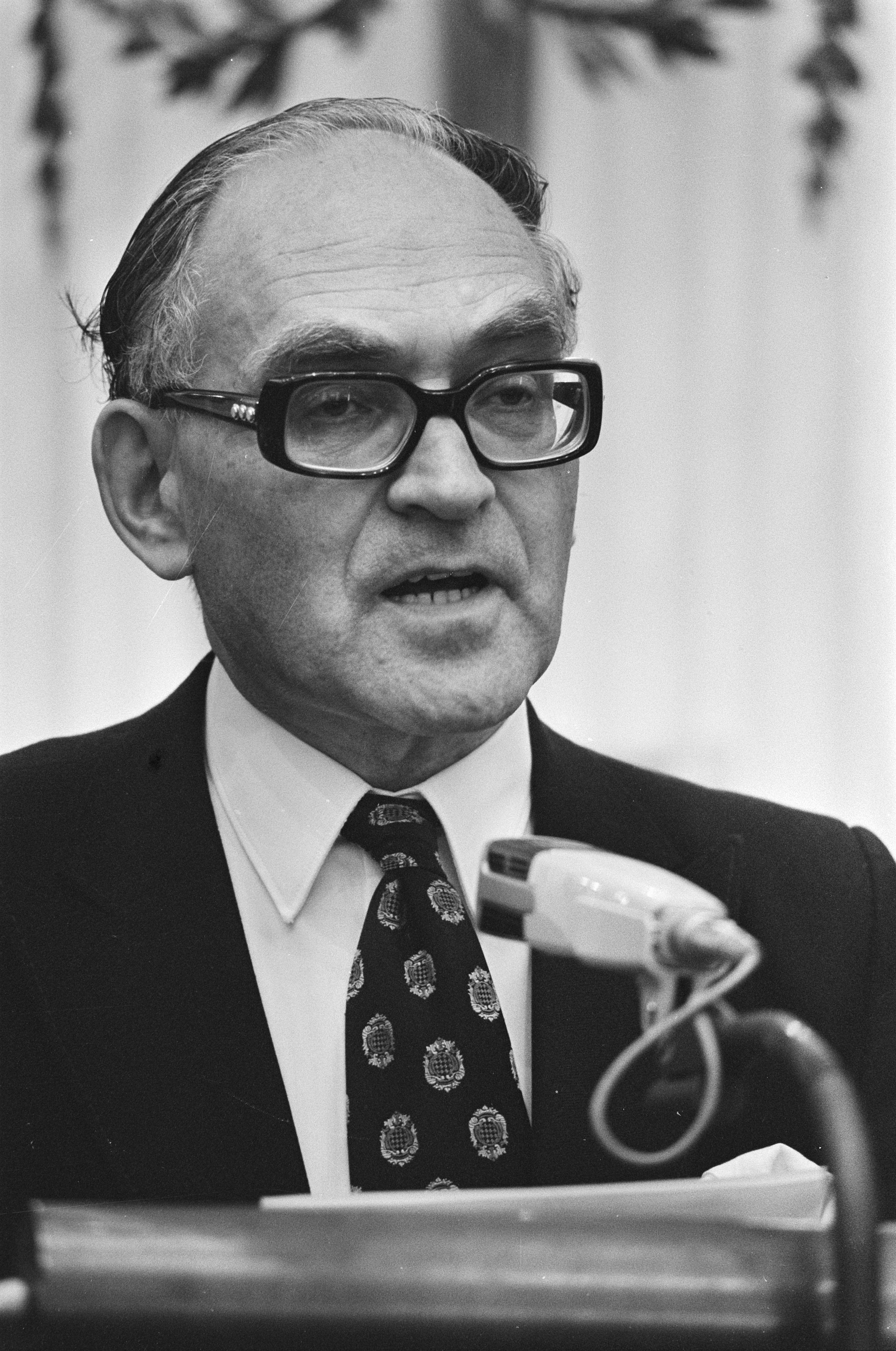
Bart Verbrugh
5 februari

Curt Hennig
10 februari

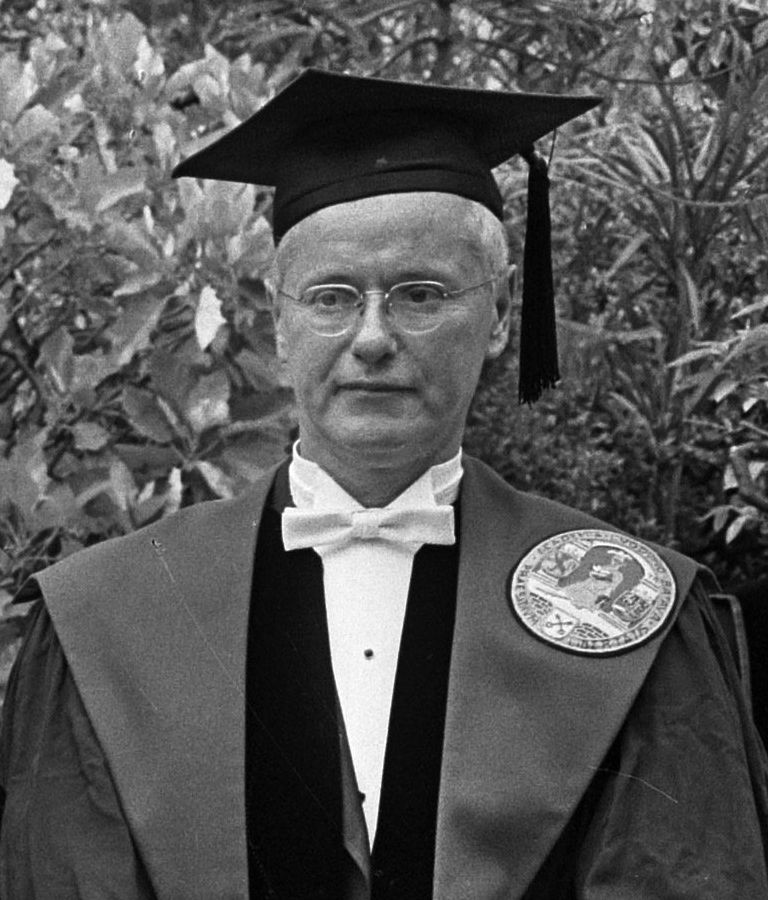
Robert K. Merton
23 februari

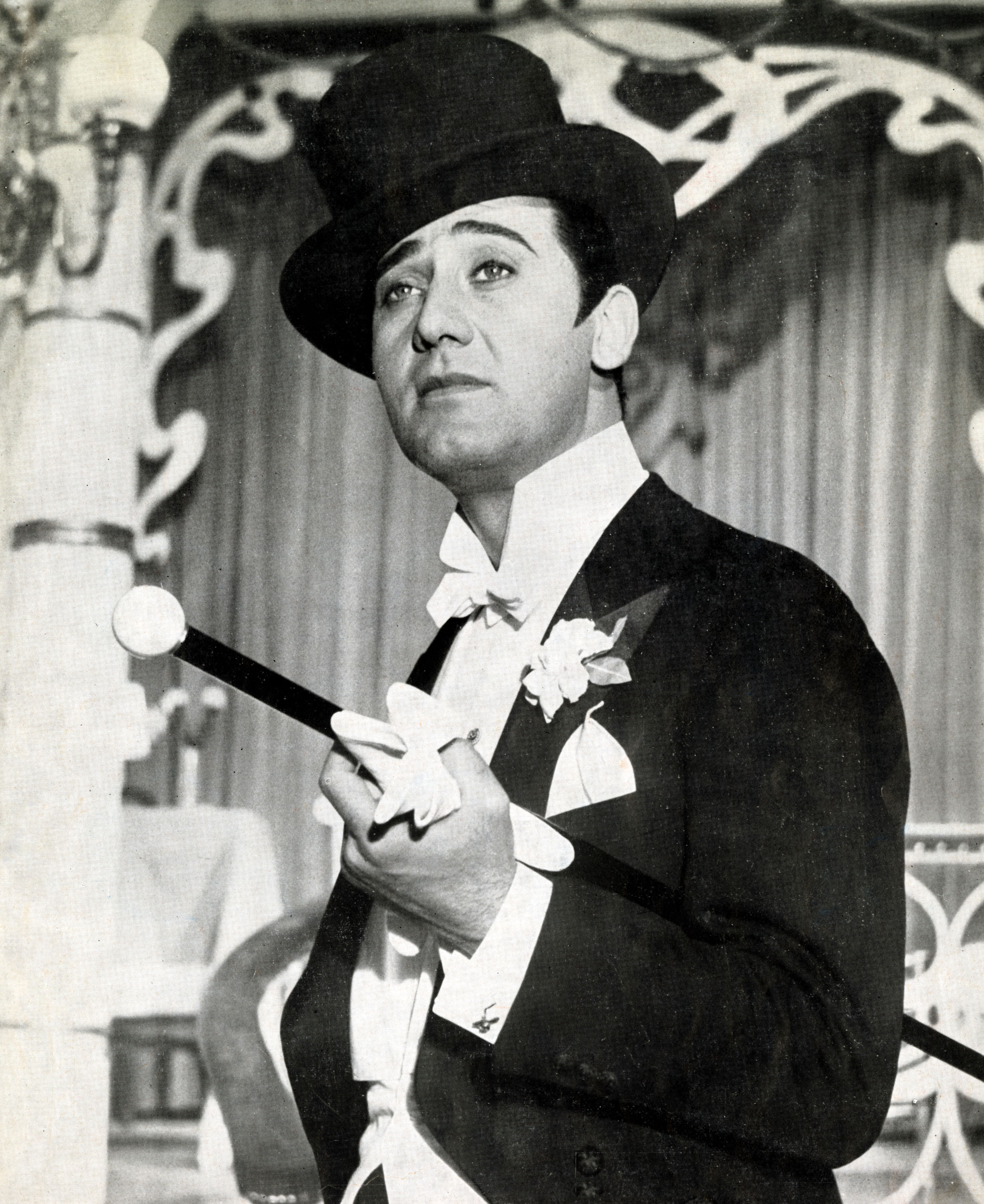
Alberto Sordi
25 februari

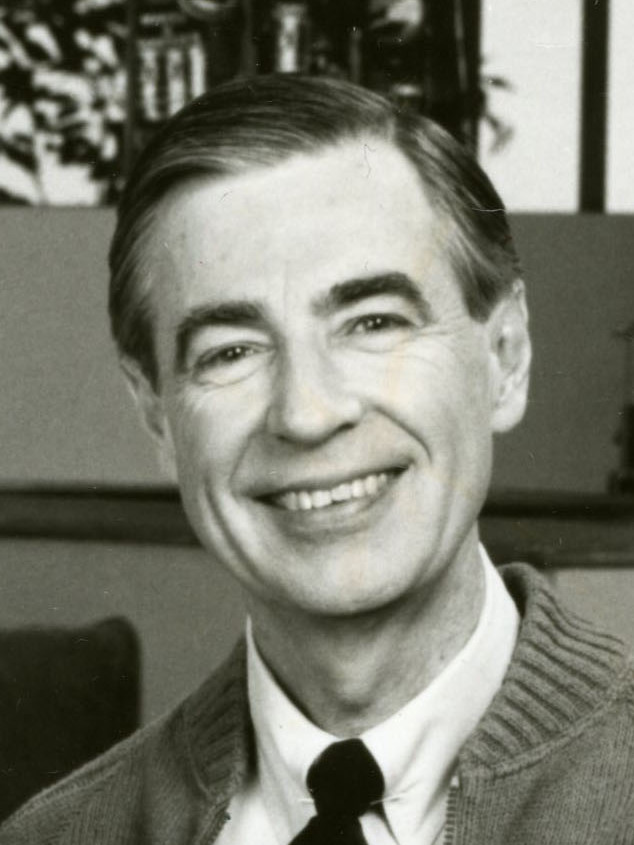
Fred Rogers
27 februari

| 1 | 2 | 3 | 4 | 5 | 6 | 7 | 8 | 9 | 10 | 11 | 12 | 13 | 14 | 15 | 16 | 17 | 18 | 19 | 20 | 21 | 22 | 23 | 24 | 25 | 26 | 27 | 28 |
| - | - | - | - | - | - | - | - | - | -- | -- | -- | -- | -- | -- | -- | -- | -- | -- | -- | -- | -- | -- | -- | -- | -- | -- | -- |

### 1 februari
- Ramp met het ruimteveer Columbia:
  - Rick Husband (45), Amerikaans ruimtevaarder
  - William McCool (41), Amerikaans ruimtevaarder
- Mongo Santamaría (85), Cubaans percussionist

### 2 februari
- Lou Harrison (85), Amerikaans componist
- Eizo Yuguchi (57), Japans voetballer

### 3 februari
- Lana Clarkson (40), Amerikaans actrice en model
- Blas Ople (76), Filipijns politicus
- Peter Schat (67), Nederlands componist
- Didi Teschmacher (87), Nederlands tennisser

### 4 februari
- Jan Beishuizen (80), Nederlands journalist
- Pierre Carteus (59), Belgisch voetballer
- André Noyelle (71), Belgisch wielrenner
- George Pauli (80), Nederlands militair

### 5 februari
- Johannes ten Heuvelhof (84), Nederlands politicus
- Bart Verbrugh (86), Nederlands scheikundige en politicus

### 6 februari
- Mark Braet (77), Belgisch dichter en politicus

### 7 februari
- Hessel Posthuma jr. (82), Nederlands burgemeester
- Malcolm Roberts (58), Brits zanger

### 9 februari
- Herma Bauma (88), Oostenrijks atlete
- Tony Luteijn (85), Nederlands militair
- René Uyttendaele (74), Belgisch burgemeester
- Richard Van Accolyen (96), Belgisch voetballer

### 10 februari
- Curt Hennig (44), Amerikaans professioneel worstelaar

### 11 februari
- Tommy Gwaltney (81), Amerikaans jazzmusicus

### 13 februari
- Joseph Van Hee (86), Belgisch burgemeester
- Rie Knipscheer (91), Nederlands kunstenaar
- Walt Whitman Rostow (86), Amerikaans economisch-historicus

### 14 februari
- Hannie Mein (69), Nederlands keramiste

### 15 februari
- Kees Neer (86), Surinaams schrijver
- Francisque Ravony (60), Malagassisch rechter en politicus
- Augusto Sanchez sr. (70), Filipijns mensenrechtenadvocaat en politicus

### 16 februari
- Leo Brouwer (79), Nederlands burgemeester
- Aleksandar Tišma (79), Joegoslavisch schrijver

### 18 februari
- Frans Theodoor Dijckmeester (85), Nederlands verzetsstrijder
- Isser Harel (90 of 91), Israëlisch geheim agent

### 19 februari
- André Bricout (84), Belgisch politicus en ondernemer

### 20 februari
- Maurice Blanchot (95), Frans romancier, essayist en filosoof
- Tineke van Leer (78), Nederlands actrice

### 21 februari
- Franz Thomasser (60), Oostenrijks componist en dirigent

### 23 februari
- Robert K. Merton (92), Amerikaans socioloog
- Sam King (91), Brits golfer

### 24 februari
- Bernard Loiseau (52), Frans chef-kok
- Antoni Torres (59), Spaans voetballer

### 25 februari
- Alberto Sordi (82), Italiaans acteur, filmregisseur en zanger

### 26 februari
- Christian Goethals (74), Belgisch autocoureur
- Michel Van Maele (81), Belgisch burgemeester

### 27 februari
- Fred Rogers (74), Amerikaans presentator en poppenspeler

### 28 februari
- Chris Brasher (74), Brits atleet en sportjournalist

## Maart

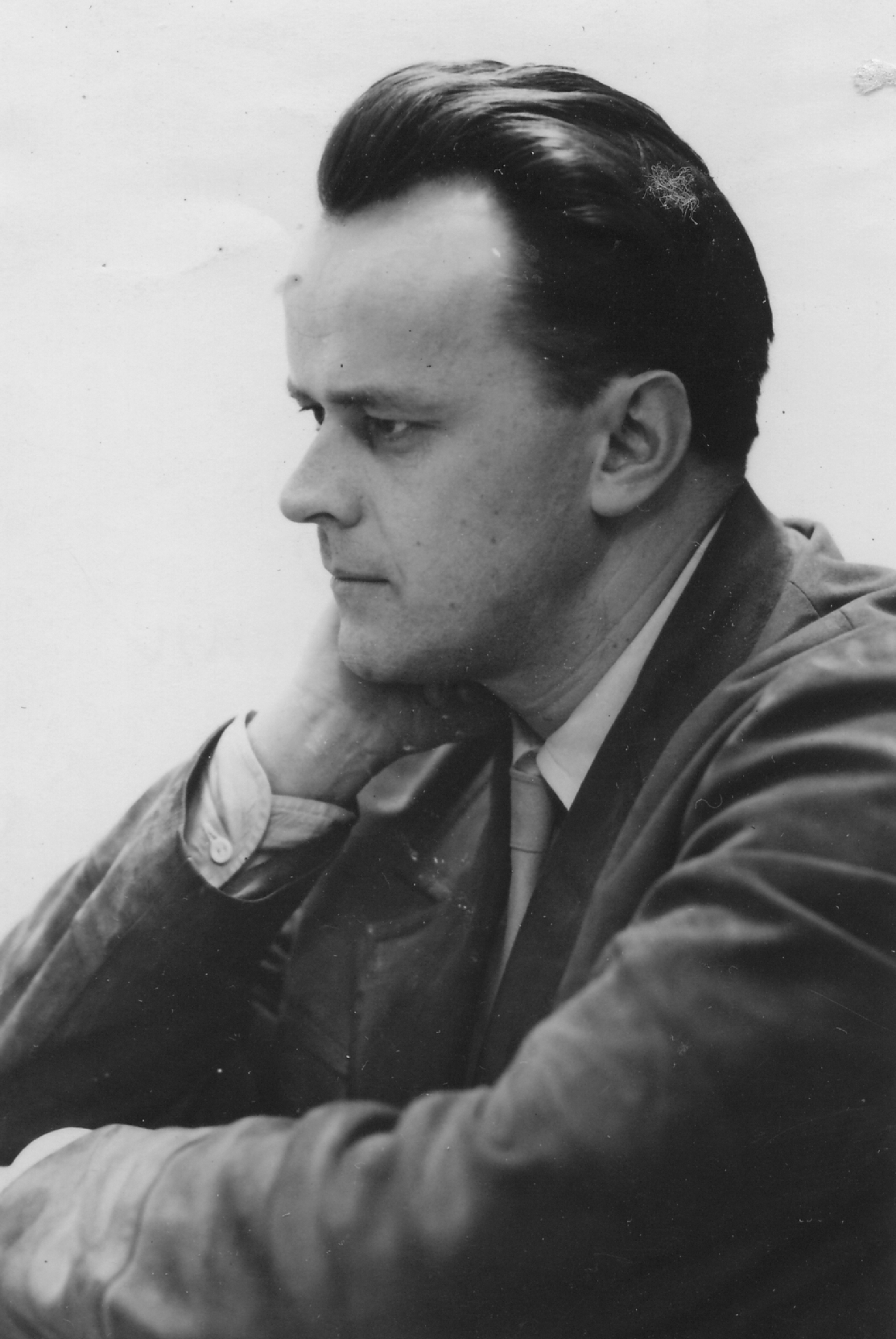
Luděk Pachman
6 maart

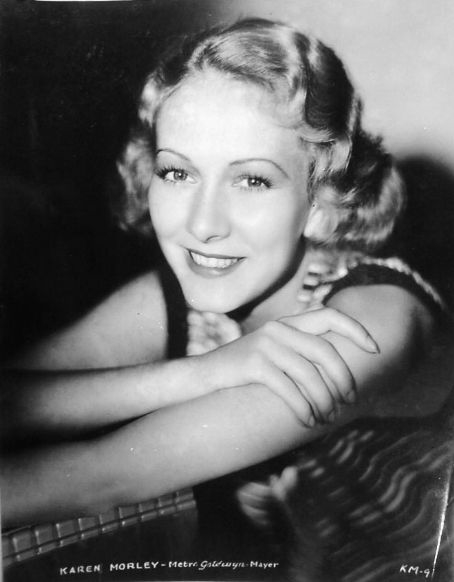
Karen Morley
8 maart

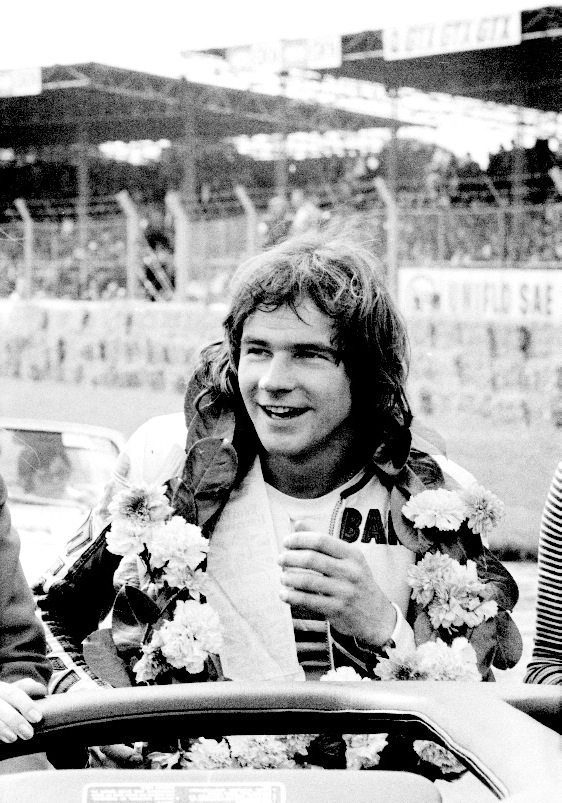
Barry Sheene
10 maart

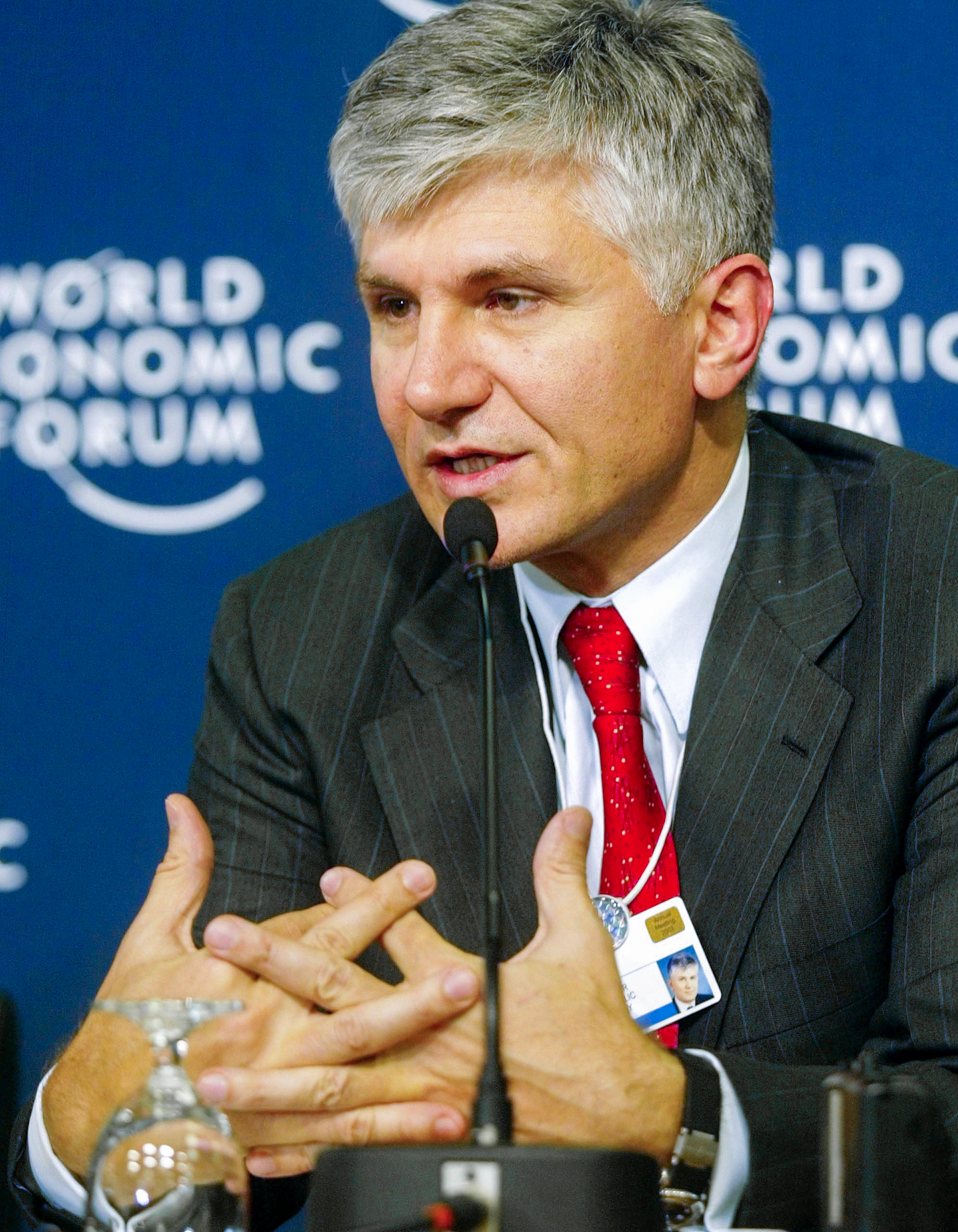
Zoran Đinđić
12 maart

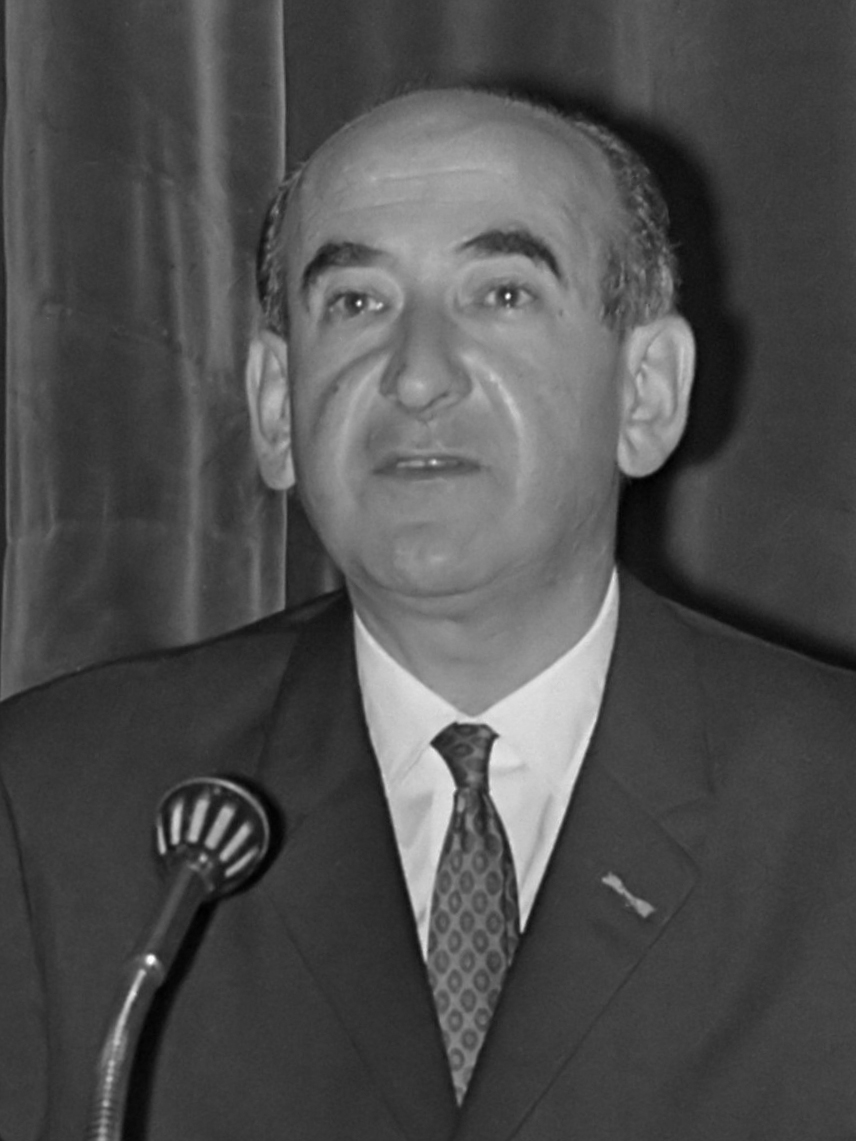
Max Weisglas
18 maart

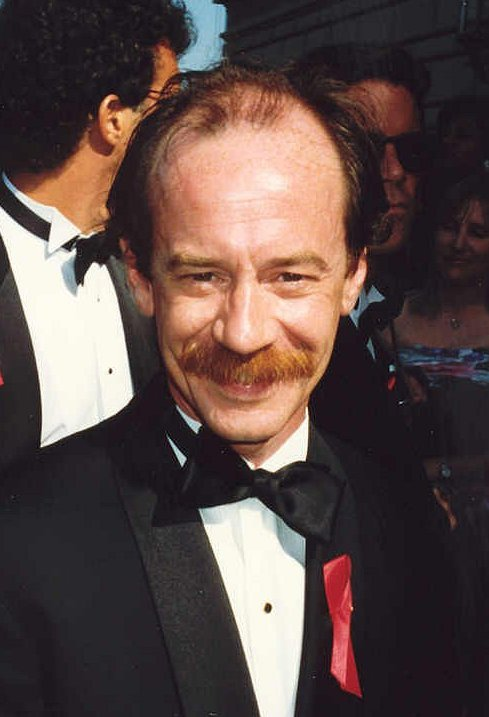
Michael Jeter
30 maart

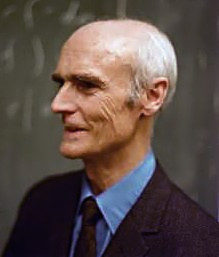
Donald Coxeter
31 maart

| 1 | 2 | 3 | 4 | 5 | 6 | 7 | 8 | 9 | 10 | 11 | 12 | 13 | 14 | 15 | 16 | 17 | 18 | 19 | 20 | 21 | 22 | 23 | 24 | 25 | 26 | 27 | 28 | 29 | 30 | 31 |
| - | - | - | - | - | - | - | - | - | -- | -- | -- | -- | -- | -- | -- | -- | -- | -- | -- | -- | -- | -- | -- | -- | -- | -- | -- | -- | -- | -- |

### 2 maart
- Roger Albertsen (45), Noors voetballer
- Malcolm Williamson (71), Australisch componist

### 3 maart
- Horst Buchholz (69), Duits acteur

### 4 maart
- Dzjaba Ioseliani (76), Georgisch politicus en militair

### 6 maart
- Luděk Pachman (78), Tsjechisch-Duits schaker

### 7 maart
- Thijs Booy (79), Nederlands schrijver
- Kor Onclin (84), Nederlands kunstschilder
- Adriaan van der Veen (86), Nederlands schrijver en journalist

### 8 maart
- Karen Morley (93), Amerikaans actrice

### 10 maart
- Barry Sheene (52), Brits motorcoureur
- Joop Smits (76), Nederlands presentator en zanger
- Naftali Temu (57), Keniaans atleet
- Ottorino Volonterio (85), Zwitsers autocoureur

### 11 maart
- Piet Reimer (89), Nederlands classicus
- Jacques Yerna (79), Belgisch politicus

### 12 maart
- Zoran Đinđić (50), premier van Servië
- Howard Fast (88), Amerikaans schrijver
- Andrej Kivilev (29), Kazaks wielrenner
- Lynne Thigpen (54), Amerikaans actrice

### 13 maart
- Georges Jacobus (83), Belgisch voetballer

### 14 maart
- Willy Walden (97), Nederlands revueartiest

### 16 maart
- Piet Wisse (75), Nederlands burgemeester

### 18 maart
- Bruno Bernard Heim (92), Zwitsers priester
- Henny Iliohan (89), Nederlands voetbalbestuurder
- Karl Kling (92), Duits autocoureur
- Max Weisglas (81), Nederlands econoom

### 19 maart
- Jeanne Bourin (81), Frans schrijfster
- C.O. Jellema (66), Nederlands dichter en essayist
- Meg de Jongh (78), Nederlands voetballer/-trainer, atleet en ijshockeyer

### 20 maart
- Ro Keezer (97), Nederlands illustrator en kunstschilder

### 22 maart
- Milton George Henschel (82), Amerikaans geestelijke

### 23 maart
- Zdzisław Krzyszkowiak (73), Pools atleet
- Tage Nielsen (74), Deens componist

### 24 maart
- Jan Just Bos (63), Nederlands botanicus, televisiepresentator en roeier
- Albert De Deken (87), Belgisch kunstenaar
- Hans Hermann Groër (83), Oostenrijks geestelijke

### 25 maart
- Hens de Jong (79), Nederlands kunstenaar

### 27 maart
- Edwin Carr (86), Nieuw-Zeelands componist

### 29 maart
- Placide Adams (73), Amerikaans dixieland-musicus
- Lennox Ballah (73), rechter uit Trinidad en Tobago
- Kurt Gimmi (66), Zwitsers wielrenner
- Chris Kropman (83), Nederlands wielrenner
- Carlo Urbani (46), Italiaans arts

### 30 maart
- Rolf Glasmeier (58), Duits kunstenaar en beeldhouwer
- Michael Jeter (50), Amerikaans acteur
- Valentin Pavlov (65), Sovjet-Russisch politicus
- Hans Sibbelee (87), Nederlands fotograaf en verzetsstrijder

### 31 maart
- Donald Coxeter (96), Brits-Canadees wiskundige
- Theo Mertens (71), Belgisch trompettist
- Tommy Seebach (53), Deens muzikant en producer

## April

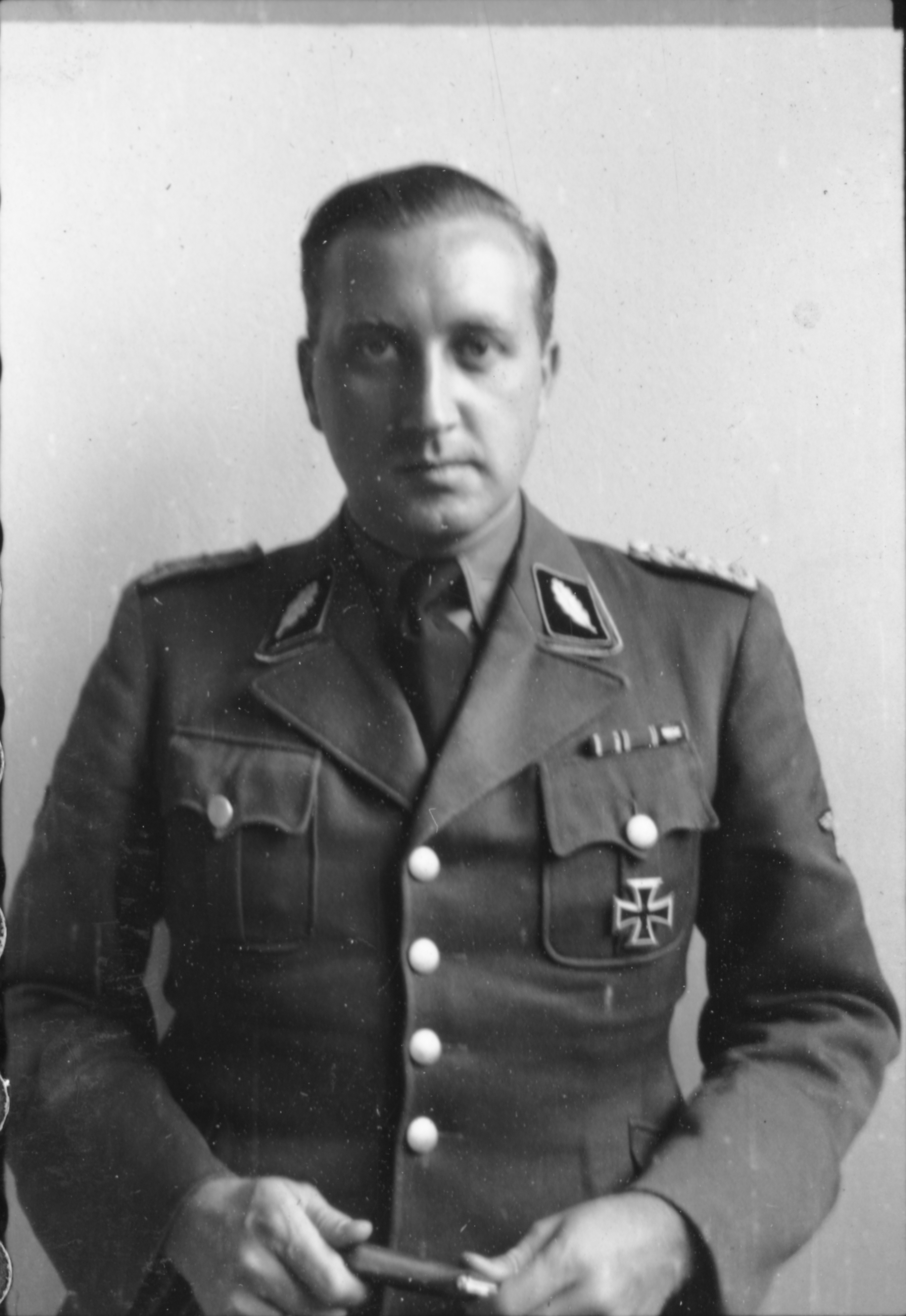
Helmut Knochen
4 april

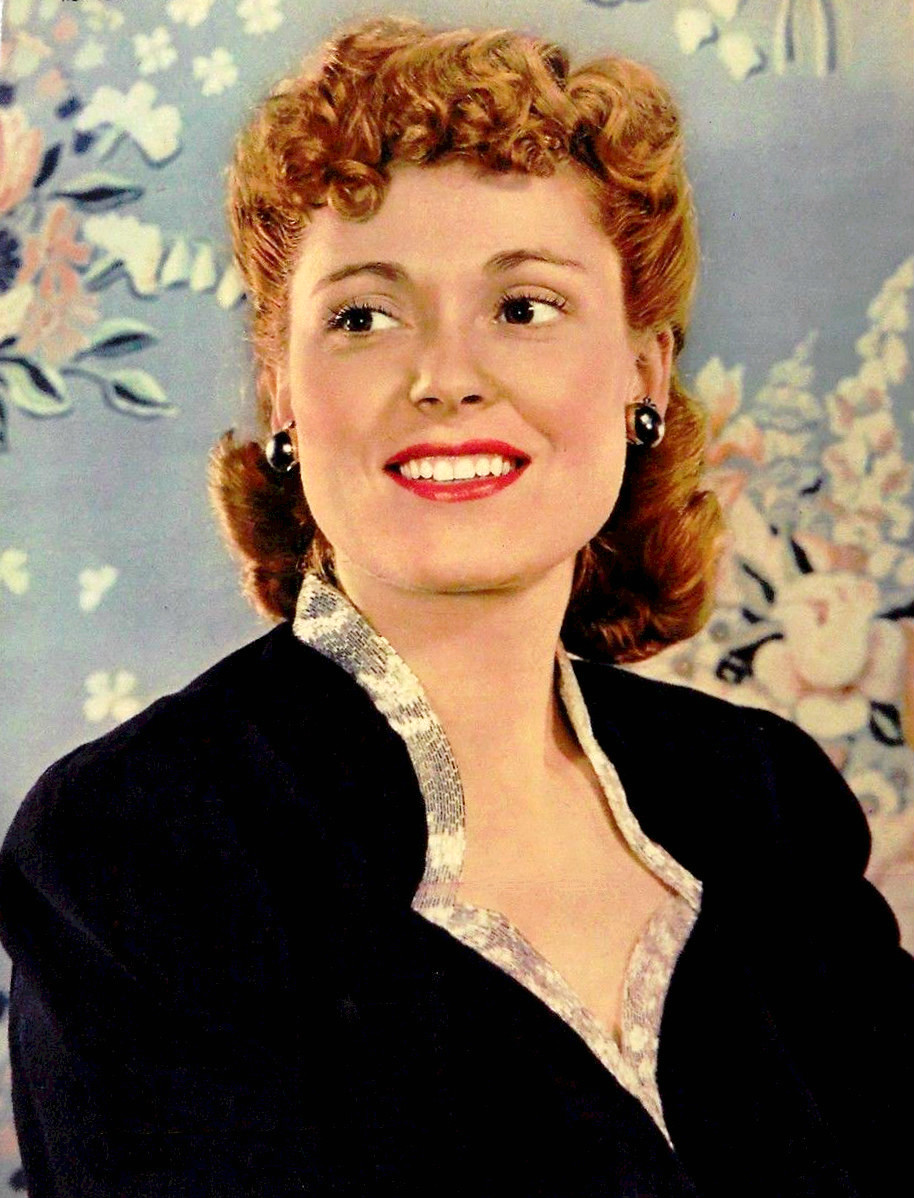
Martha Scott
5 april

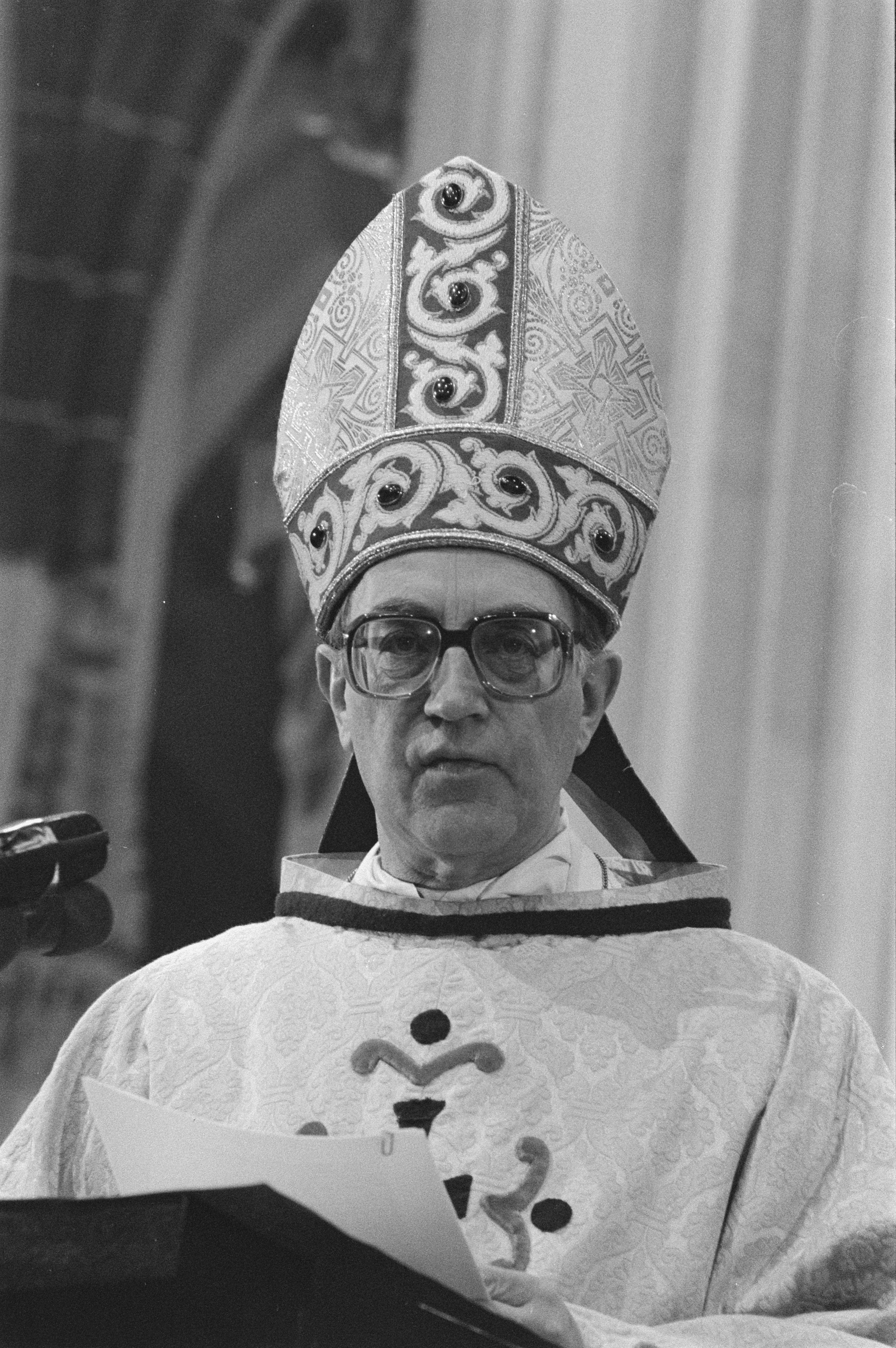
Johannes ter Schure
11 april

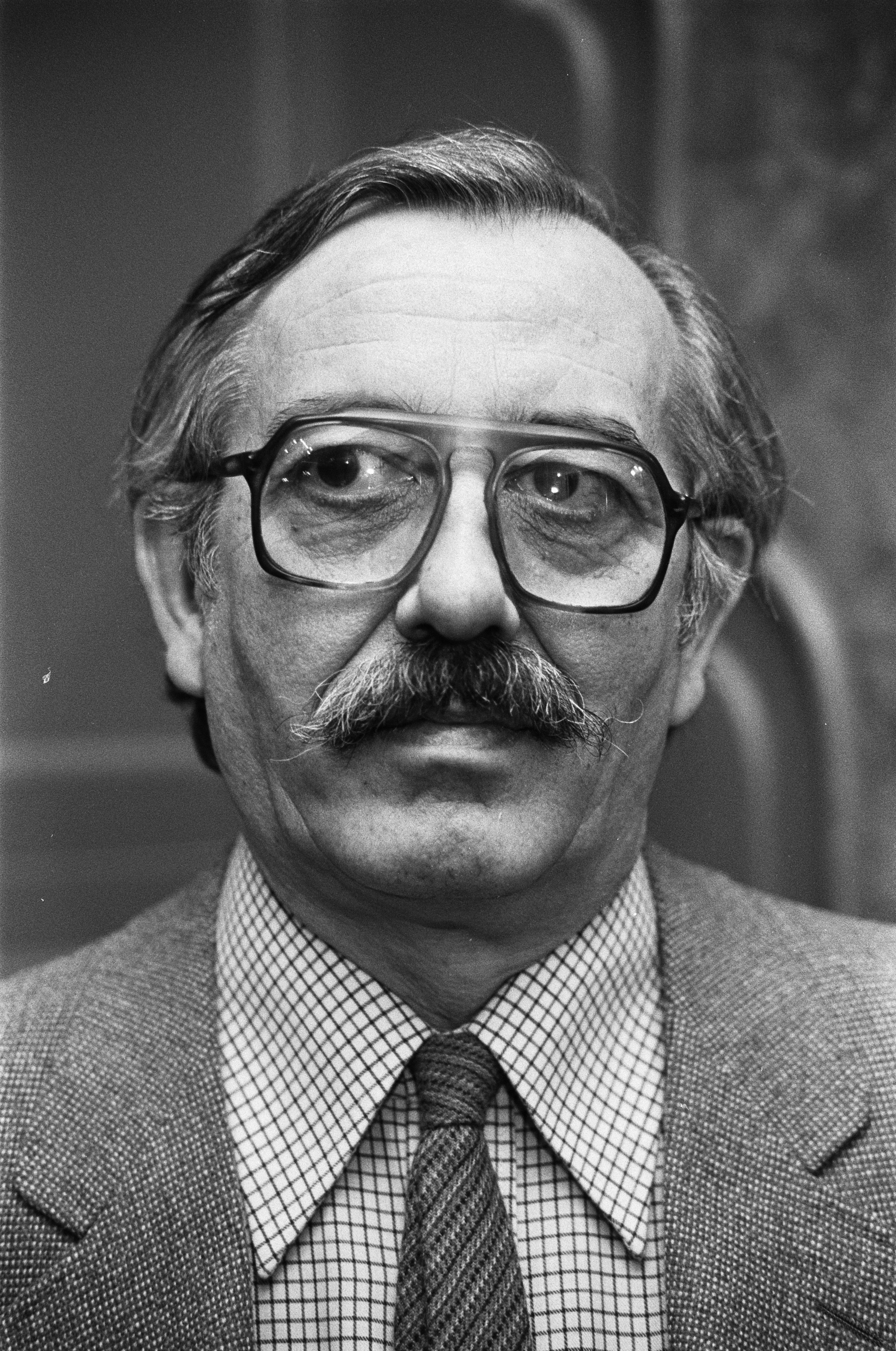
Henk Barnard
16 april

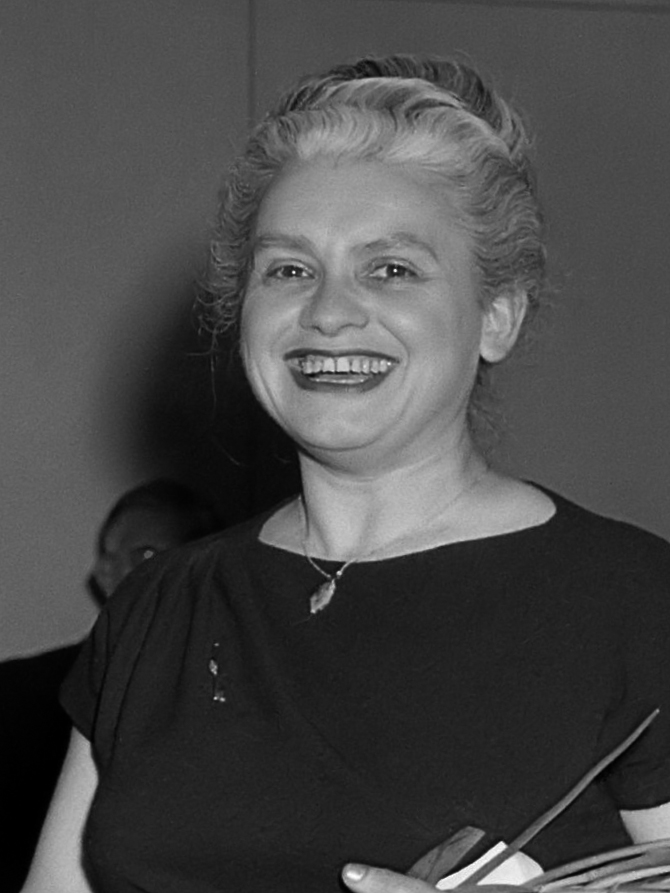
Elisabeth Keesing
17 april

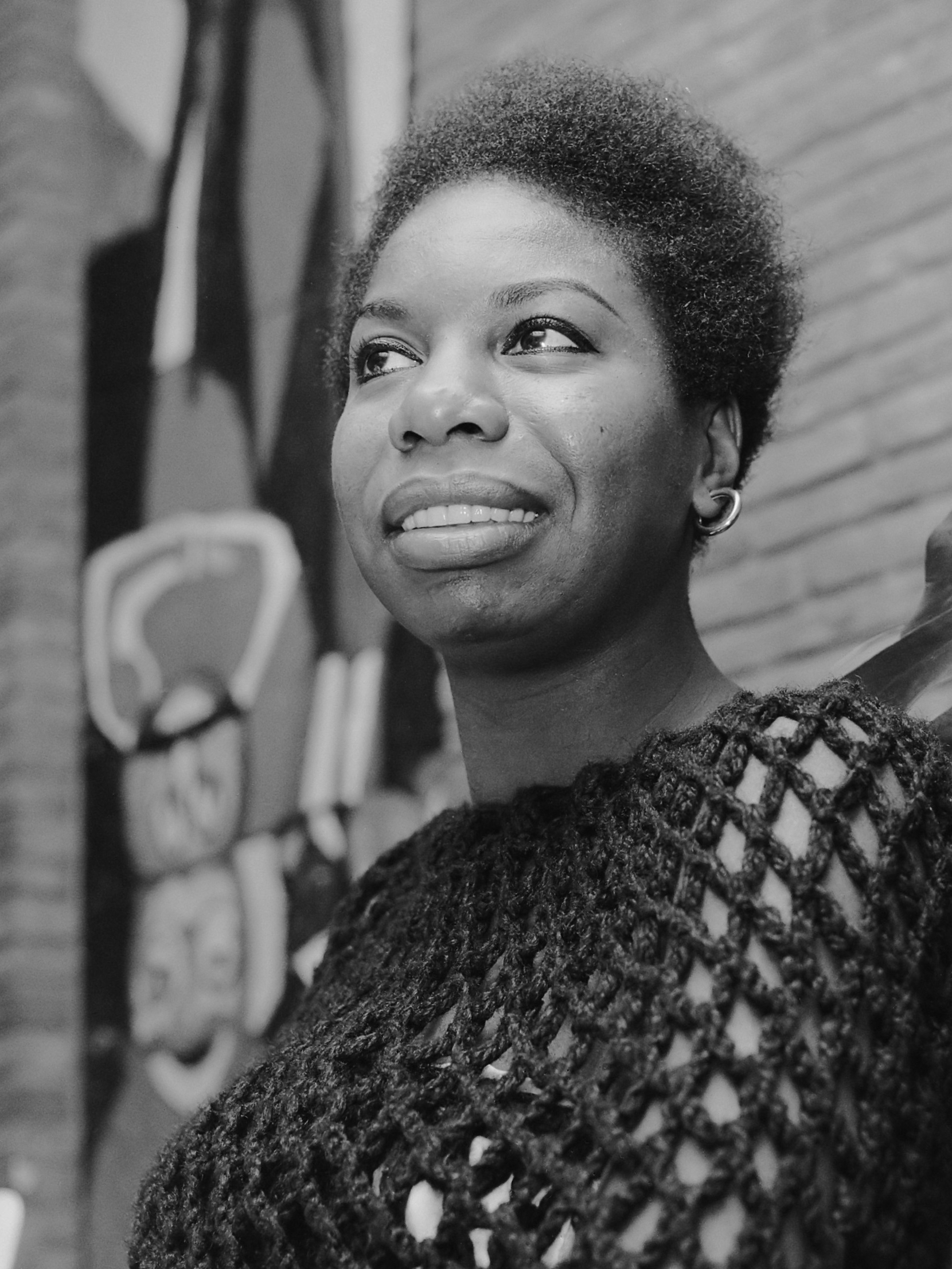
Nina Simone
21 april

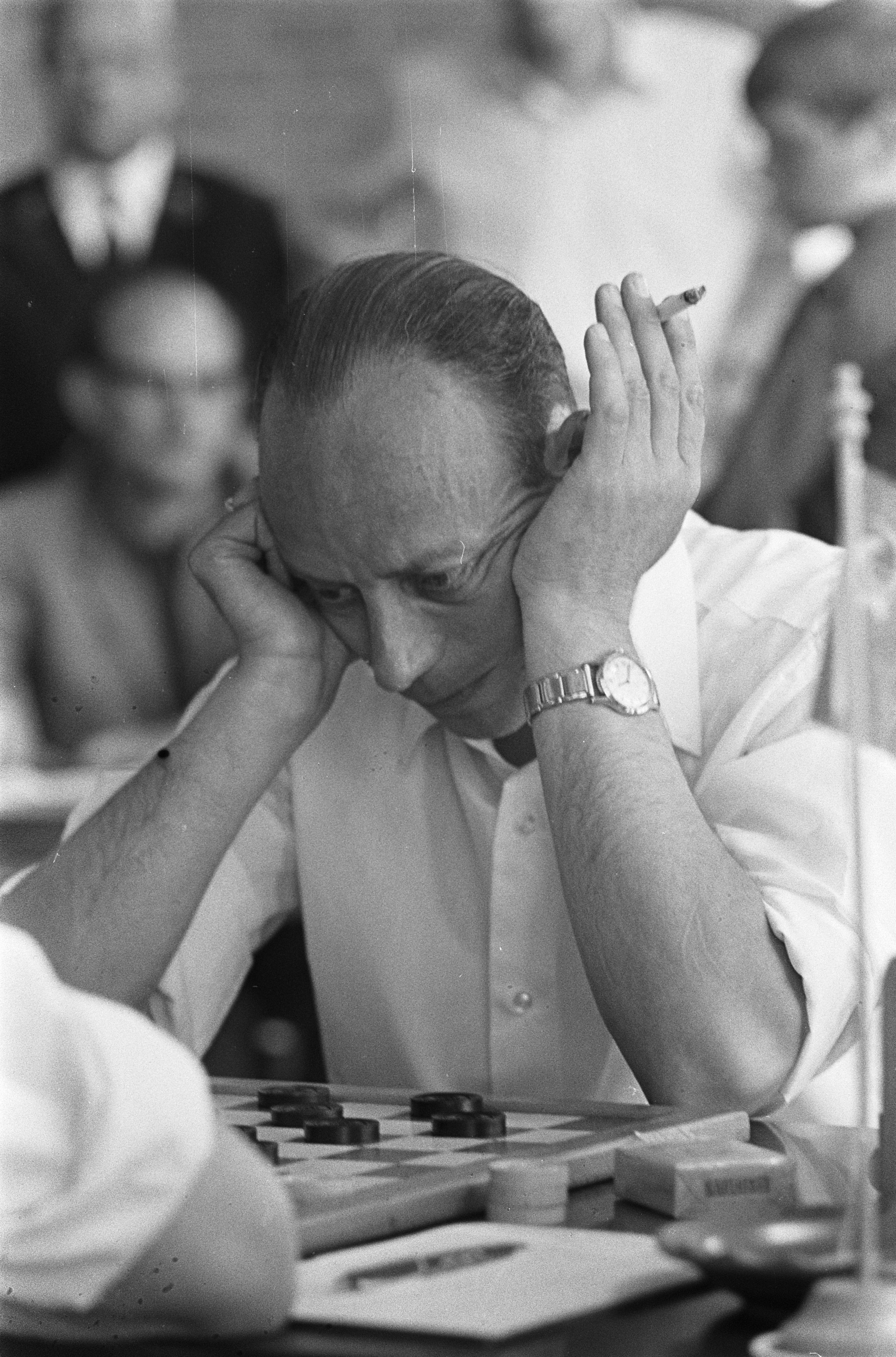
Piet Roozenburg
27 april

| 1 | 2 | 3 | 4 | 5 | 6 | 7 | 8 | 9 | 10 | 11 | 12 | 13 | 14 | 15 | 16 | 17 | 18 | 19 | 20 | 21 | 22 | 23 | 24 | 25 | 26 | 27 | 28 | 29 | 30 |
| - | - | - | - | - | - | - | - | - | -- | -- | -- | -- | -- | -- | -- | -- | -- | -- | -- | -- | -- | -- | -- | -- | -- | -- | -- | -- | -- |

### 1 april
- Leslie Cheung (47), Chinees zanger en acteur
- Marcel Ernzer (77), Luxemburgs wielrenner
- Adriaan Zaanen (89), Nederlands wiskundige en hoogleraar

### 2 april
- Terenci Moix (61), Spaans schrijver en journalist
- Edwin Starr (61), Amerikaans soulzanger

### 3 april
- Karel Boumans (81), Belgisch stripauteur

### 4 april
- Izzat al-Ghazzawi (51), Palestijns schrijver, literatuurcriticus en vredesactivist
- Helmut Knochen (93), Duits militair en oorlogsmisdadiger

### 5 april
- Rob Madna (71), Nederlands jazzpianist en componist
- Martha Scott (90), Amerikaans actrice

### 6 april
- Anita Borg (54), Amerikaans computerwetenschapper
- Gerald Emmett Carter (91), Canadees kardinaal

### 7 april
- Anton Rovers (82), Nederlands kunstschilder

### 8 april
- Frits Botterblom (107), oudste man van Nederland
- Bing Russell (76), Amerikaans acteur

### 9 april
- Jorge Oteiza (94), Spaans schilder, beeldhouwer en schrijver

### 11 april
- Johannes ter Schure (80), Nederlands bisschop

### 12 april
- Sydney Lassick (80), Amerikaans acteur

### 13 april
- Bernard Huijbers (80), Nederlands musicus

### 14 april
- Wim de Leeuw (64), Nederlands politicus

### 16 april
- Henk Barnard (80), Nederlands schrijver en televisieregisseur
- Graham Jarvis (72), Canadees-Amerikaans acteur

### 17 april
- Robert Atkins (72), Amerikaans cardioloog
- Elisabeth Keesing (91), Nederlands schrijfster
- Koji Kondo (30), Japans voetballer
- Mario Sandoval Alarcón (79), Guatemalteeks politicus en militair
- Jeff Schell (67), Belgisch moleculair bioloog

### 18 april
- Juan Bautista Villalba (78), Paraguayaans voetballer
- Edgar F. Codd (79), Brits informaticus
- Toni Hagen (85), Zwitsers geoloog
- Aimé Van Lent (86), Belgisch politicus
- Oscar Moret (90), Zwitsers componist en dirigent
- Diego Ronchini (77), Italiaans wielrenner

### 19 april
- Nico Berghuijs (86), Nederlands militair
- Marcus Ravenswaaij (77), Nederlands beeldhouwer en medailleur
- Roel Reijntjes (89), Nederlands dichter
- Aurelio Sabattani (90), Italiaans kardinaal

### 20 april
- Walter Fuller (93), Amerikaans jazztrompettist en -zanger
- Daijiro Kato (26), Japans motorcoureur
- Bernard Katz (92), Duits-Brits biofysicus en neurofysioloog
- Wolle Kriwanek (54), Duits blues- en rockzanger
- Henri Lemaître (81), Belgisch geestelijke

### 21 april
- Nina Simone (70), Amerikaans jazzzangeres

### 22 april
- André Gros (94), Frans rechtsgeleerde en diplomaat
- Joerij Vojnov (71), Sovjet-Oekraïens voetballer en trainer

### 23 april
- Eugene van der Heijden (82), Nederlands verzetsstrijder
- Betty Trompetter (86), Nederlands verzetsstrijder

### 24 april
- Gino Orlando (73), Braziliaans voetballer

### 25 april
- Lynn Chadwick (88), Brits beeldhouwer

### 26 april
- Bernhard Baier (90), Duits waterpolospeler

### 27 april
- Elaine Anderson (88), Amerikaans actrice
- Piet Roozenburg (78), Nederlands dammer
- Dorothee Sölle (73), Duits luthers theologe

### 30 april
- Possum Bourne (47), Nieuw-Zeelands rallycoureur

## Mei

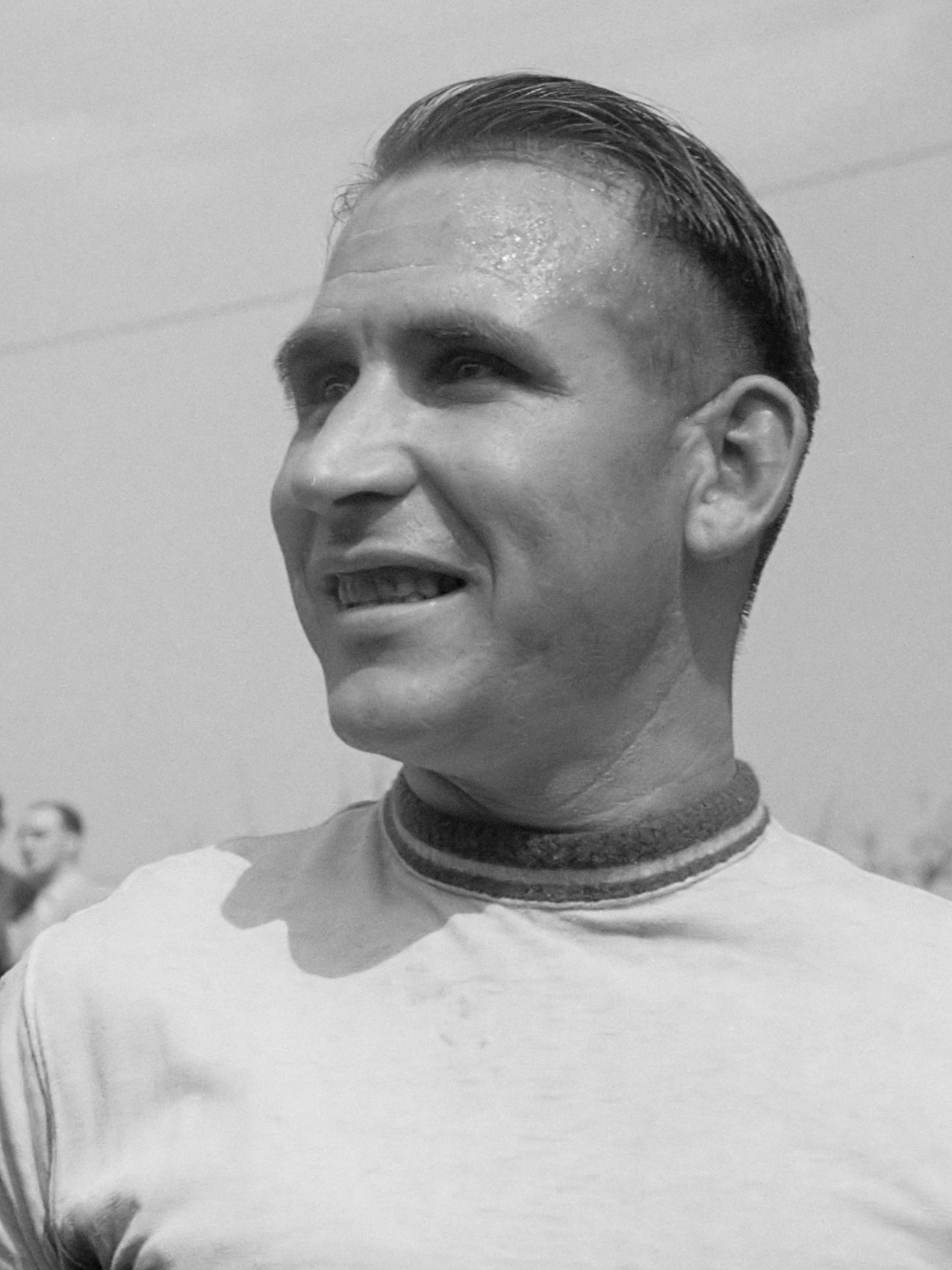
Wim van Est
1 mei

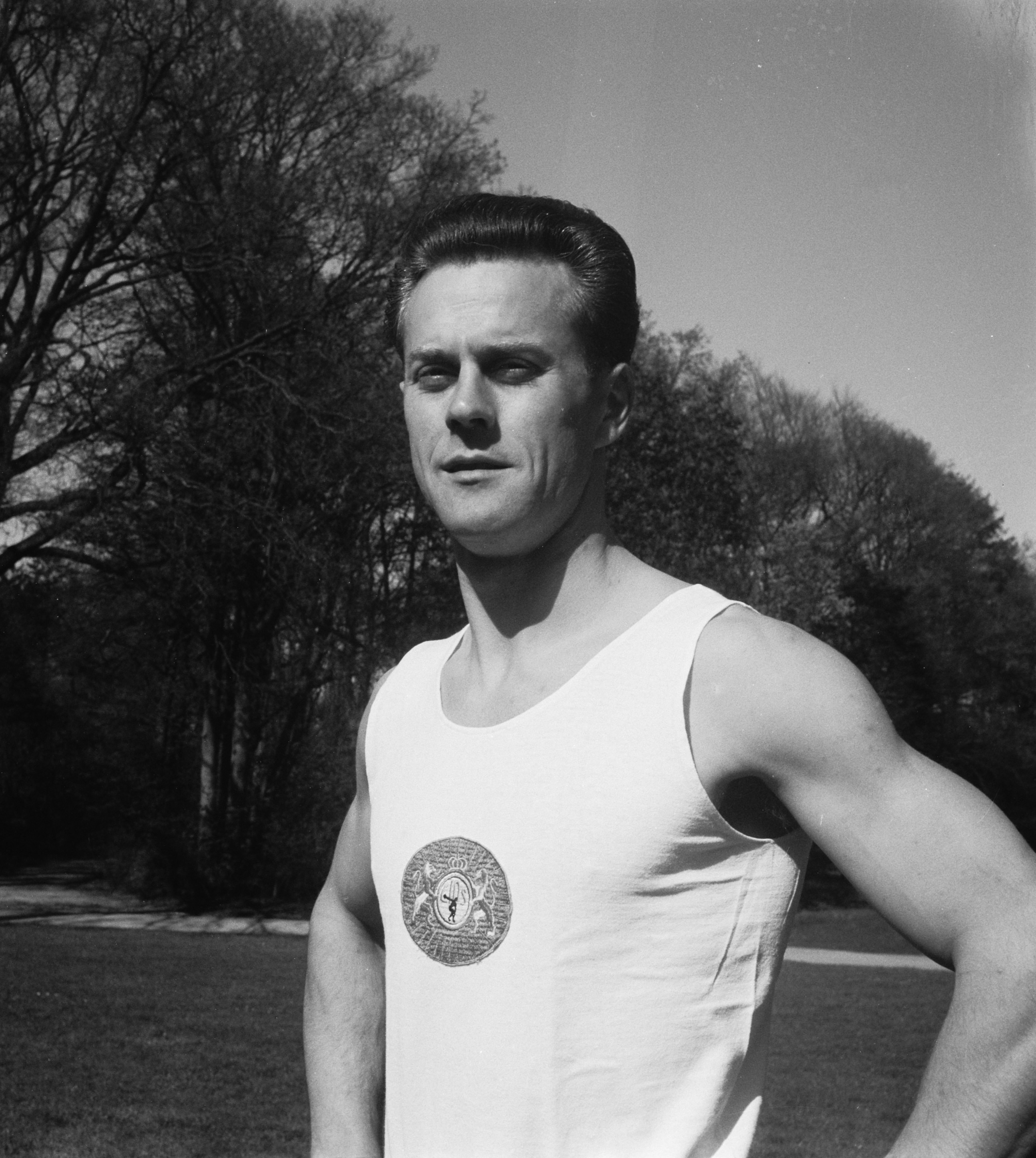
Klaas Boot jr.
7 mei

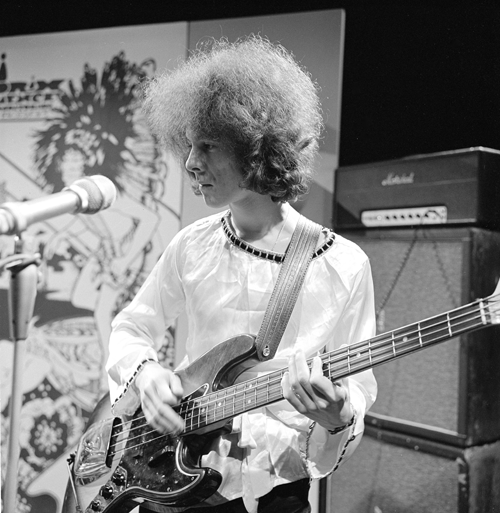
Noel Redding
11 mei

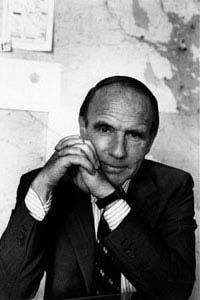
Sadruddin Aga Khan
12 mei

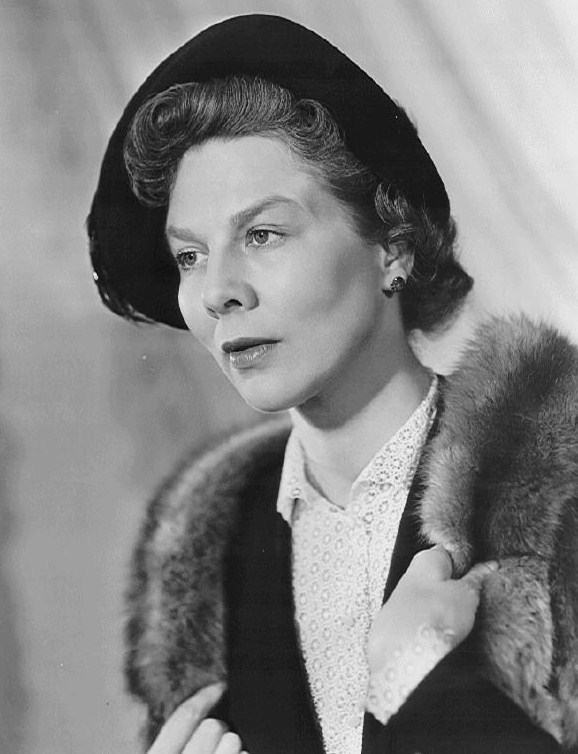
Wendy Hiller
14 mei

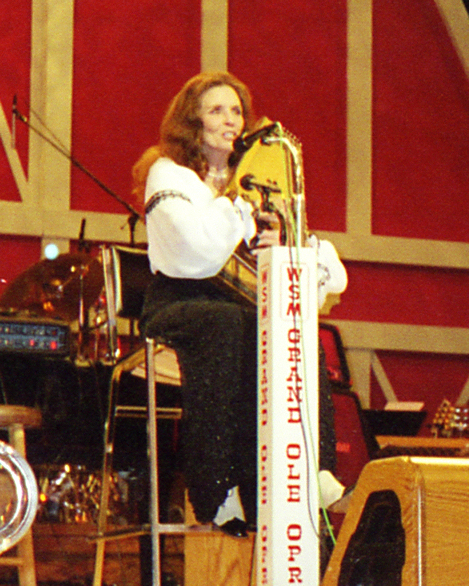
June Carter Cash
15 mei

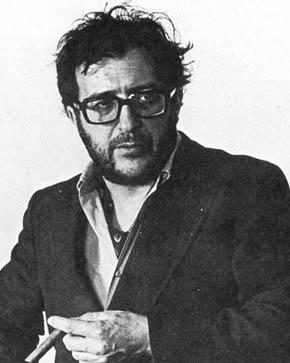
Luciano Berio
27 mei

| 1 | 2 | 3 | 4 | 5 | 6 | 7 | 8 | 9 | 10 | 11 | 12 | 13 | 14 | 15 | 16 | 17 | 18 | 19 | 20 | 21 | 22 | 23 | 24 | 25 | 26 | 27 | 28 | 29 | 30 | 31 |
| - | - | - | - | - | - | - | - | - | -- | -- | -- | -- | -- | -- | -- | -- | -- | -- | -- | -- | -- | -- | -- | -- | -- | -- | -- | -- | -- | -- |

### 1 mei
- Wim van Est (80), Nederlands wielrenner
- Elizabeth Hulette (42), Amerikaans pro worstelmanager
- István Kelen (91), Hongaars tafeltennisser
- Paul Moore (83), Amerikaans predikant

### 2 mei
- Paul Vandermeulen (71), Belgisch politicus

### 3 mei
- Suzy Parker (70), Amerikaans model en actrice

### 4 mei
- Fortuné Lambiotte (82), Belgisch politicus

### 5 mei
- Walter Sisulu (90), Zuid-Afrikaans anti-apartheidsactivist en politiek leider

### 6 mei
- A.C. Cirino (73), Surinaams schrijver

### 7 mei
- Klaas Boot jr. (75), Nederlands turner en sportverslaggever

### 9 mei
- Pieter van Dijke (82), Nederlands politicus
- Hans Engnestangen (95), Noors schaatser

### 10 mei
- Milan Vukcevich (66), Servisch-Amerikaans schaker

### 11 mei
- José Manuel Lara Hernández (88), Spaans uitgever en ondernemer
- Noel Redding (57), Brits basgitarist

### 12 mei
- Sadruddin Aga Khan (70), Iraans politicus en diplomaat

### 13 mei
- Byron Wolford (72), Amerikaans pokerspeler

### 14 mei
- Tranquilo Cappozzo (85), Argentijns roeier
- Wendy Hiller (90), Brits actrice
- Dante Quinterno (93), Argentijns striptekenaar
- Robert Stack (84), Amerikaans acteur

### 15 mei
- June Carter Cash (73), Amerikaans countryzangeres
- Joan Dudok van Heel (78), Nederlands golfer en golfbaanarchitect
- Jan Remmelink (81), Nederlands rechtsgeleerde
- Rik Van Steenbergen (78), Belgisch wielrenner
- Marcel Thielemans (91), Belgisch zanger en trombonist

### 16 mei
- Constantin Dăscălescu (79), Roemeens politicus
- Mark McCormack (72), Amerikaans advocaat

### 18 mei
- Cees van den Beld (80), Nederlands ambtenaar

### 20 mei
- Lou Steenbergen (81), Nederlands acteur
- Paul Termos (51), Nederlands componist en saxofonist

### 21 mei
- Alejandro de Tomaso (74), Argentijns-Italiaans autocoureur

### 22 mei
- Albert Mettens (90), Belgisch voetballer
- Sjef van Tilborg (64), Nederlands priester

### 23 mei
- Frans Hermsen (76), Nederlands burgemeester
- Hermien Timmerman (Hermien van der Weide) (59), Nederlands zangeres
- Jean Yanne (69), Frans acteur en filmregisseur
- Piet Zanstra (97), Nederlands architect

### 24 mei
- Jaap Goeman Borgesius (74), Nederlands burgemeester

### 27 mei
- Luciano Berio (77), Italiaans componist
- Eugenius Marius Uhlenbeck (89), Nederlands taalkundige en indoloog

### 28 mei
- Ilya Prigogine (86), Russisch-Belgisch scheikundige en natuurkundige

### 29 mei
- Trevor Ford (79), Welsh voetballer

### 30 mei
- Günter Pfitzmann (79), Duits acteur en cabaretier

### 31 mei
- Francesco Colasuonno (78), Italiaans kardinaal
- Frans Loefen (70), Nederlands burgemeester

## Juni

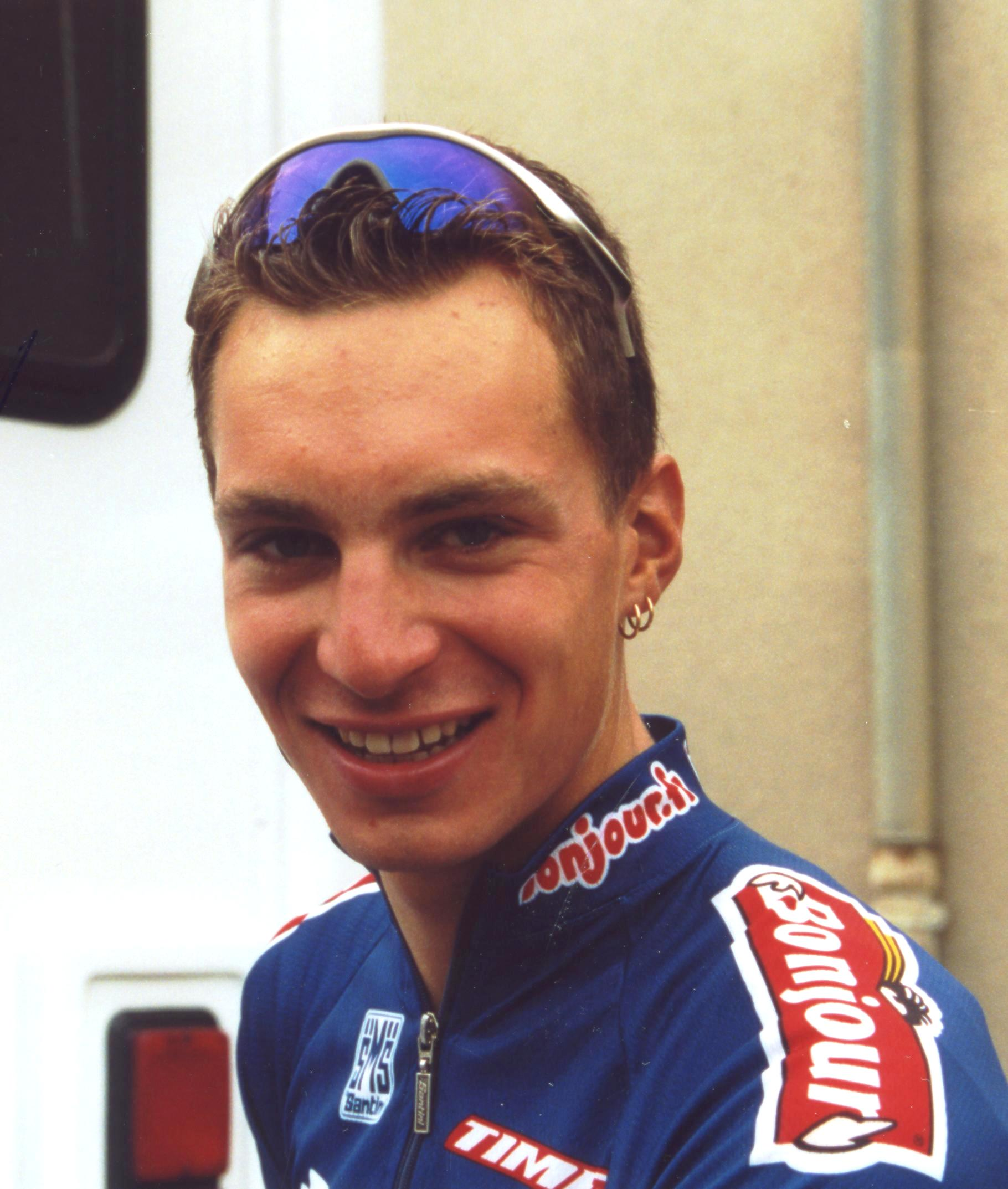
Fabrice Salanson
3 juni

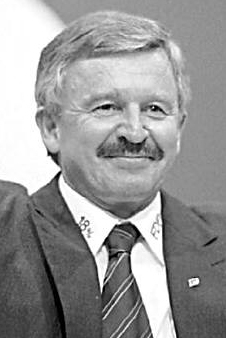
Jürgen Möllemann
5 juni

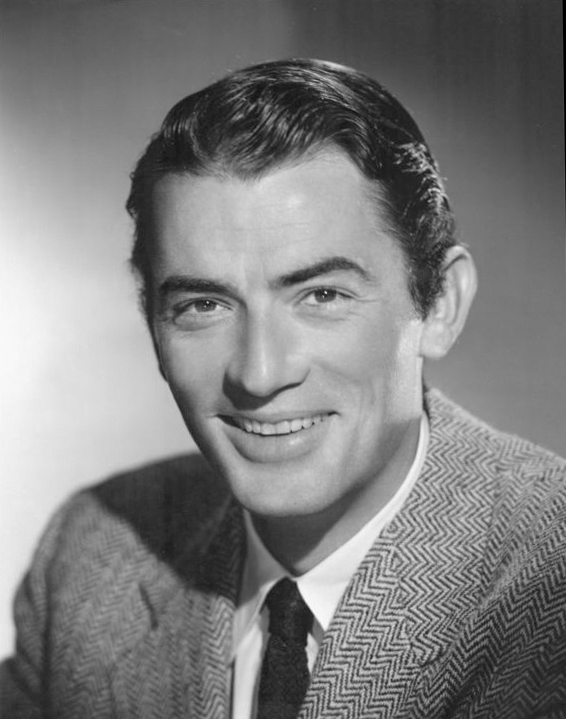
Gregory Peck
12 juni

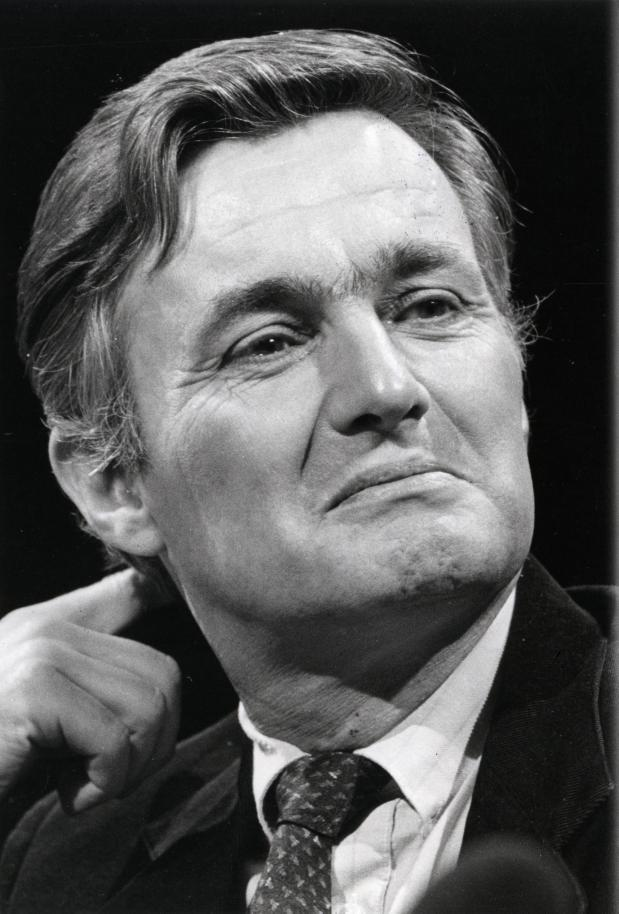
Piet Dankert
21 juni

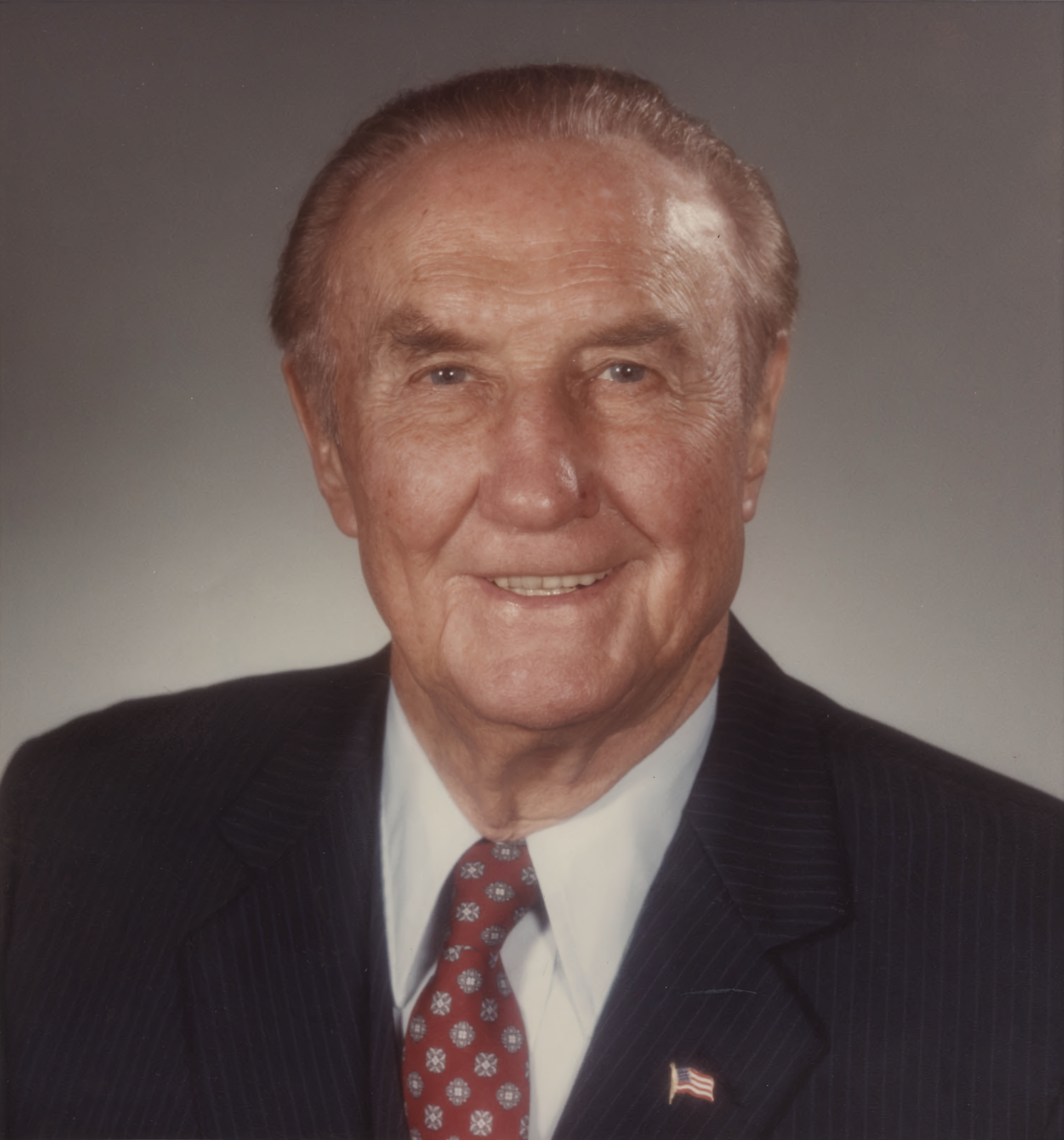
Strom Thurmond
26 juni

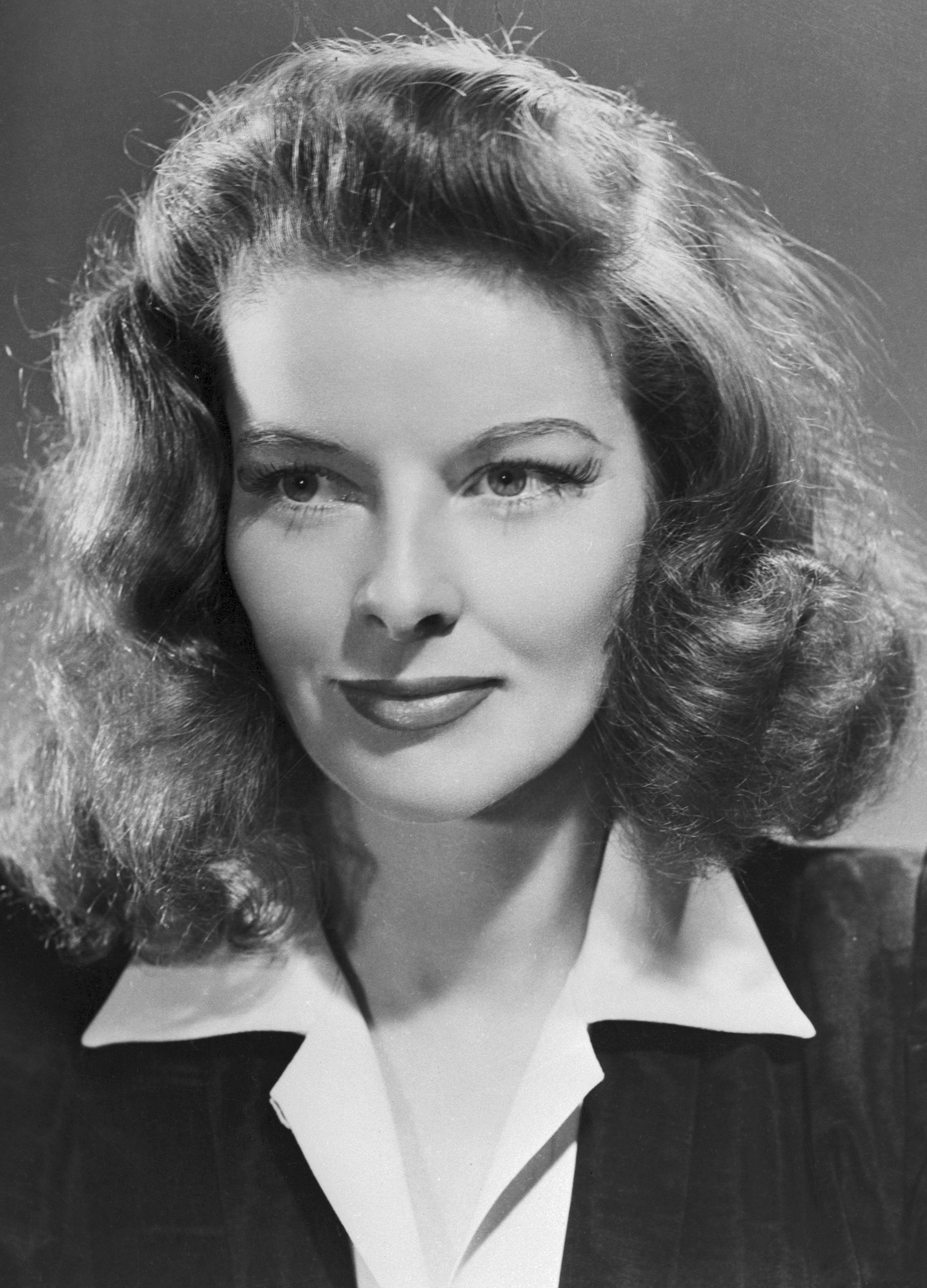
Katharine Hepburn
29 juni

| 1 | 2 | 3 | 4 | 5 | 6 | 7 | 8 | 9 | 10 | 11 | 12 | 13 | 14 | 15 | 16 | 17 | 18 | 19 | 20 | 21 | 22 | 23 | 24 | 25 | 26 | 27 | 28 | 29 | 30 |
| - | - | - | - | - | - | - | - | - | -- | -- | -- | -- | -- | -- | -- | -- | -- | -- | -- | -- | -- | -- | -- | -- | -- | -- | -- | -- | -- |

### 1 juni
- Joe Harris (59), Belgisch zanger
- Henk Kater (92), Nederlands predikant
- André Lootens (77), Belgisch burgemeester

### 2 juni
- Frederick Blassie (85), Amerikaans professioneel worstelaar

### 3 juni
- Petre Msjvenieradze (74), Sovjet-Russisch waterpolospeler
- Fabrice Salanson (23), Frans wielrenner
- Felix de Weldon (96), Amerikaans beeldhouwer

### 4 juni
- Fien de Leeuw-Mertens (75), Nederlands politicus

### 5 juni
- Chris ten Bruggen Kate (82), Nederlands kunstenaar
- Jürgen Möllemann (57), Duits politicus

### 6 juni
- Dave Rowberry (62), Brits pianist en sessiemuzikant
- Louis Saverino (88), Amerikaans componist en dirigent

### 7 juni
- Désiré Robbelein (84), Belgisch burgemeester

### 8 juni
- Chuck Leighton (79), Amerikaans autocoureur
- Leighton Rees (63), Brits darter

### 9 juni
- German Svesjnikov (66), Russisch schermer

### 10 juni
- Donald Regan (84), Amerikaans politicus
- Bernard Williams (73), Brits filosoof

### 12 juni
- Gregory Peck (87) Amerikaans acteur

### 13 juni
- Harold Ashby (78), Amerikaans tenorsaxofonist en klarinettist

### 15 juni
- Hume Cronyn (91), Canadees acteur
- Albert Demuyser (82), Belgisch kunstschilder

### 16 juni
- Paul Harland (43), Nederlands schrijver

### 19 juni
- Jean-Paul Franssens (65), Nederlands schrijver en schilder
- Peanuts Hucko (85), Amerikaans jazzklarinettist en bigbandleider
- Rafael Ileto (82), Filipijns generaal en politicus

### 21 juni
- George Axelrod (81), Amerikaans toneelschrijver en regisseur
- Piet Dankert (69), Nederlands politicus
- Jules Marchal (78), Belgisch historicus
- Leon Uris (78), Amerikaans schrijver

### 23 juni
- Jan Frederik Hartsuiker (89), Nederlands jurist

### 24 juni
- Rene Cayetano (68), Filipijns senator
- Willard Isaac Musser (90), Amerikaans componist

### 26 juni
- Marc-Vivien Foé (28), Kameroens voetballer
- Gerard Gaudaen (76), Belgisch lino- en houtsnijder
- Denver Randleman (82), Amerikaans militair
- Denis Thatcher (88), Brits zakenman
- Strom Thurmond (100), Amerikaans politicus

### 28 juni
- Christa von Schnitzler (80), Duits beeldhouwster
- Wim Slijkhuis (80), Nederlands atleet

### 29 juni
- Katharine Hepburn (96), Amerikaans actrice

## Juli

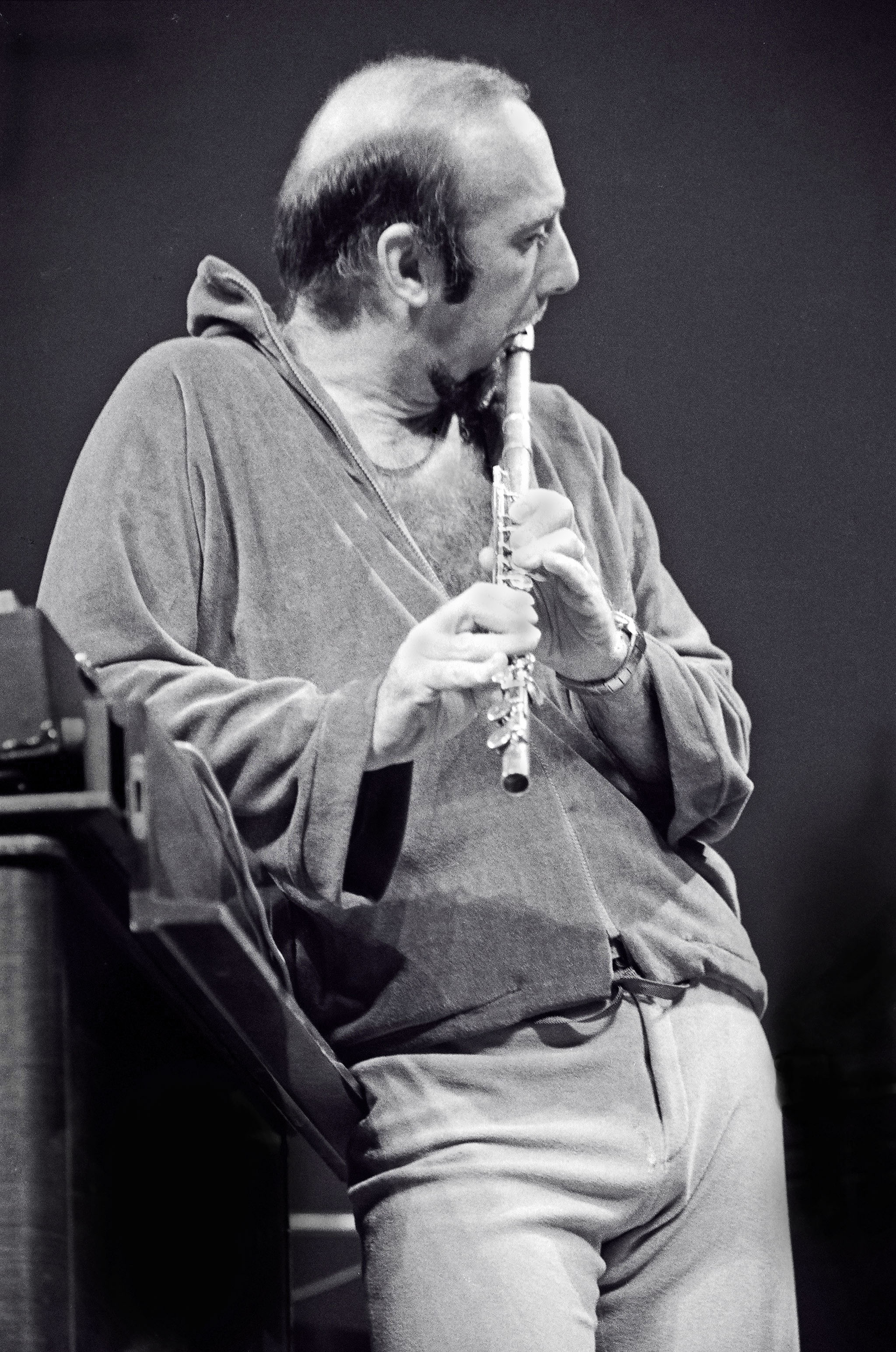
Herbie Mann
1 juli

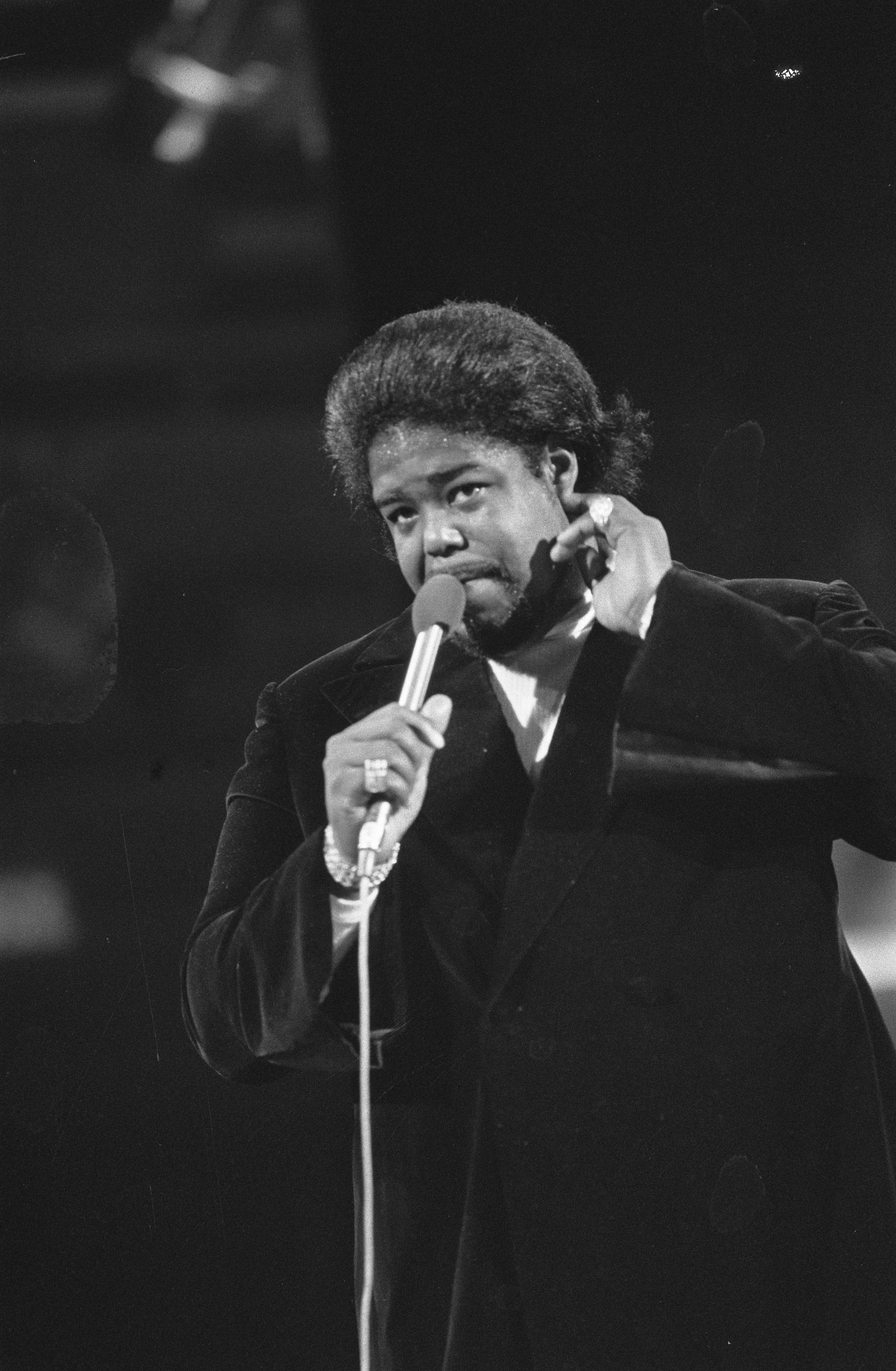
Barry White
4 juli

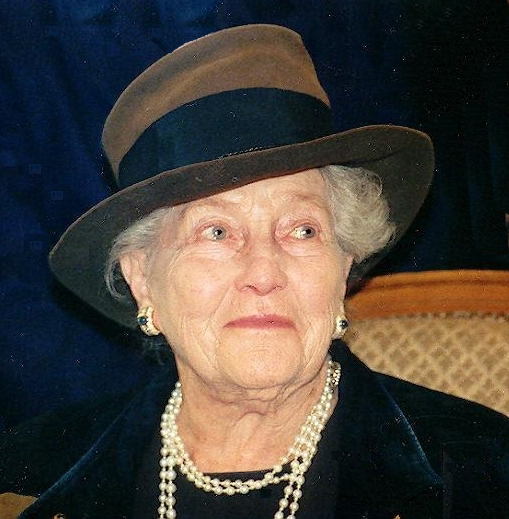
Isabelle van Orléans
5 juli

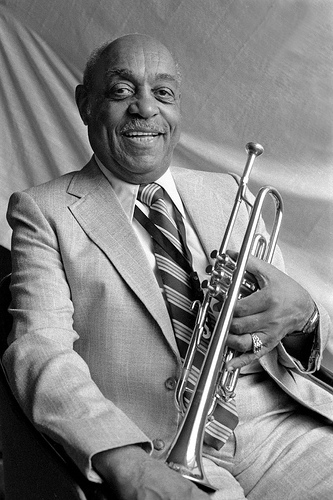
Benny Carter
12 juli

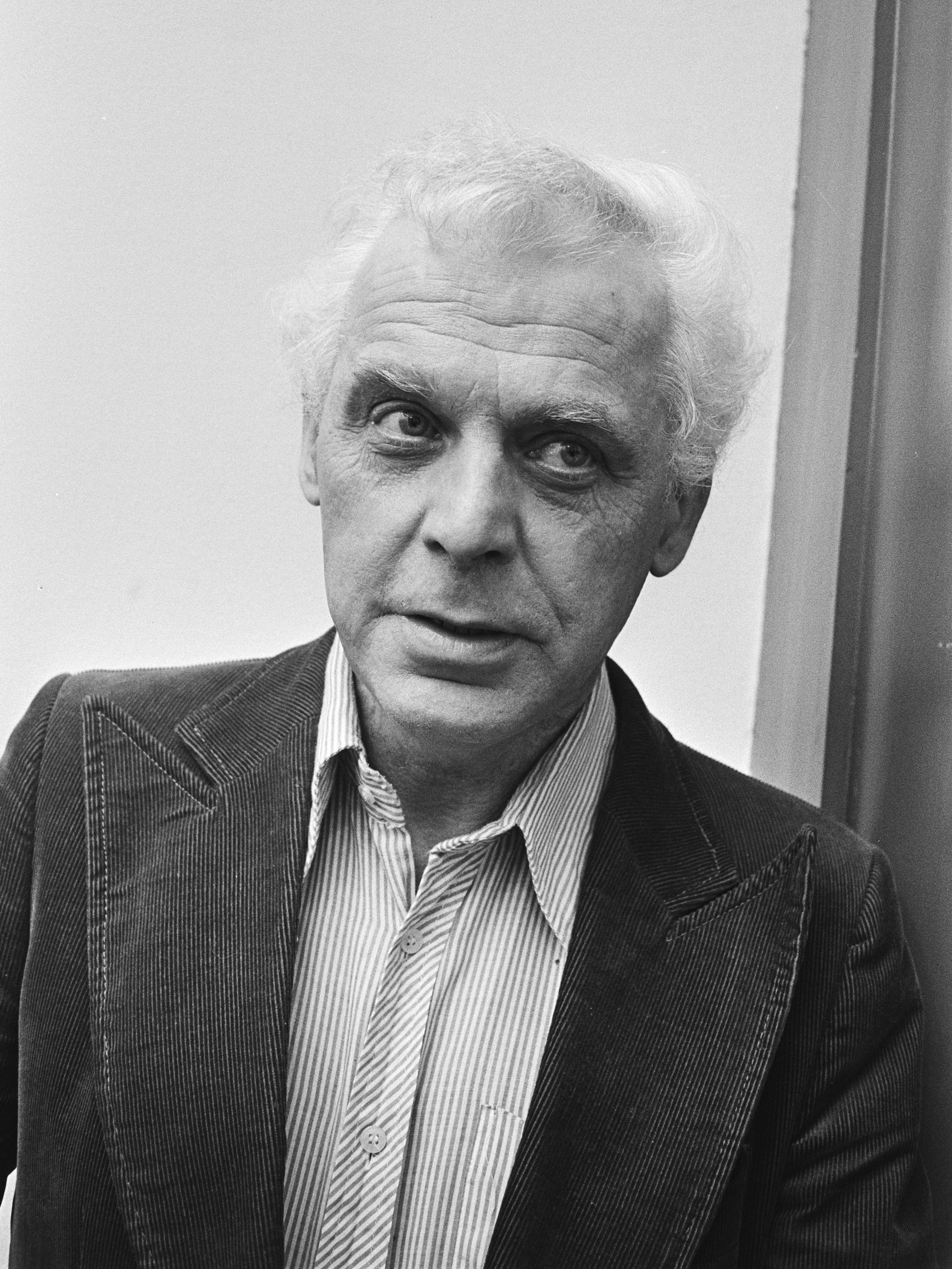
Hans Bayens
19 juli

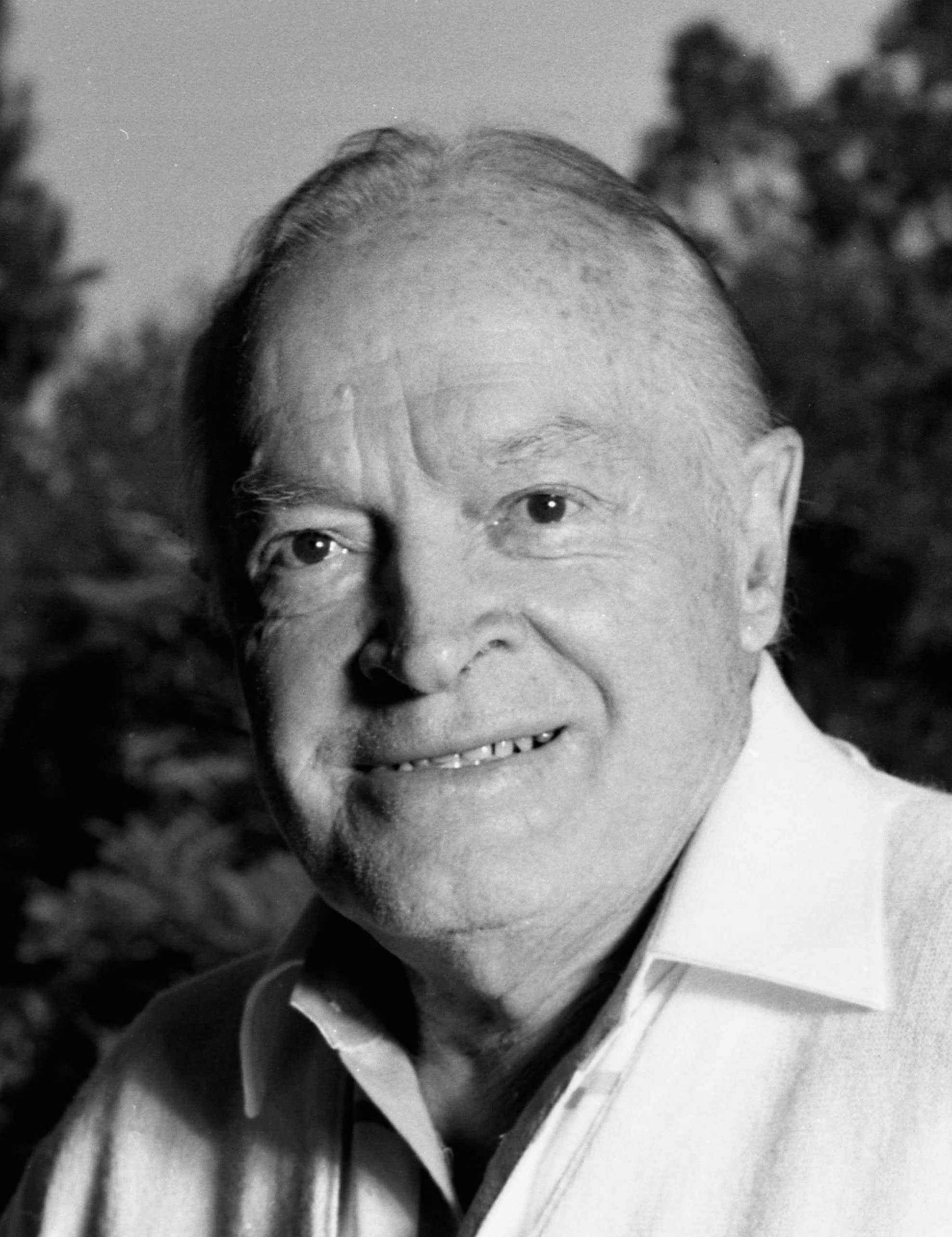
Bob Hope
27 juli

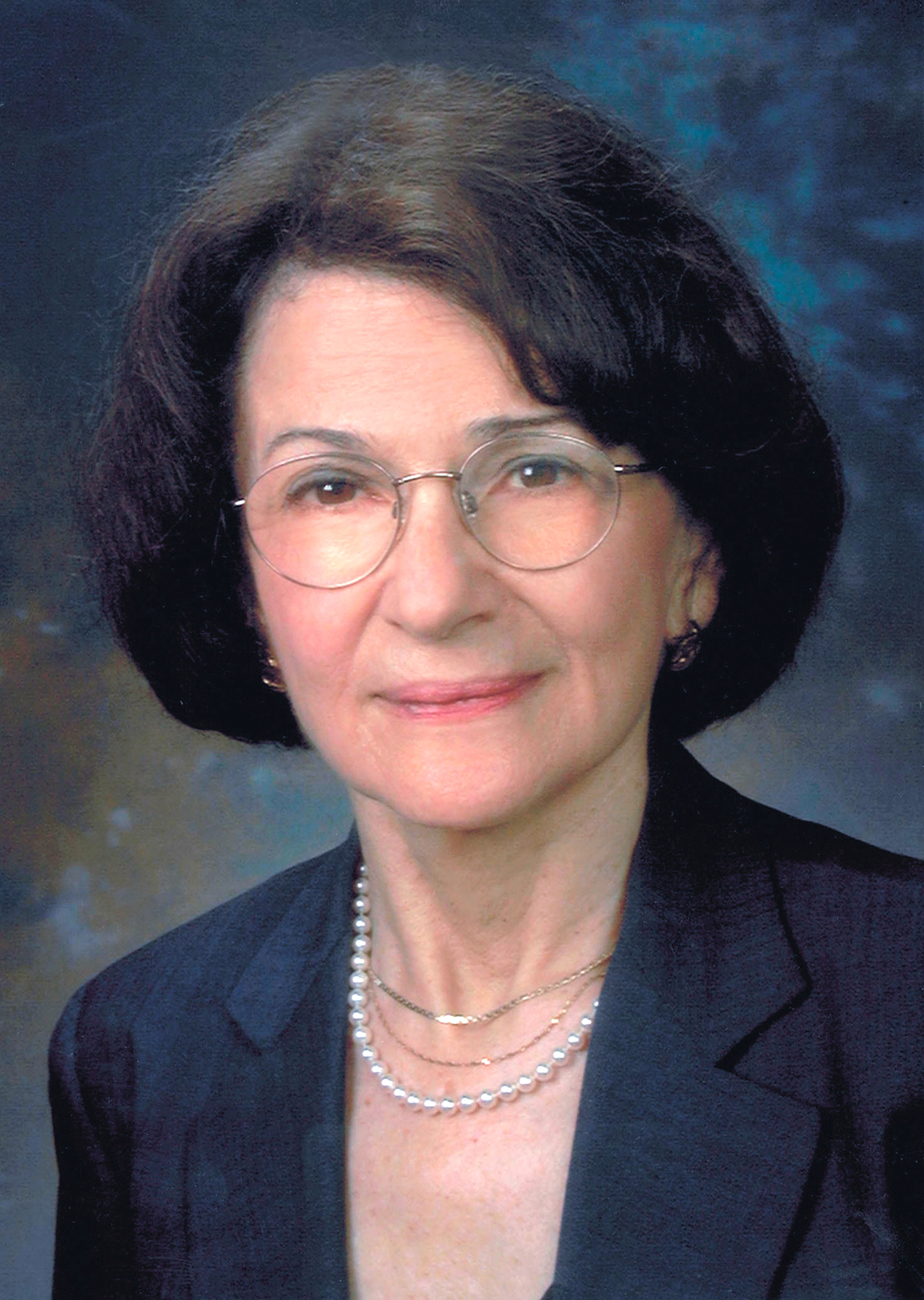
Patricia Goldman Rakic
31 juli

| 1 | 2 | 3 | 4 | 5 | 6 | 7 | 8 | 9 | 10 | 11 | 12 | 13 | 14 | 15 | 16 | 17 | 18 | 19 | 20 | 21 | 22 | 23 | 24 | 25 | 26 | 27 | 28 | 29 | 30 | 31 |
| - | - | - | - | - | - | - | - | - | -- | -- | -- | -- | -- | -- | -- | -- | -- | -- | -- | -- | -- | -- | -- | -- | -- | -- | -- | -- | -- | -- |

### 1 juli
- Berta Ambrož (58), Joegoslavisch zangeres
- Henri Coppens (84), Belgisch voetballer
- Herbie Mann (73), Amerikaans jazzmusicus
- Adolf Neels (91), Belgisch geestelijke
- N!Xau (59), Namibisch acteur

### 2 juli
- Antonio Fortich (89), Filipijns bisschop
- Najeeb Halaby (87), Amerikaans politicus en ambtenaar

### 3 juli
- Hedy Schlunegger (80), Zwitsers alpineskiester
- Frans Twaalfhoven (78), Nederlands burgemeester

### 4 juli
- Barry White (58), Amerikaans soulzanger

### 5 juli
- Isabelle van Orléans (91), Frans prinses

### 6 juli
- Buddy Ebsen (95), Amerikaans acteur

### 8 juli
- Paul Brand (88), Amerikaans medicus
- Karel Niehorster (71), Nederlands beeldhouwer en sieraadontwerper
- Kunio Toda (87), Japans componist
- Kas Woudsma (74), Nederlands voetballer

### 9 juli
- Jean Fournier (92), Frans violist

### 10 juli
- Werner Stertzenbach (94), Duits journalist en verzetsstrijder

### 12 juli
- Benny Carter (95), Amerikaans jazzmusicus

### 14 juli
- André Claveau (87), Frans zanger
- Éva Janikovszky (77), Hongaars schrijfster
- Compay Segundo (95), Cubaans muzikant

### 15 juli
- Roberto Bolaño (50), Chileens schrijver en dichter

### 16 juli
- Alie van den Bos (101), Nederlands gymnaste
- Celia Cruz (78), Cubaans-Amerikaans zangeres

### 17 juli
- Erland Herkenrath (90), Zwitsers handbalspeler
- David Kelly (59), Brits defensieambtenaar

### 18 juli
- Daniël Van Avermaet (62), Belgisch televisiepresentator
- Marc Camoletti (79), Frans toneelschrijver
- Sam Timmers Verhoeven (84), Nederlands Engelandvaarder
- Gino Weber (33), Nederlands voetballer

### 19 juli
- Hans Bayens (78), Nederlands beeldhouwer en kunstschilder
- Bill Bright (81), Amerikaans evangelist en schrijver
- Pierre Graber (94), Zwitsers politicus
- Albert Snyers d'Attenhoven (87), Belgisch senator

### 20 juli
- Lauri Aus (32), Ests wielrenner
- Wim Nota (83), Nederlands atleet

### 21 juli
- Roger Otte (87), Belgisch politicus

### 22 juli
- Koesai Hoessein (37), Iraaks misdadiger
- Oedai Hoessein (39), Iraaks misdadiger

### 23 juli
- Johan Christian von Jenisch (88), lid Duitse adel

### 25 juli
- Ludwig Bölkow (91), Duits vliegtuigbouwer
- Jo Jansen (66), Nederlands voetbaltrainer
- John Schlesinger (77), Brits regisseur
- Bud Sennett (91), Amerikaans autocoureur

### 27 juli
- Jan van Greunsven (74), Nederlands burgemeester
- Bob Hope (100), Amerikaans komiek
- Alfredo Eduardo Barreto de Freitas Noronha (84), Braziliaans voetballer
- Jean Nguza Karl-i-Bond (65), Zaïrees politicus
- Emmanuel Pelaez (87), Filipijns politicus

### 28 juli
- Aaron Bell (82), Amerikaans jazzbassist en arrangeur

### 29 juli
- Jop Pannekoek (60), Nederlands televisieregisseur

### 30 juli
- Sam Phillips (80), Amerikaans platenbaas

### 31 juli
- João Ferreira (81), Braziliaans voetballer
- Patricia Goldman Rakic (66), Amerikaans hoogleraar in de neurobiologie

## Augustus

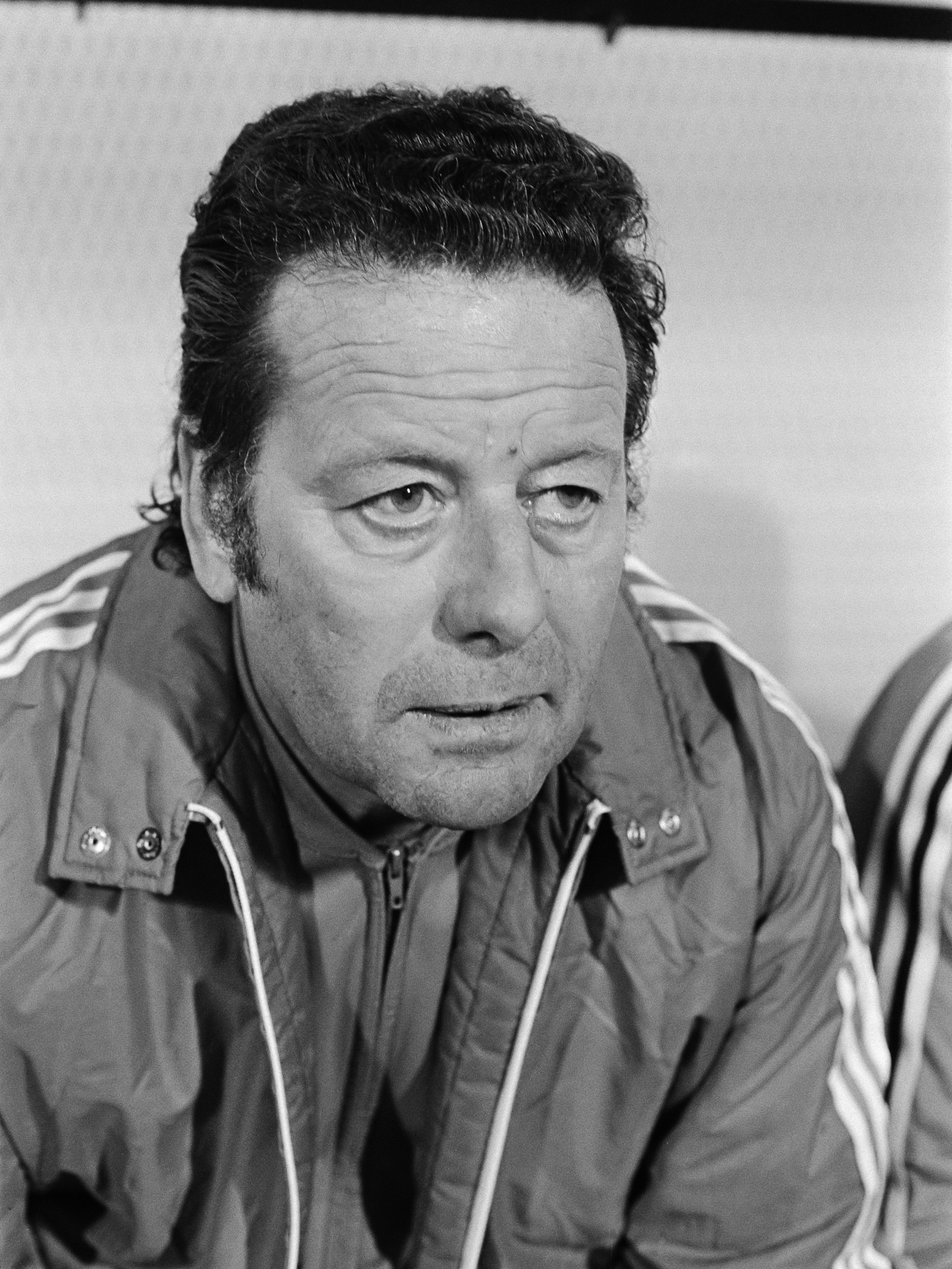
Guy Thys
1 augustus

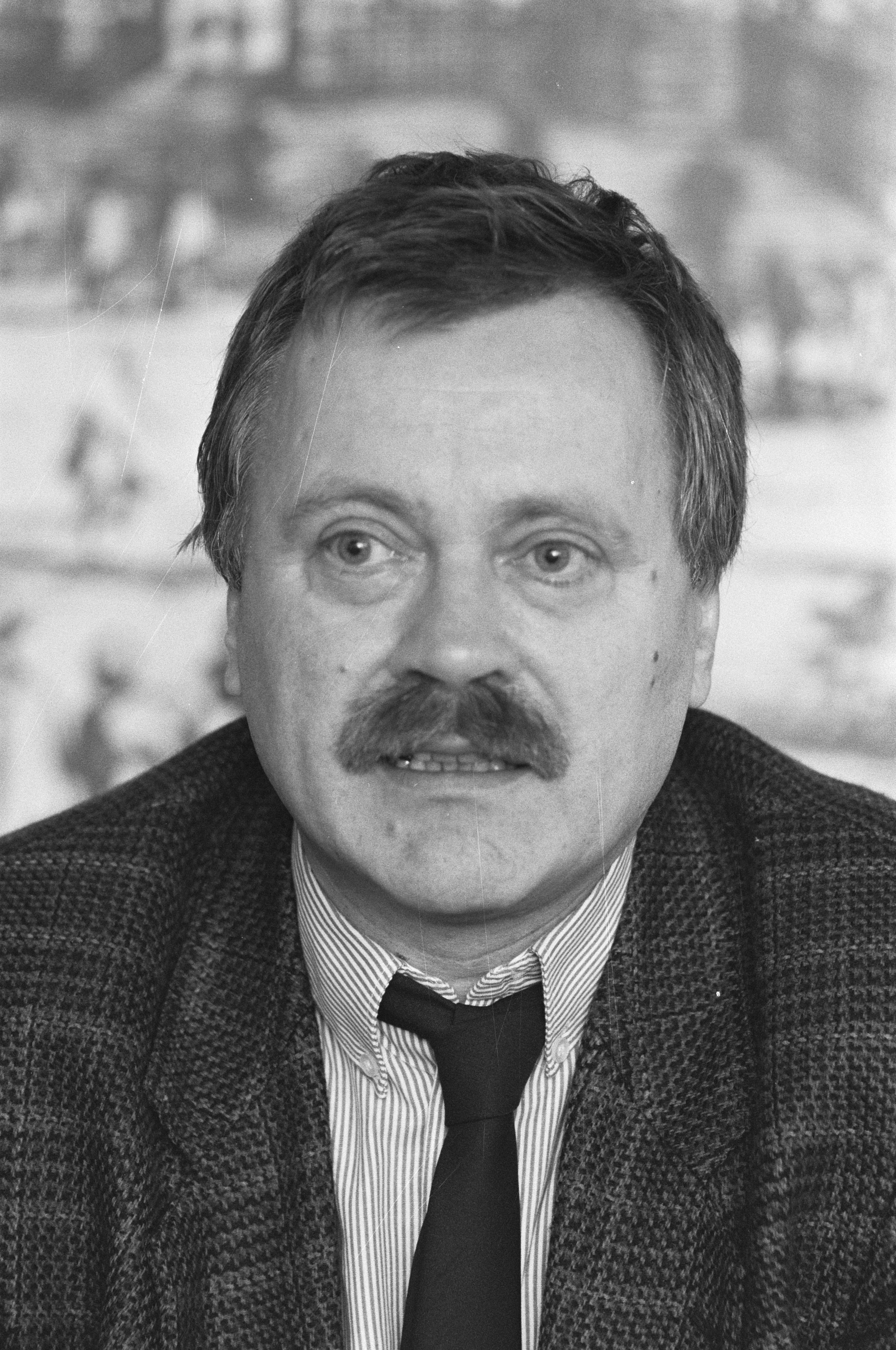
Willem Wilmink
2 augustus

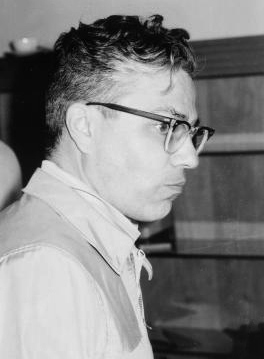
Armand Borel
11 augustus

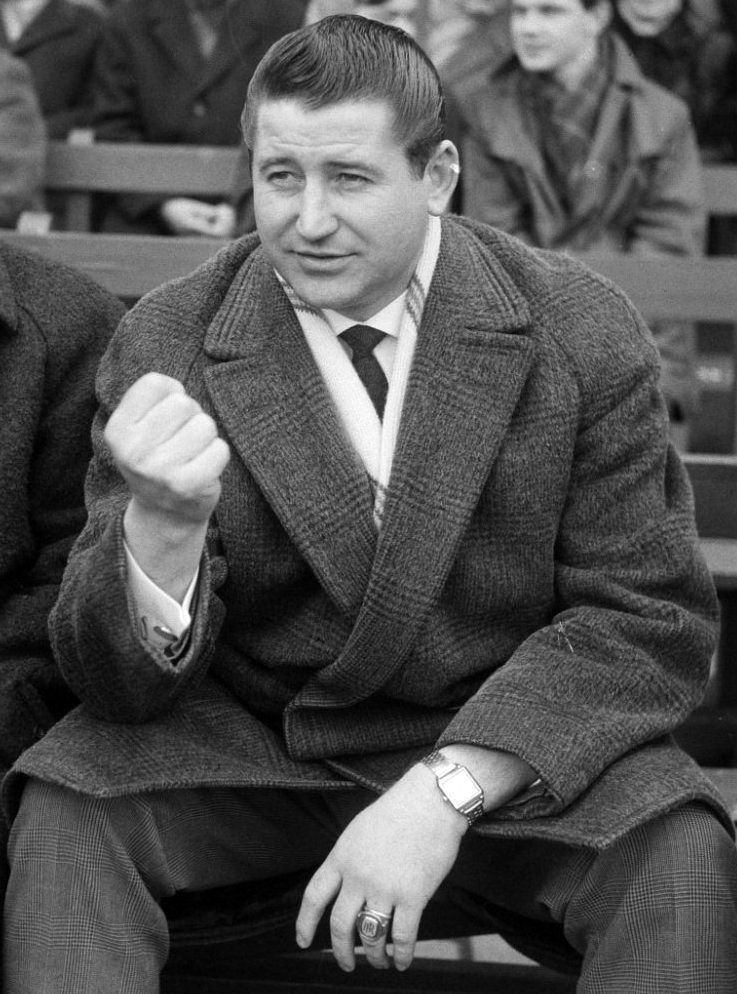
Helmut Rahn
14 augustus

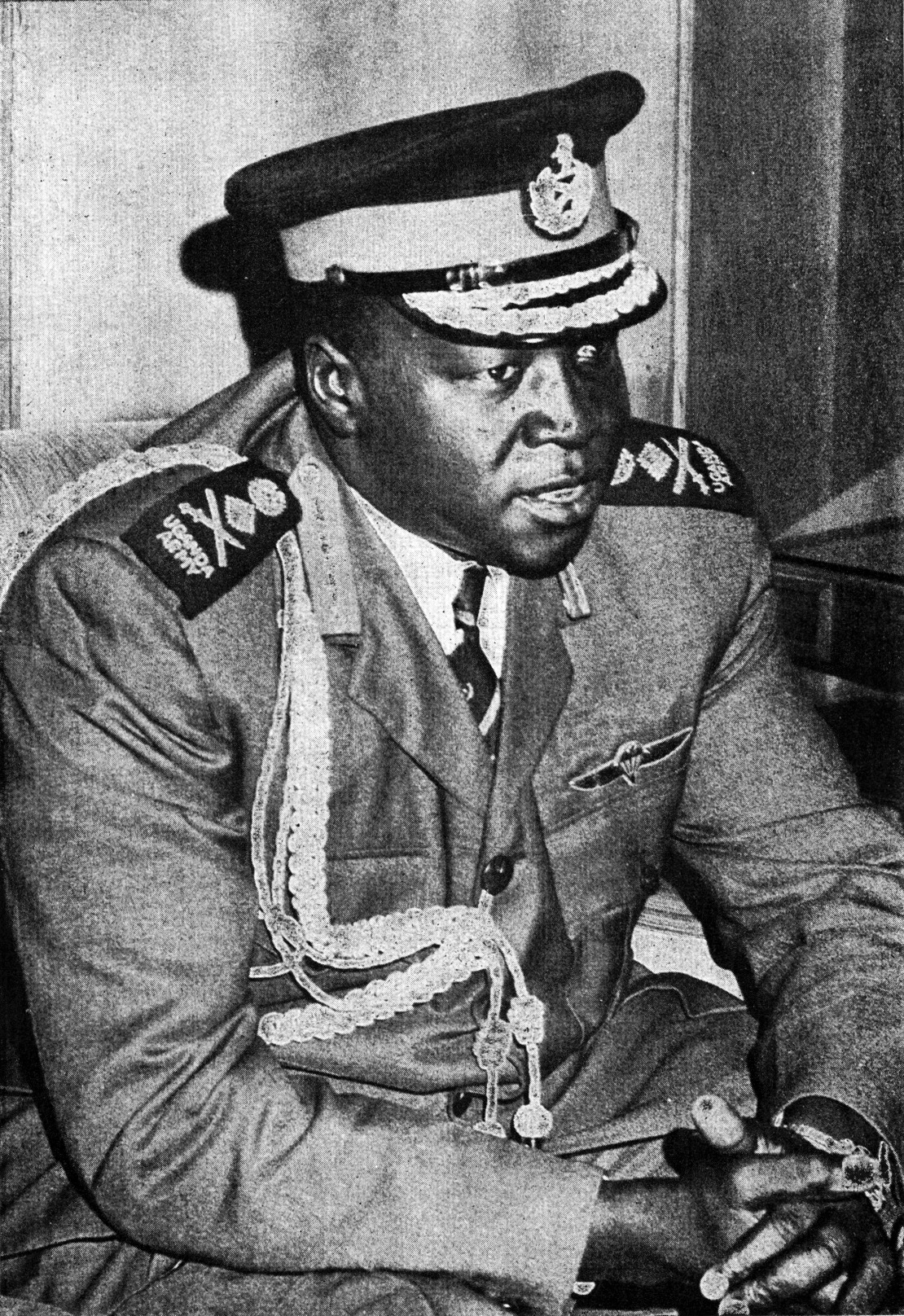
Idi Amin
16 augustus

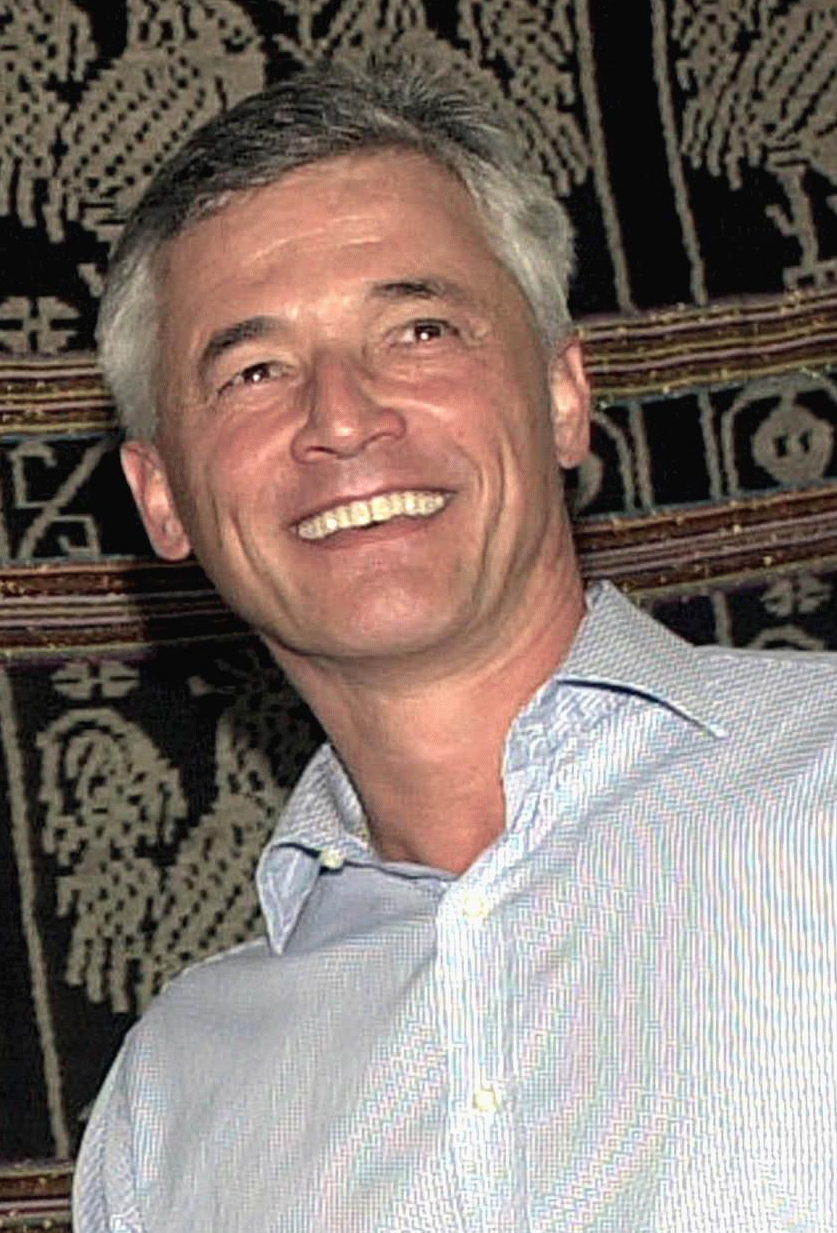
Sérgio Vieira de Mello
19 augustus

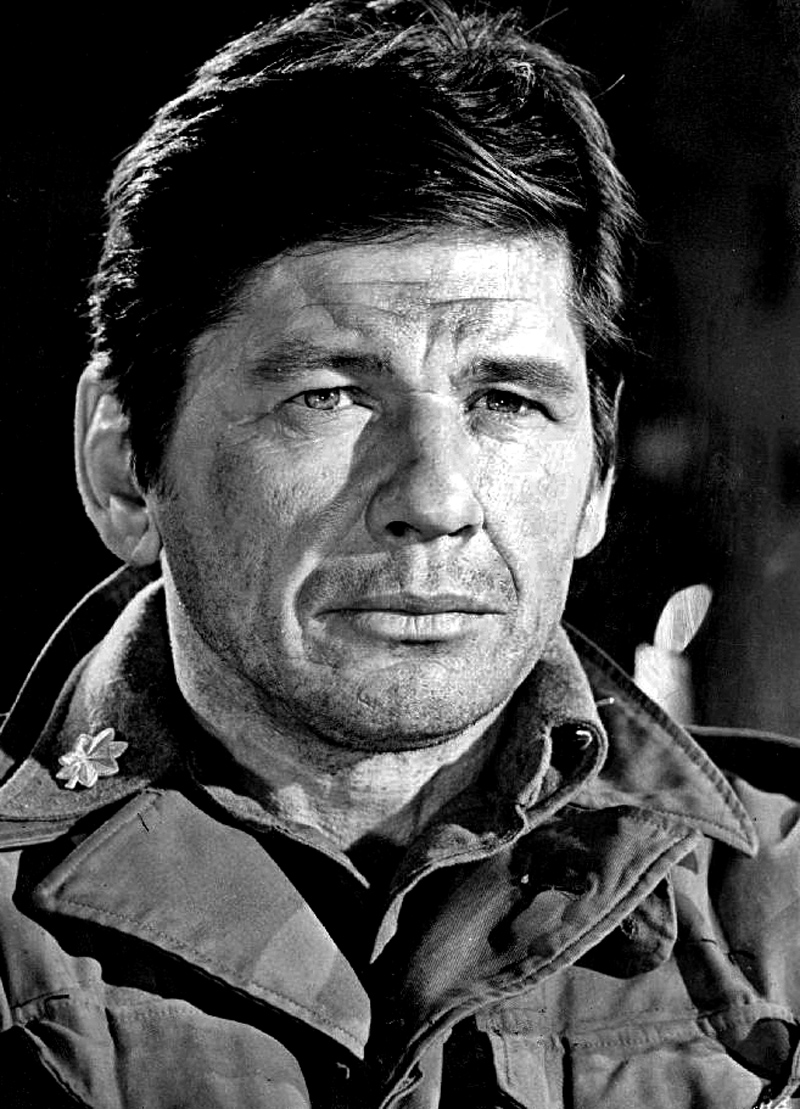
Charles Bronson
30 augustus

| 1 | 2 | 3 | 4 | 5 | 6 | 7 | 8 | 9 | 10 | 11 | 12 | 13 | 14 | 15 | 16 | 17 | 18 | 19 | 20 | 21 | 22 | 23 | 24 | 25 | 26 | 27 | 28 | 29 | 30 | 31 |
| - | - | - | - | - | - | - | - | - | -- | -- | -- | -- | -- | -- | -- | -- | -- | -- | -- | -- | -- | -- | -- | -- | -- | -- | -- | -- | -- | -- |

### 1 augustus
- Guy Thys (80), Belgisch voetbaltrainer
- Marie Trintignant (39), Frans actrice

### 2 augustus
- Don Estelle (70), Brits zanger en acteur
- Mike Levey (55), Amerikaans tv-presentator
- Willem Wilmink (66), Nederlands schrijver en dichter

### 3 augustus
- Huub Franssen (86), Nederlands politicus

### 4 augustus
- Jan Boldingh (88), Nederlands chemicus
- Frederick Chapman Robbins (86), Amerikaans viroloog, pediatrist en Nobelprijswinnaar
- Wim Hendriks (81), Nederlands politicus

### 5 augustus
- Maurice Mollin (79), Belgisch wielrenner

### 8 augustus
- Julius Baker (87), Amerikaans fluitist
- Constancio Bernardo (89), Filipijns kunstschilder
- Dirk Hoogendam (81), Nederlands oorlogsmisdadiger
- Bhupen Khakhar (69), Indiaas kunstenaar
- Geert Kocks (67), Nederlands taalkundige
- Loebas Oosterbeek (57), Nederlands militair en bestuurder
- Lenton Parr (78), Australisch beeldhouwer

### 9 augustus
- Gregory Hines (57), Amerikaans danser en acteur
- Ruud Mungroo (65), Surinaams journalist en schrijver

### 10 augustus
- Jacques Deray (79), Frans filmregisseur
- Cedric Price (68), Engels architect.[2]

### 11 augustus
- Armand Borel (80), Zwitsers wiskundige

### 12 augustus
- Jozef Seaux (91), Belgisch kunstschilder

### 13 augustus
- Lothar Emmerich (61), Duits voetballer

### 14 augustus
- Ben van Gelder (85), Nederlands voetbalmanager
- Helmut Rahn (73), Duits voetballer

### 15 augustus
- Janny Brandes-Brilleslijper (86), Nederlands Joods verzetsstrijder en overlever van de Holocaust

### 16 augustus
- Idi Amin (ca. 75), president van Oeganda
- Manuel Peçanha (85), Braziliaans voetballer
- Ype Schaaf (73), Nederlands predikant en journalist

### 17 augustus
- Bertus Lüske (59), Amsterdams ondernemer

### 18 augustus
- Funs van Grinsven (94), Nederlands zanger, dichter en componist

### 19 augustus
- Carlos Roberto Reina (77), Hondurees politicus
- Sérgio Vieira de Mello (55), Braziliaans diplomaat

### 21 augustus
- Arie Lems (75), Nederlands politicus
- Piet Wiersma (57), Nederlands organist
- Wesley Willis (40), Amerikaans zanger en komiek

### 22 augustus
- Wim Blokland (83), Nederlands voetballer en voetbaltrainer

### 23 augustus
- Maurice Buret (94), Frans ruiter
- Pierre Hupé (96), Frans paleontoloog

### 24 augustus
- Wilfred Thesiger (93), Brits ontdekkingsreiziger

### 27 augustus
- Peter-Paul Pigmans (42), Nederlands hardcore-dj

### 29 augustus
- Aad de Jong (81), Nederlands voetballer
- Harm Roelfsema (94), Nederlands politicus en bestuurder
- André Schellens (64), Belgisch politicus
- Dirk Stoclet (71), Belgisch atleet
- Corrado Ursi (95), Italiaans kardinaal

### 30 augustus
- Robert Abplanalp (81), Amerikaans uitvinder
- Charles Bronson (81), Amerikaans filmacteur
- Donald Davidson (86), Amerikaans filosoof

### 31 augustus
- Pieter Johannes de Booijs (104), Nederlands fotograaf en verzetsstrijder
- Pasquale Buonocore (87), Italiaans waterpolospeler
- Jaap Geraedts (79), Nederlands componist en fluitist

## September

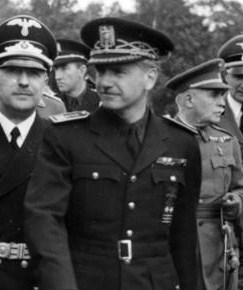
Ramón Serrano Suñer
1 september

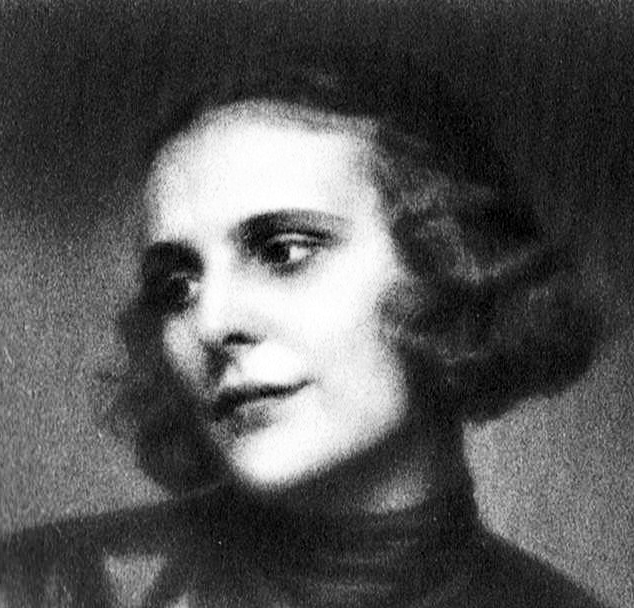
Leni Riefenstahl
8 september

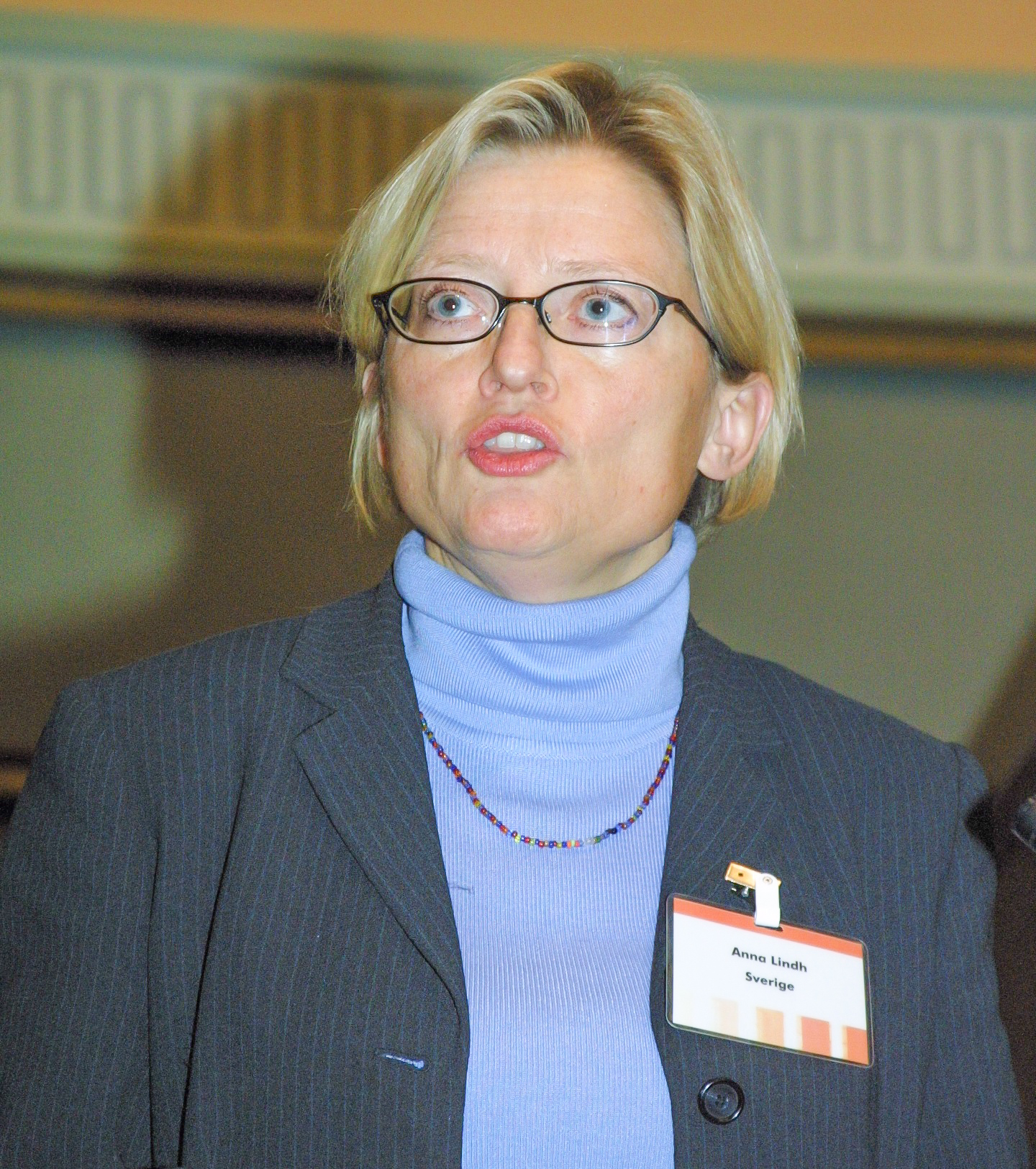
Anna Lindh
11 september

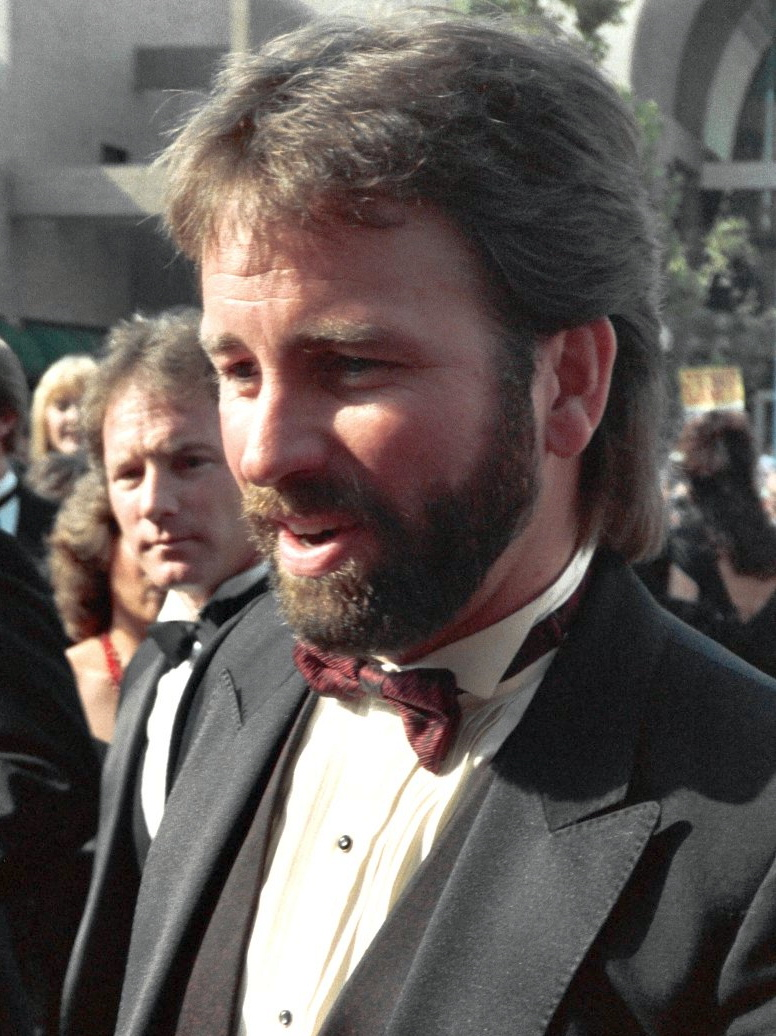
John Ritter
11 september

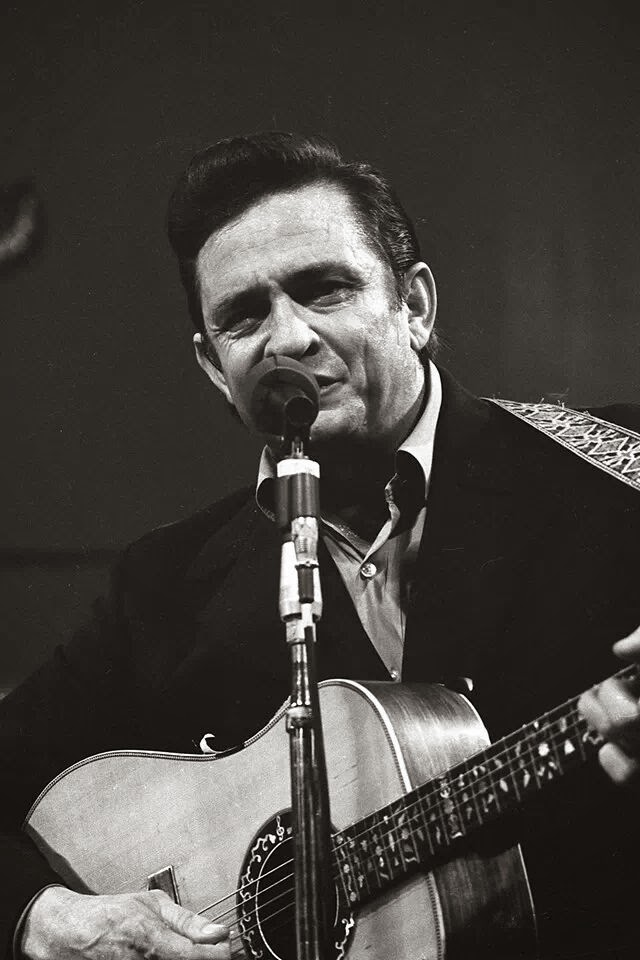
Johnny Cash
12 september

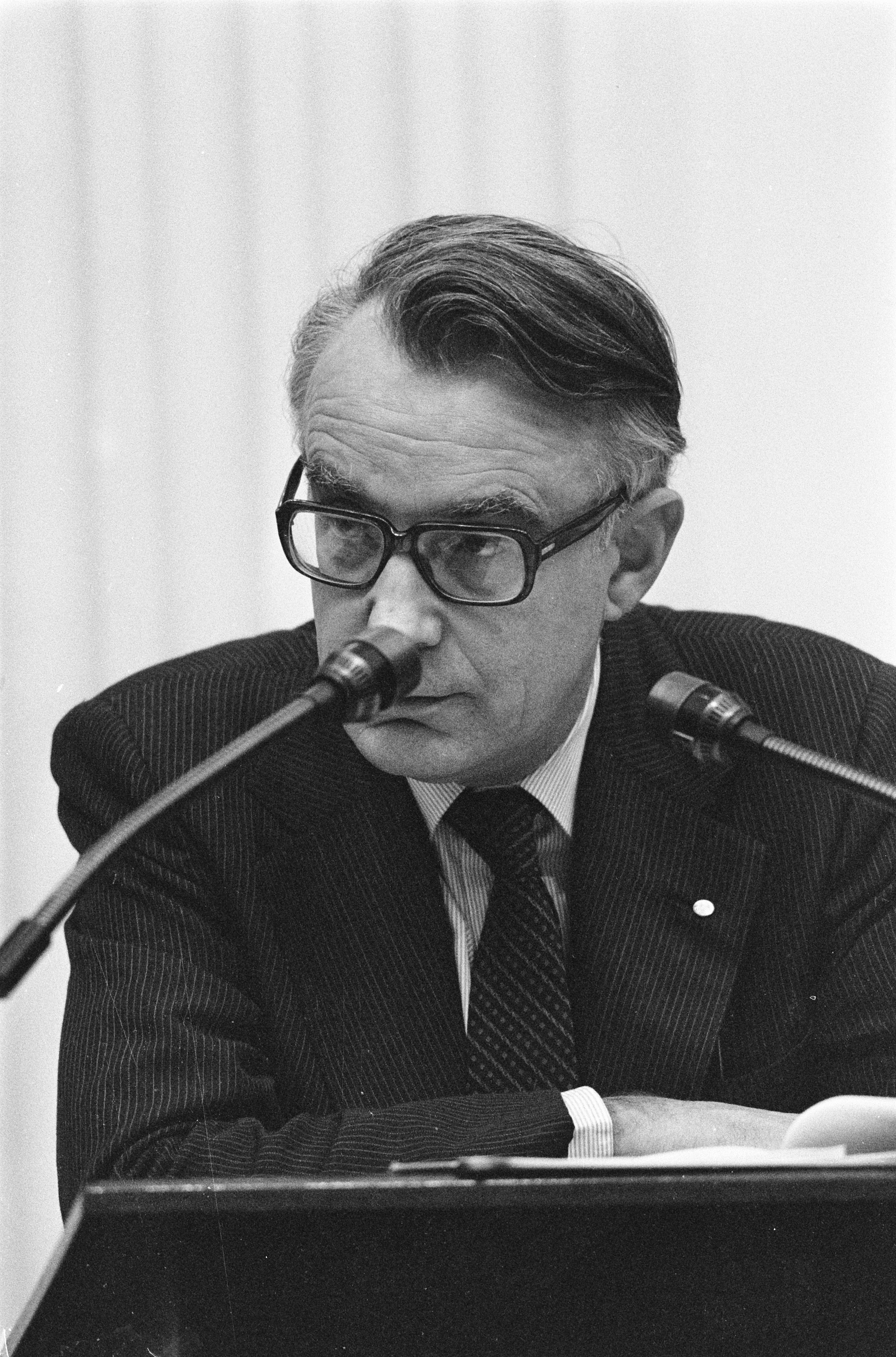
Leendert Ginjaar
17 september

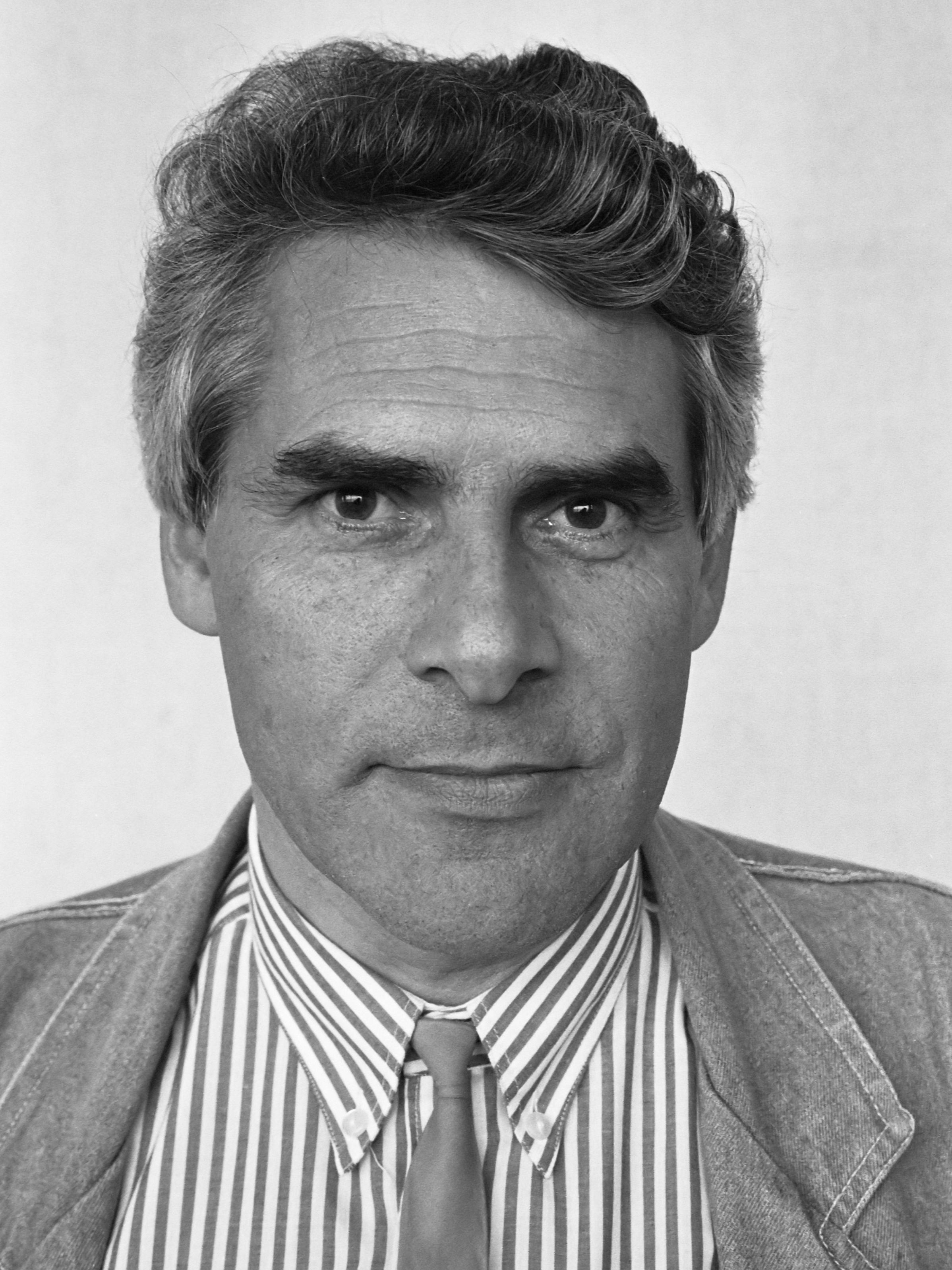
Johan Stekelenburg
22 september

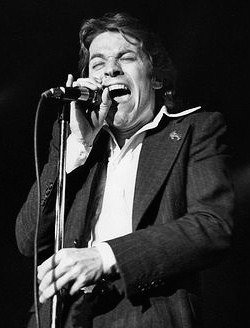
Robert Palmer
26 september

| 1 | 2 | 3 | 4 | 5 | 6 | 7 | 8 | 9 | 10 | 11 | 12 | 13 | 14 | 15 | 16 | 17 | 18 | 19 | 20 | 21 | 22 | 23 | 24 | 25 | 26 | 27 | 28 | 29 | 30 |
| - | - | - | - | - | - | - | - | - | -- | -- | -- | -- | -- | -- | -- | -- | -- | -- | -- | -- | -- | -- | -- | -- | -- | -- | -- | -- | -- |

### 1 september
- Ramón Serrano Suñer (101), Spaans politicus

### 2 september
- Lut Vermeersch (73), Belgisch politica

### 3 september
- Carlos Dierickx (87), Belgisch burgemeester
- Ni Zhengyu (97), Chinees rechtsgeleerde en diplomaat

### 4 september
- Ben Aris (66), Brits acteur
- Béla H. Bánáthy (83), Hongaars linguïst
- Lola Bobesco (84), Roemeens-Belgisch violiste
- Jefferson Gottardi (27), Boliviaans voetballer
- Hein Jordans (88), Nederlands dirigent
- Romke de Waard (84), Nederlands rechter en draaiorgelfanaat

### 5 september
- Kir Boelytsjov (68), Russisch schrijver
- Karl Emil Knudsen (74), Deens platenbaas en muziekproducent
- James Rachels (62), Amerikaans moraalfilosoof
- Jan Tanghe (74), Belgisch architect

### 7 september
- Nel Noordzij (79), Nederlands schrijfster en dichteres
- Robert Van Rompaey (73), Belgisch politicus
- Warren Zevon (56), Amerikaans zanger en songwriter

### 8 september
- Raymond Leenders (51), Nederlands politicus
- Leni Riefenstahl (101), Duits cineaste en fotografe
- Maarten van Rooijen (60), Nederlands filmcriticus en televisiemaker
- August Vanistendael (86), Belgisch vakbondsleider en politicus

### 9 september
- Victor Max de Miranda (89), Surinaams politicus en bankpresident
- Johannes Cornelis Arnoldus Siliacus (87), Nederlands marineofficier
- Edward Teller (95), Hongaars-Amerikaans natuurkundige

### 11 september
- Ben Bril (91), Nederlands bokser
- Anna Lindh (46), Zweeds politica
- John Ritter (54), Amerikaans acteur

### 12 september
- Johnny Cash (71), Amerikaans countryzanger

### 14 september
- Garrett Hardin (88), Amerikaans ecoloog

### 15 september
- Jack Brymer (88), Brits klarinettist
- Bertie Urvater (93), Belgisch kunstverzamelaar

### 16 september
- Anton Goedhart (73), Nederlands voetballer en voetbaltrainer

### 17 september
- Leendert Ginjaar (75), Nederlands politicus
- Alberto Vilasboas dos Reis (57), Braziliaans voetballer bekend als Bebeto

### 19 september
- Catherine Crozier (89), Amerikaans organiste
- Slim Dusty (76), Australisch countryzanger
- Kenneth Hagin (86), Amerikaans predikant

### 20 september
- Truusje Koopmans (76), Nederlands zangeres

### 22 september
- Maxime Brunfaut (94), Belgisch architect en stedenbouwkundige
- Joseph Kuklinski (59), Amerikaans moordenaar
- Armand Pien (83), Belgisch weerman en televisiepresentator
- Tony Shryane (84), Brits radioproducent
- Johan Stekelenburg (61), Nederlands vakbondsleider en burgemeester

### 24 september
- Wilhelm Ellis (76), Antilliaans bisschop
- Benson Masya (33), Keniaans atleet
- Derek Prince (88), Brits filosoof

### 25 september
- Franco Modigliani (85), Italiaans-Amerikaans econoom
- Edward Said (67), Palestijns-Amerikaans literatuurwetenschapper

### 26 september
- Jean-Baptiste Delhaye (82), Belgisch politicus
- Daan Inghelram (98), Belgisch schrijver
- Robert Palmer (54), Brits rockzanger
- George Plimpton (76), Amerikaans acteur en schrijver

### 27 september
- Marius van Beek (82), Nederlands kunstschilder en beeldhouwer
- Jean Lucas (86), Frans autocoureur
- Donald O'Connor (78), Amerikaans acteur, zanger en danser

### 28 september
- Yukichi Chuganji (114), oudste levende persoon ter wereld
- Althea Gibson (76), Amerikaans tennisster
- Elia Kazan (94), Amerikaans filmregisseur

### 29 september
- Gerard van Klinkenberg (102), Nederlands dichter

### 30 september
- Robert Kardashian (59), Amerikaans advocaat
- Josje Smit (76), Nederlands beeldend kunstenaar

## Oktober

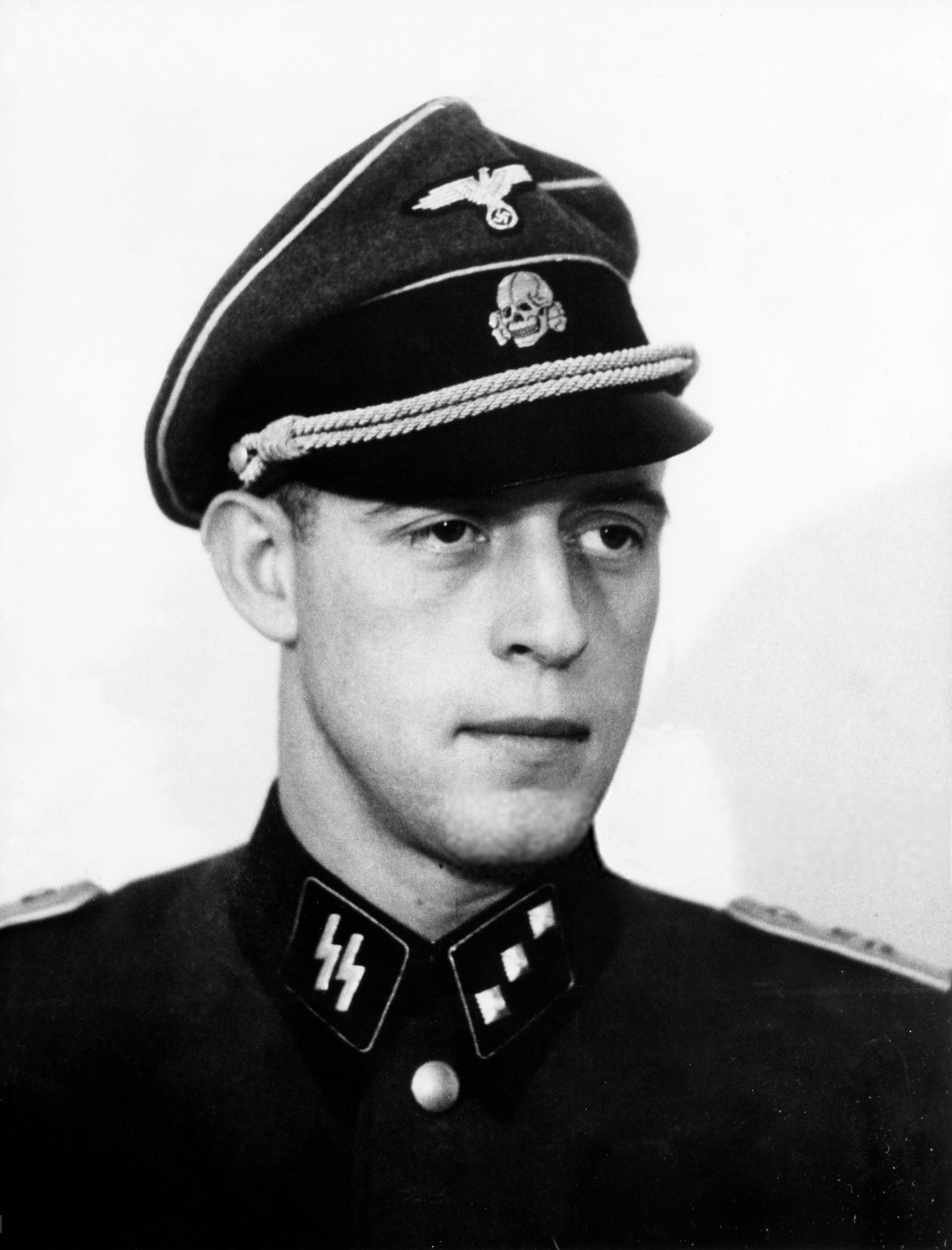
Otto Günsche
2 oktober

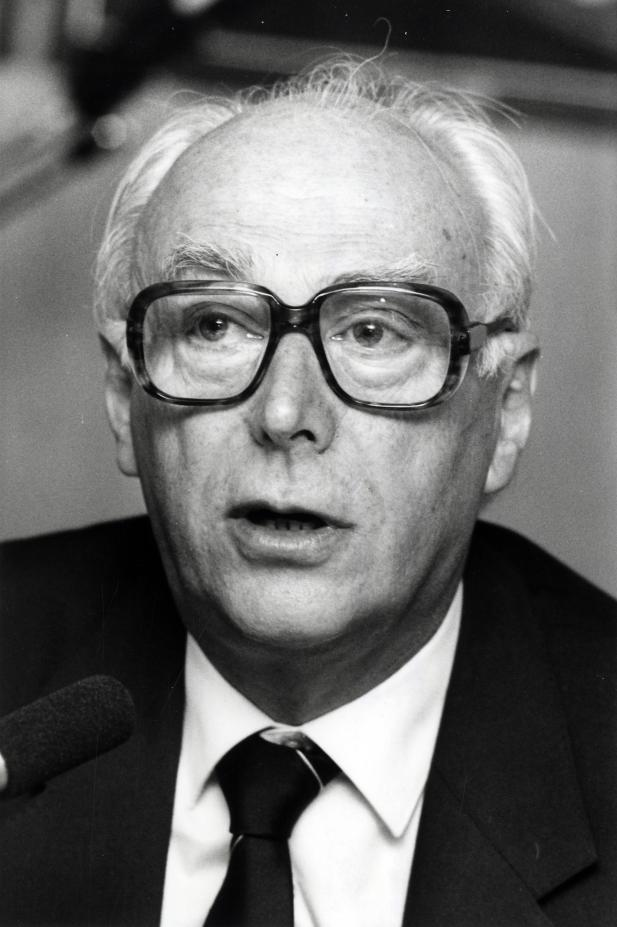
Joop Bakker
3 oktober

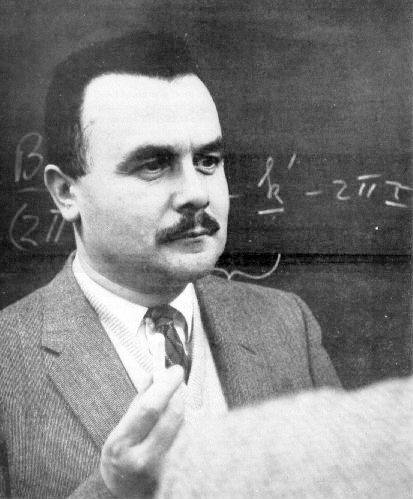
Bertram Brockhouse
13 oktober

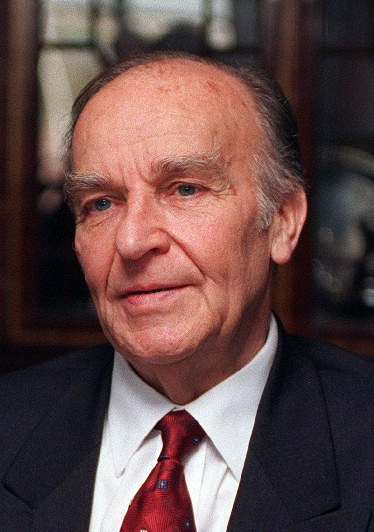
Alija Izetbegović
19 oktober

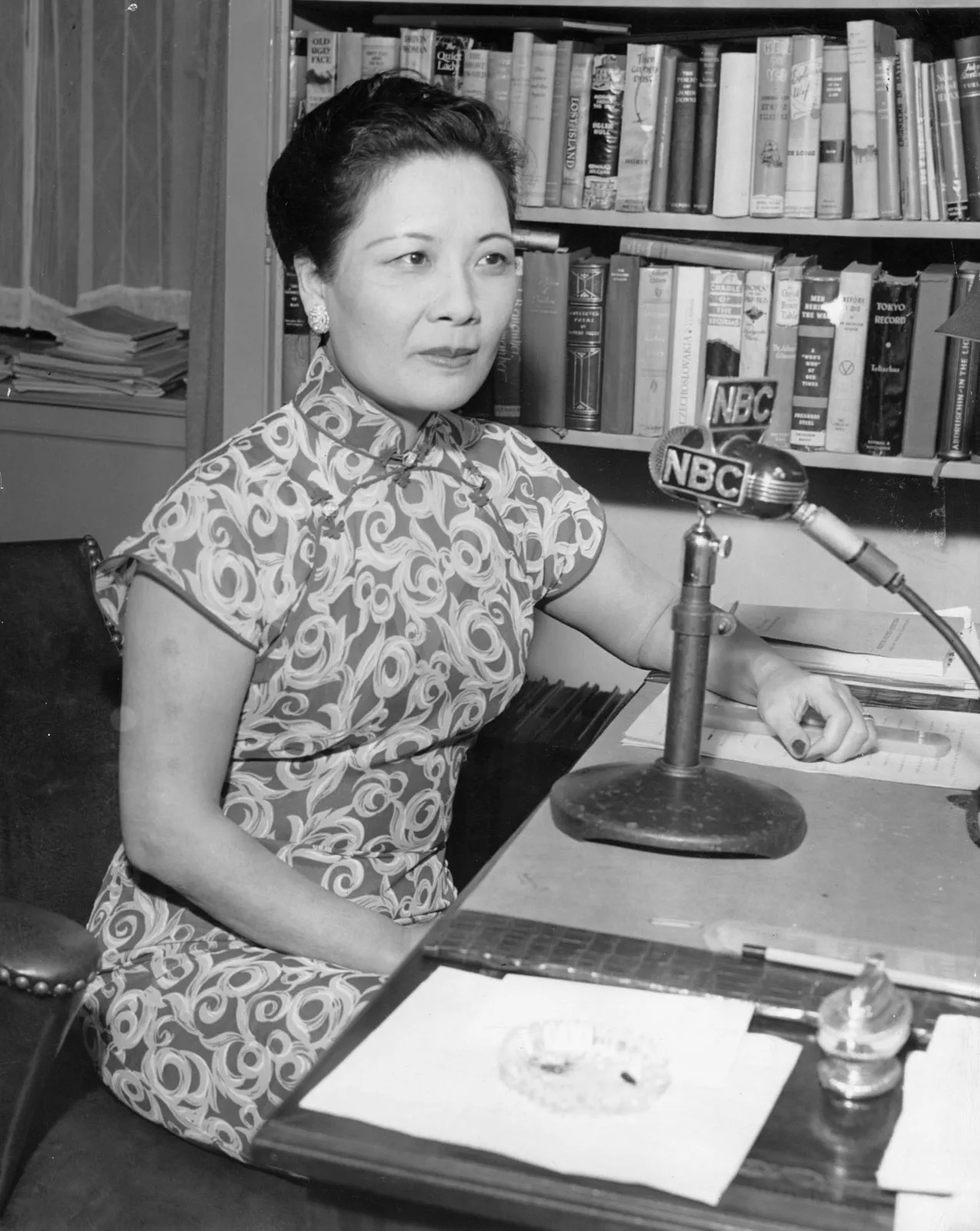
Song Meiling
23 oktober

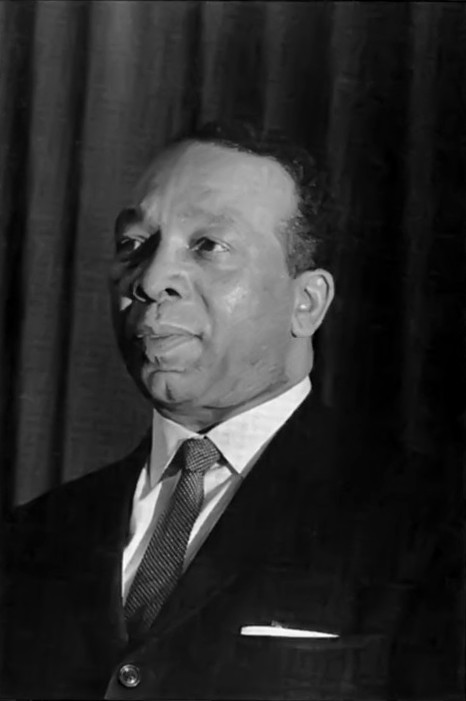
Walter Washington
27 oktober

| 1 | 2 | 3 | 4 | 5 | 6 | 7 | 8 | 9 | 10 | 11 | 12 | 13 | 14 | 15 | 16 | 17 | 18 | 19 | 20 | 21 | 22 | 23 | 24 | 25 | 26 | 27 | 28 | 29 | 30 | 31 |
| - | - | - | - | - | - | - | - | - | -- | -- | -- | -- | -- | -- | -- | -- | -- | -- | -- | -- | -- | -- | -- | -- | -- | -- | -- | -- | -- | -- |

### 1 oktober
- Chubby Jackson (84), Amerikaans jazzbassist

### 2 oktober
- Otto Günsche (86), Duits SS'er
- Gabri de Wagt (82), Nederlands radiomaker
- Joanne Thomas (?), Amerikaans zangeres

### 3 oktober
- Joop Bakker (82), Nederlands politicus

### 4 oktober
- Hanadi Jaradat (28), Palestijns zelfmoordterroriste

### 5 oktober
- Wil van Beveren (91), Nederlands atleet en sportjournalist
- Neil Postman (72), Amerikaans communicatiewetenschapper
- Timothy Treadwell (46), Amerikaans natuurbeschermer

### 8 oktober
- Manuel Vázquez Montalbán (64), Spaans schrijver

### 9 oktober
- Carl Fontana (75), Amerikaans jazztrombonist
- Ruth Hall (92), Amerikaans actrice
- Theo van der Horst (82), Nederlands kunstenaar

### 10 oktober
- Herman Teeuwen (73), Nederlands voetballer

### 12 oktober
- Octave van Nispen tot Pannerden (81), Nederlands glazenier

### 13 oktober
- Bertram Brockhouse (85), Canadees natuurkundige
- Eino Lahti (88), Fins voetballer

### 15 oktober
- Yves Ravaleu (58), Frans wielrenner

### 16 oktober
- Stu Hart (88), Canadees professioneel worstelaar
- László Papp (77), Hongaars bokser

### 19 oktober
- Maarten Bon (70), Nederlands pianist en componist
- Road Warrior Hawk (46), Amerikaans professioneel worstelaar
- Alija Izetbegović (78), president van Bosnië en Herzegovina
- Nello Pagani (92), Italiaans auto- en motorcoureur
- Georgi Vladimov (72), Russisch schrijver en dissident

### 21 oktober
- Elliott Smith (34), Amerikaans singer-songwriter
- Arturo Warman (66), Mexicaans politicus

### 22 oktober
- Ron Collier (73), Amerikaans jazzmusicus
- Hans Ras (77), Nederlands taalkundige

### 23 oktober
- Aguedo Agbayani (83), Filipijns afgevaardigde en gouverneur
- Vlasta Depetrisová (82), Tsjecho-Slowaaks tafeltennisspeelster
- Fred Kepner (82), Amerikaans componist
- Song Meiling (106), Taiwanees politica

### 24 oktober
- Albert Dresmé (88), Nederlands beeldhouwer en medailleur

### 25 oktober
- Veikko Hakulinen (78), Fins biatleet en langlaufer
- Piet Meijn (82), Nederlandse ondernemer en uitvinder
- Lambertus Gerhardus Oldenbanning (83), Nederlands politicus

### 26 oktober
- Kees Damsteegt (88), Nederlands taalkundige

### 27 oktober
- Hank Beenders (87), Nederlands-Amerikaans basketballer
- Johnny Boyd (77), Amerikaans autocoureur
- Harry Hemink (55), Nederlands omroepbestuurder
- Walter Washington (88), Amerikaans burgemeester

### 28 oktober
- Mario Enrico Franciscolo (80), Italiaans entomoloog

### 29 oktober
- Hal Clement (81), Amerikaans schrijver
- Albert Cool (86), Belgisch burgemeester
- Franco Corelli (82), Italiaans tenorzanger
- Gerrie Deijkers (56), Nederlands voetballer
- Rodolfo Ganzon (81), Filipijns politicus

### 30 oktober
- Antoon Roosens (74), Belgisch filosoof

### 31 oktober
- Kamato Hongo (116), oudste persoon ter wereld
- Pasquale Liberatore (71), Italiaans geestelijke

## November

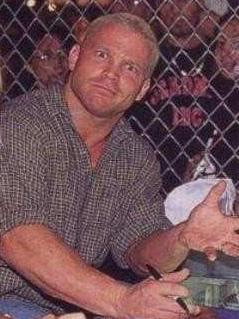
Michael Lockwood
6 november

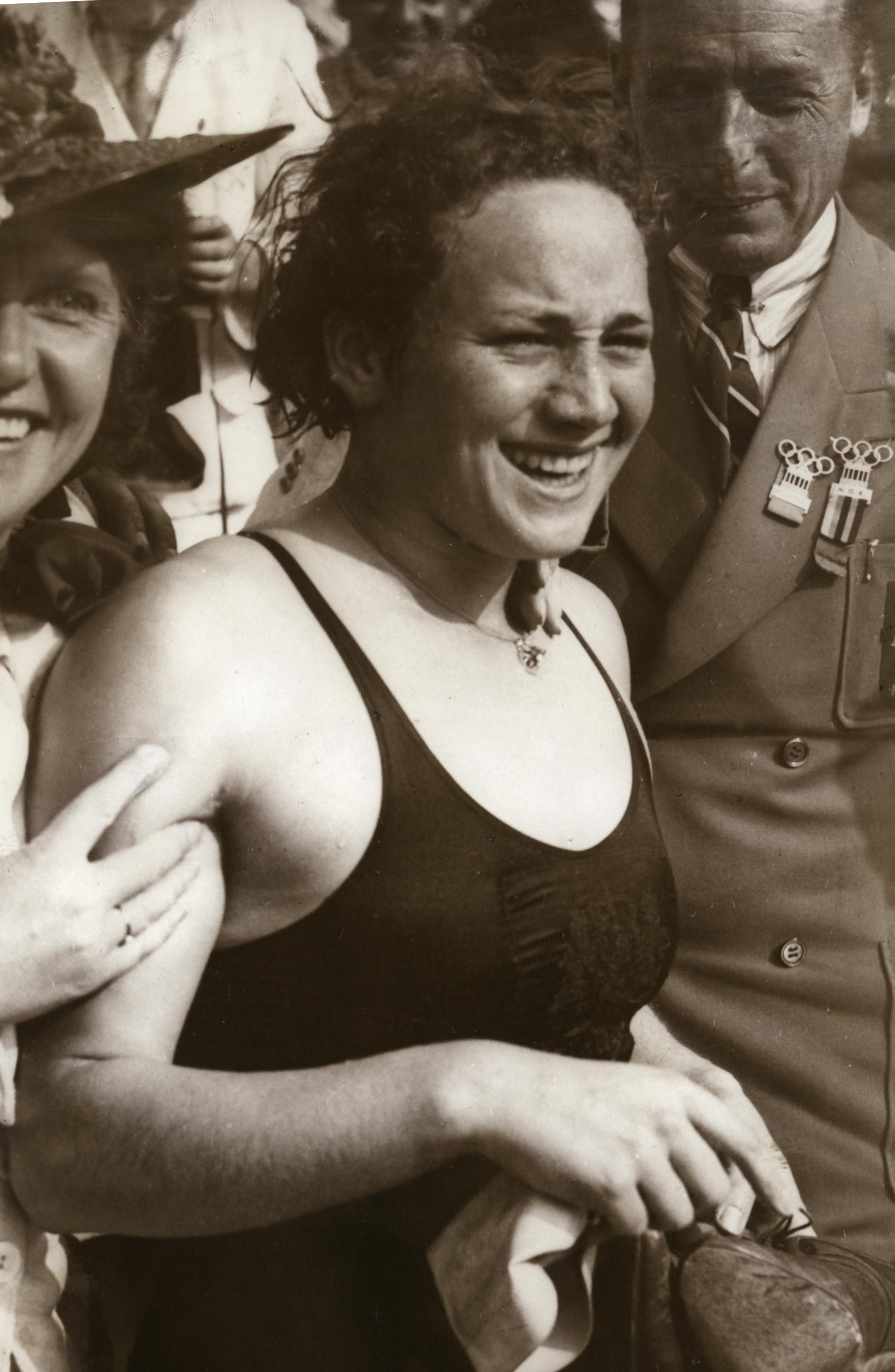
Rie Mastenbroek
6 november

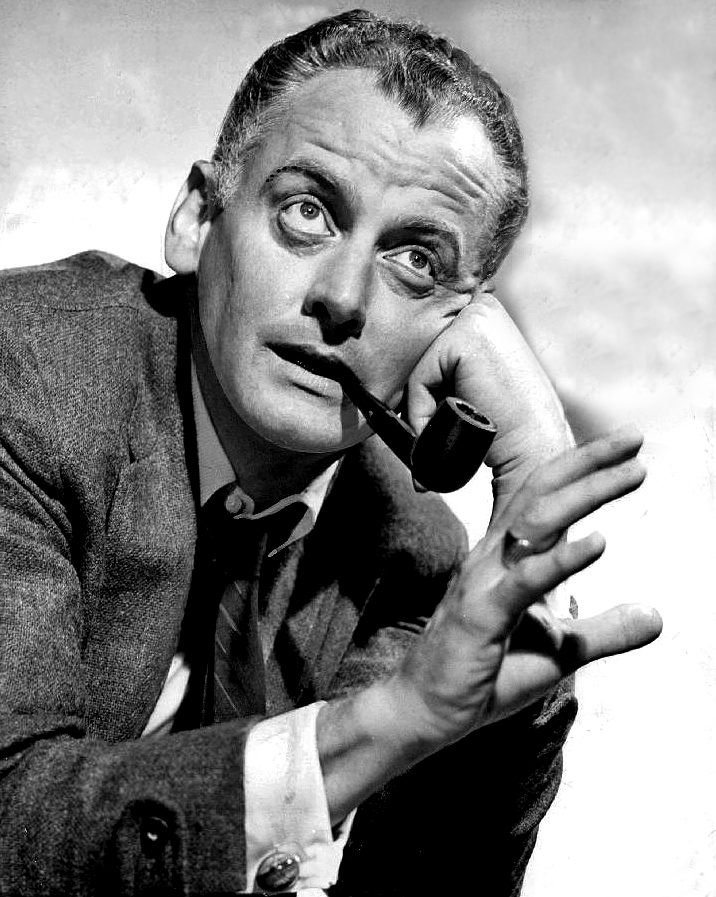
Art Carney
9 november

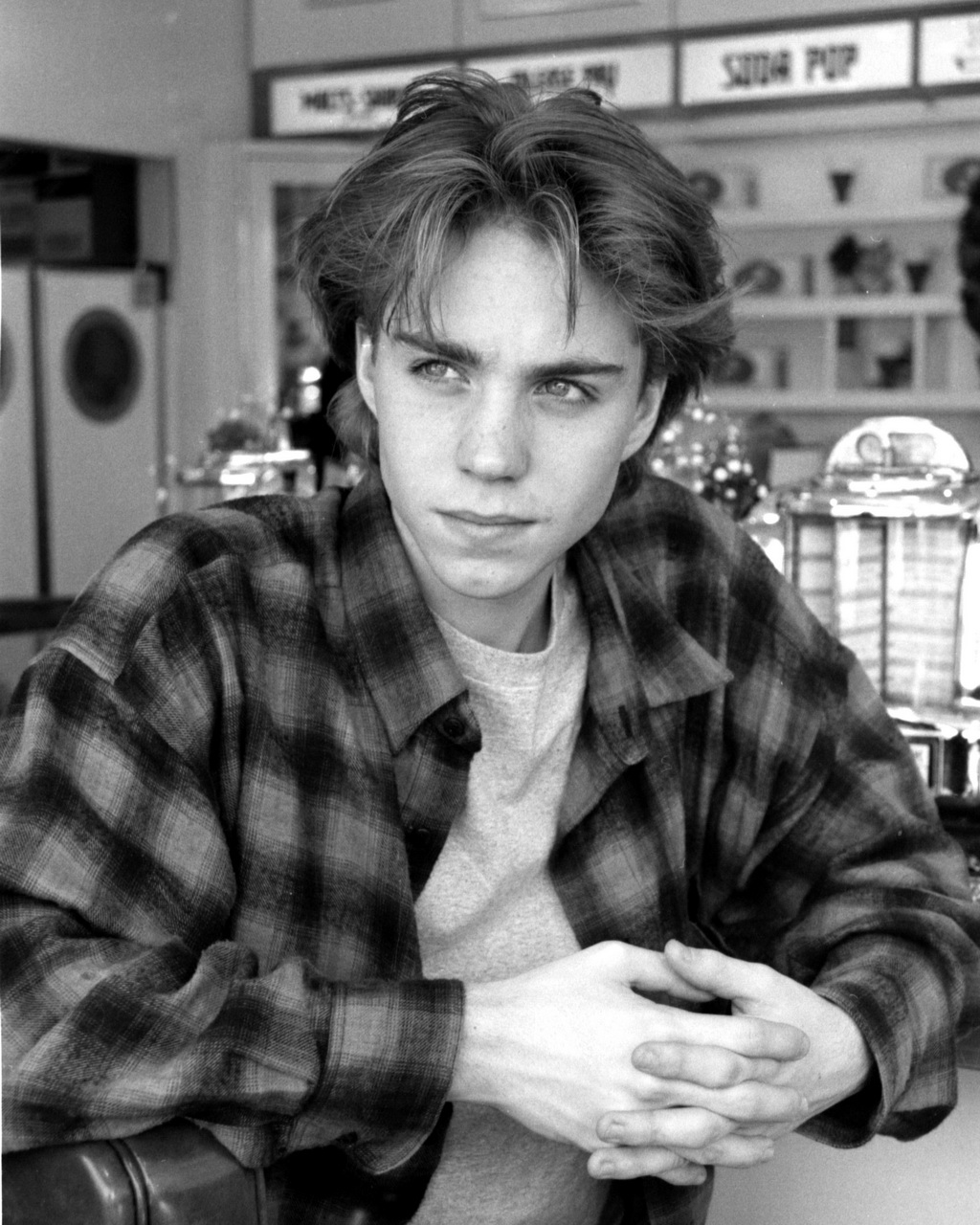
Jonathan Brandis
12 november

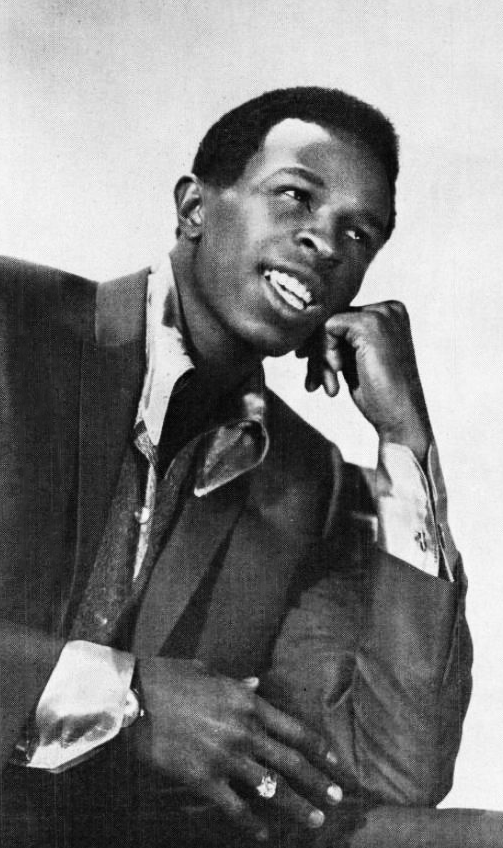
Arthur Conley
17 november

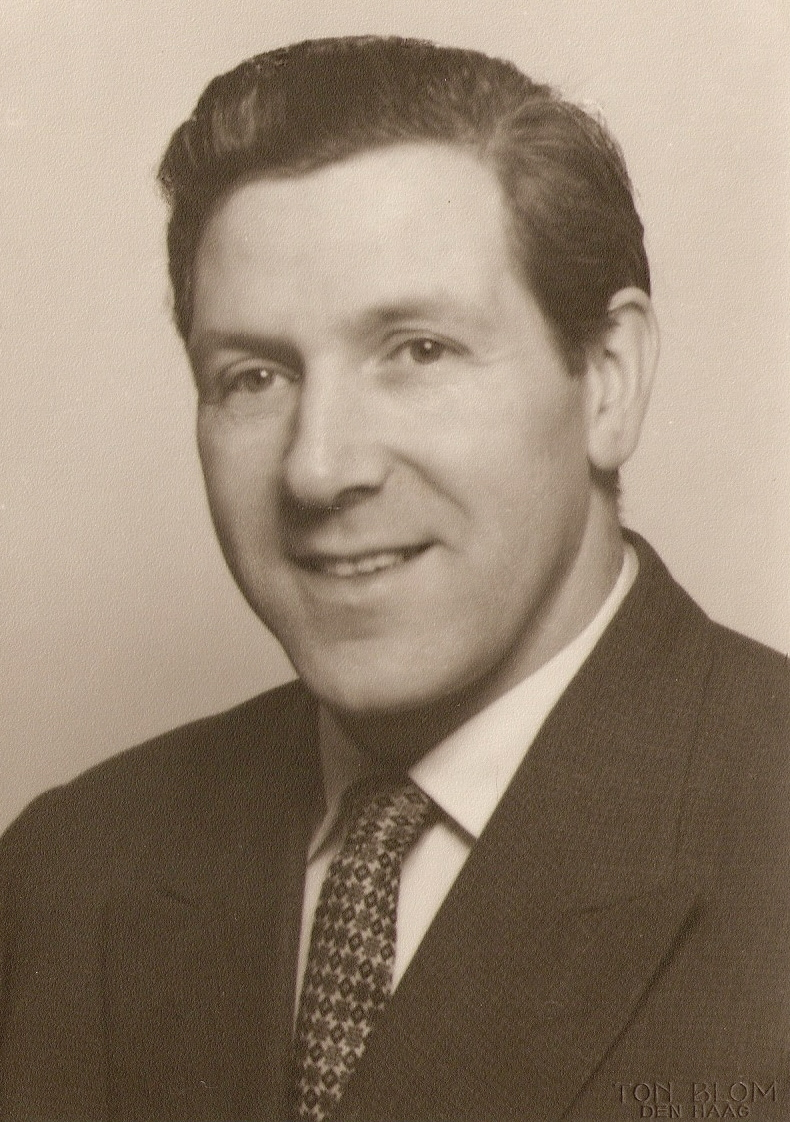
Cornelis Schell
19 november

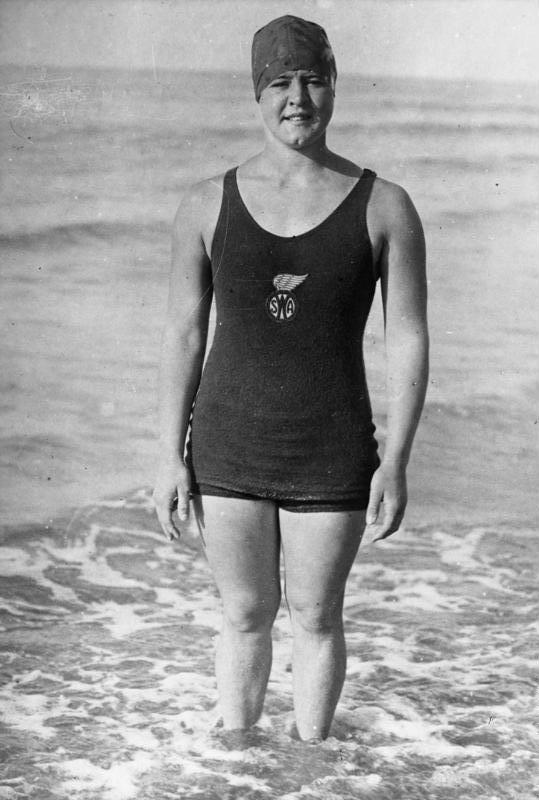
Gertrude Ederle
30 november

| 1 | 2 | 3 | 4 | 5 | 6 | 7 | 8 | 9 | 10 | 11 | 12 | 13 | 14 | 15 | 16 | 17 | 18 | 19 | 20 | 21 | 22 | 23 | 24 | 25 | 26 | 27 | 28 | 29 | 30 |
| - | - | - | - | - | - | - | - | - | -- | -- | -- | -- | -- | -- | -- | -- | -- | -- | -- | -- | -- | -- | -- | -- | -- | -- | -- | -- | -- |

### 1 november
- Brian Harland (86), Brits geoloog
- Dirk Hubers (90), Nederlands keramist en monumentaal kunstenaar
- Kent W. Kennan (90), Amerikaans componist
- Daishiro Yoshimura (56), Japans voetballer

### 5 november
- Max Appelboom (79), Nederlands illustrator
- Jan Aylen (93), Brits militair
- Victor Vanderheyden (70), Belgisch politicus

### 6 november
- Philip Effiong (77), president van Biafra
- Michael Lockwood (32), Amerikaans professioneel worstelaar
- Rie Mastenbroek (84), Nederlands zwemster

### 8 november
- Bob Grant (71), Brits acteur
- Ernst Heinrich Kossmann (81), Nederlands historicus
- Hava Rexha, (betwiste) oudste persoon ter wereld
- Richard Swift (76), Amerikaans componist

### 9 november
- Leo Aerden (74), Nederlands geschiedkundige en priester
- Buddy Arnold (77), Amerikaans jazzsaxofonist
- Art Carney (85), Amerikaans acteur
- Mario Merz (78), Italiaans kunstenaar
- Leroy Southers (62), Amerikaans componist en hoboïst
- Willem Verbon (82), Nederlands beeldhouwer

### 10 november
- Canaan Banana (67), Zimbabwaans politicus
- Geert van den Boomen (75), Nederlands bestuurder

### 11 november
- Robert Brown (82), Brits acteur
- Paul Janssen (77), Belgisch arts en farmacoloog

### 12 november
- Jonathan Brandis (27), Amerikaans acteur

### 13 november
- Ray Harris (76), Amerikaans rockabillymusicus en -producer
- Mitoyo Kawate (114), Japans oudste mens ter wereld
- Kellie Waymire (36), Amerikaans actrice

### 14 november
- Jos van Amelsvoort (93), Nederlands componist
- Gene Anthony Ray (41), Amerikaans acteur en danser
- Marco Rusconi (24), Italiaans wielrenner

### 15 november
- Mohamed Choukri (68), Marokkaans schrijver
- Jacques Wathelet (80), Belgisch politicus

### 16 november
- Elfriede Blauensteiner (72), Oostenrijks seriemoordenares

### 17 november
- Arthur Conley (57), Amerikaans soulzanger
- Bert Dijkstra (83), Nederlands acteur
- Don Gibson (75), Amerikaans countryzanger

### 18 november
- Michael Kamen (55), Amerikaans componist

### 19 november
- Dola de Jong (92), Nederlands-Amerikaans schrijfster
- Cornelis Schell (83), Nederlands operazanger

### 20 november
- David Dacko (73), president van de Centraal-Afrikaanse Republiek
- Pedro Yap (85), Filipijns rechter

### 23 november
- Nick Carter (79), Nieuw-Zeelands wielrenner

### 28 november
- Terry Lester (53), Amerikaans acteur

### 29 november
- Larry Booker (51), Amerikaans professioneel worstelaar
- Jesse Carver (92), Engels voetballer en voetbalcoach

### 30 november
- Earl Bellamy (86), Amerikaans regisseur
- Gertrude Ederle (97), Amerikaans zwemster
- Dirk Flentrop (93), Nederlands orgelbouwer

## December

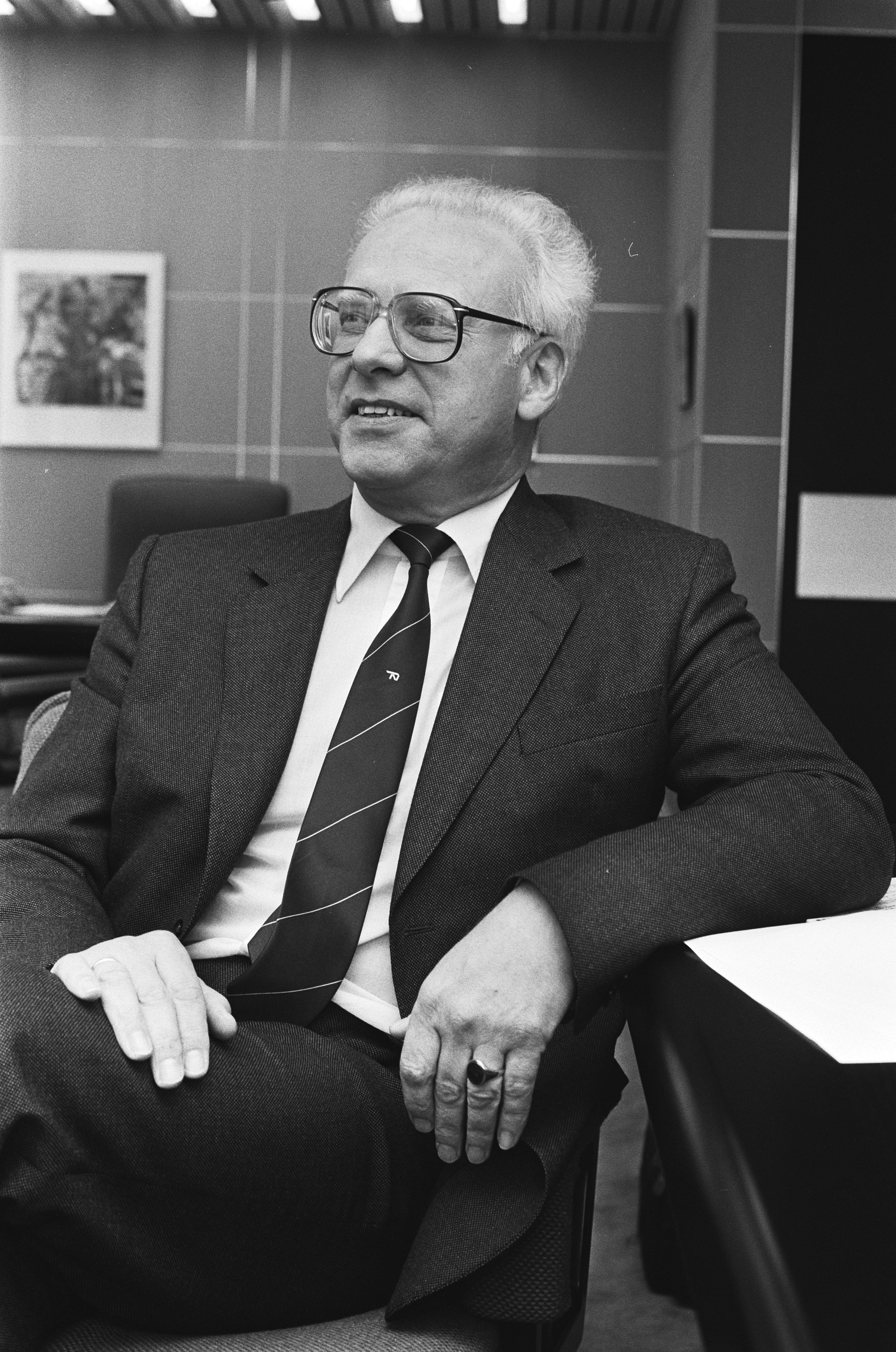
Ted Braakman
2 december

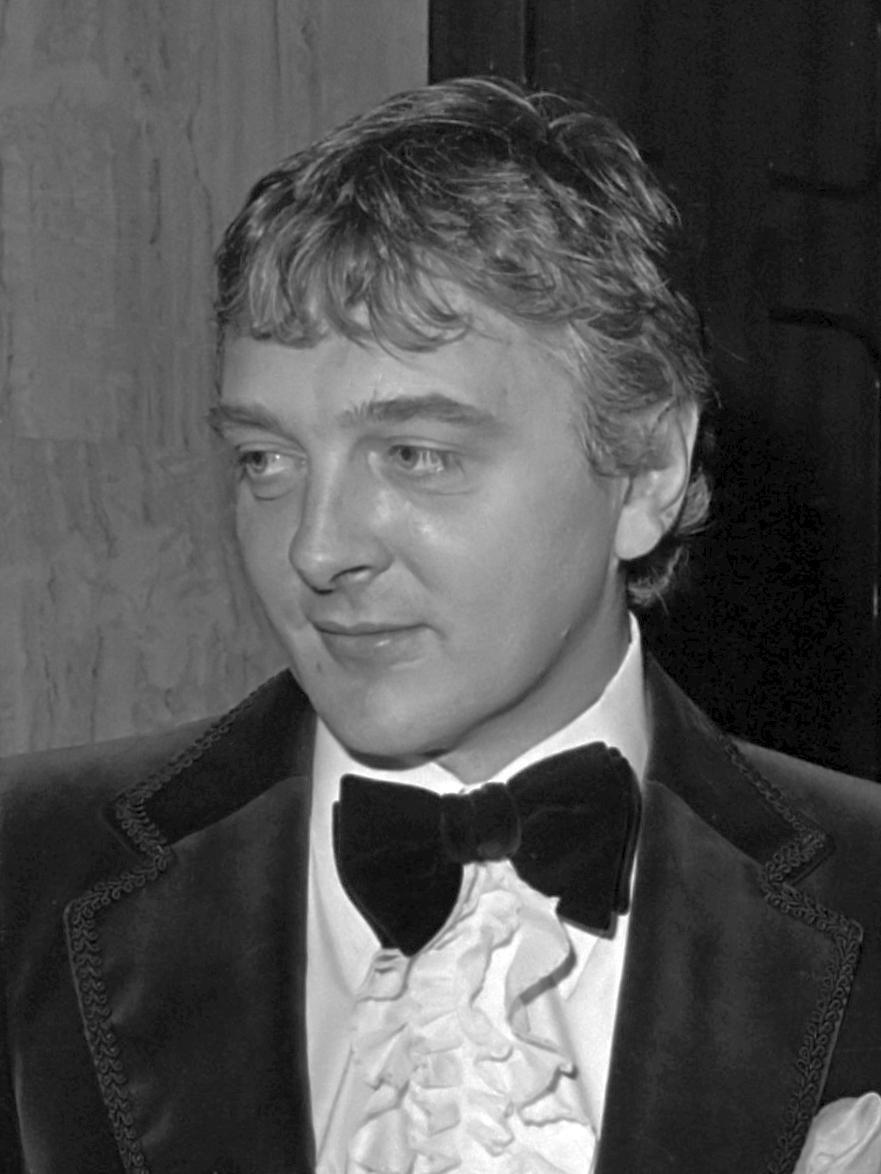
David Hemmings
3 december

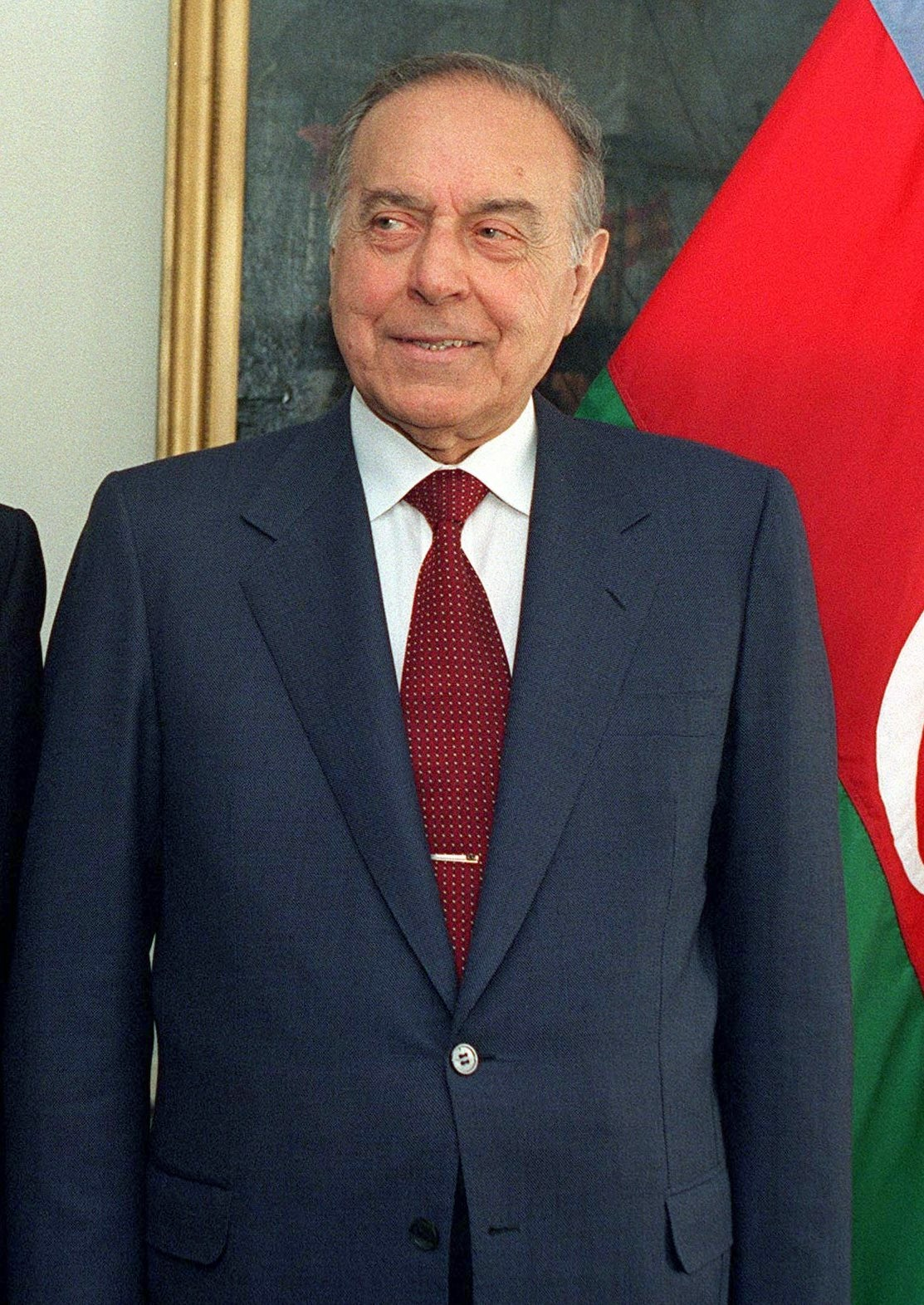
Heydər Əliyev
13 december

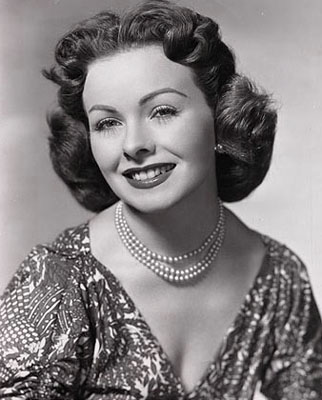
Jeanne Crain
14 december

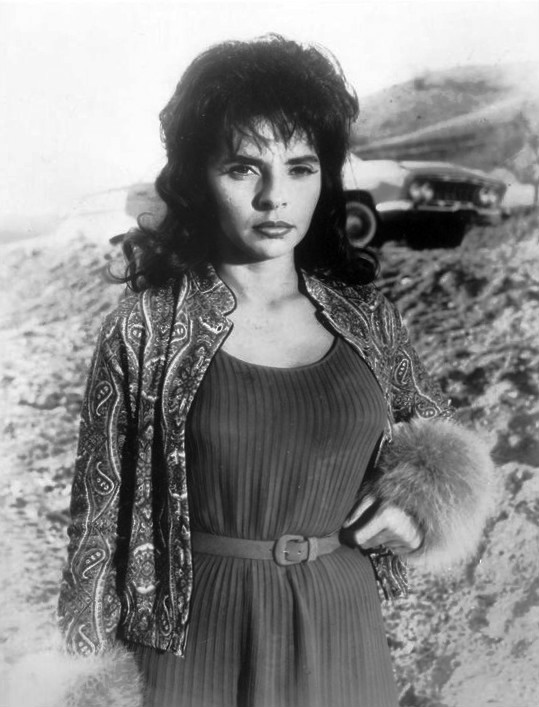
Madlyn Rhue
16 december

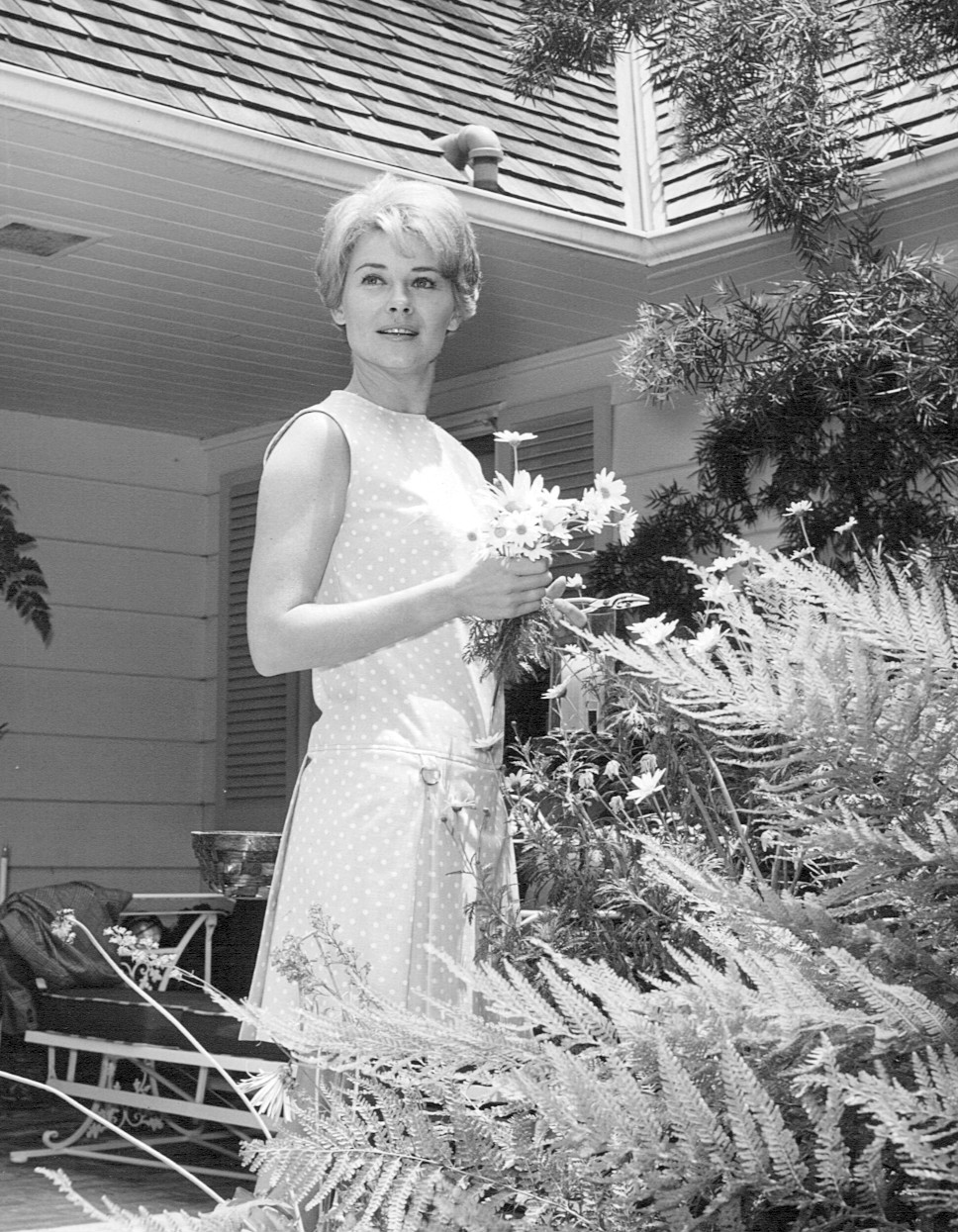
Hope Lange
19 december

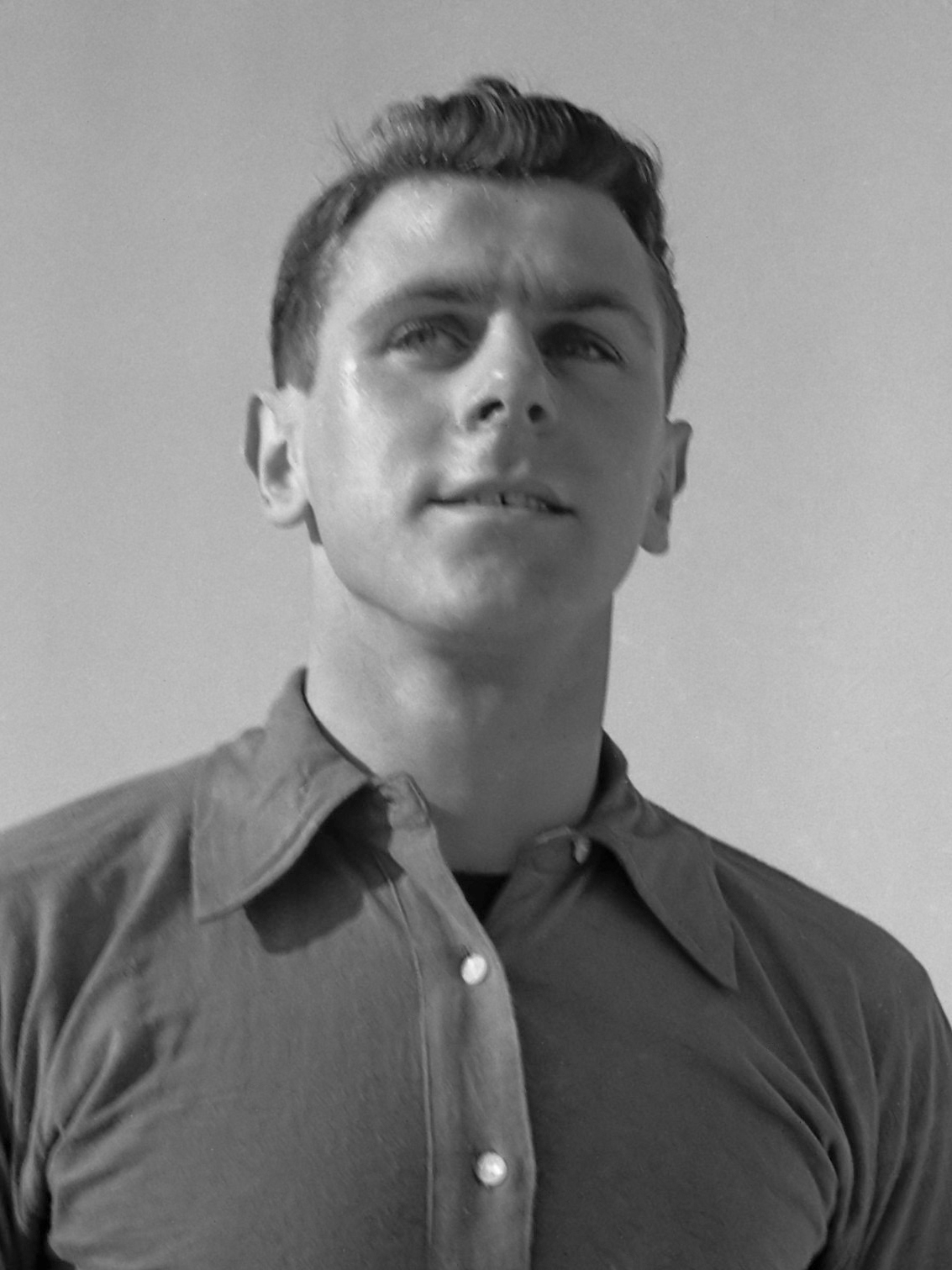
Coy Koopal
20 december

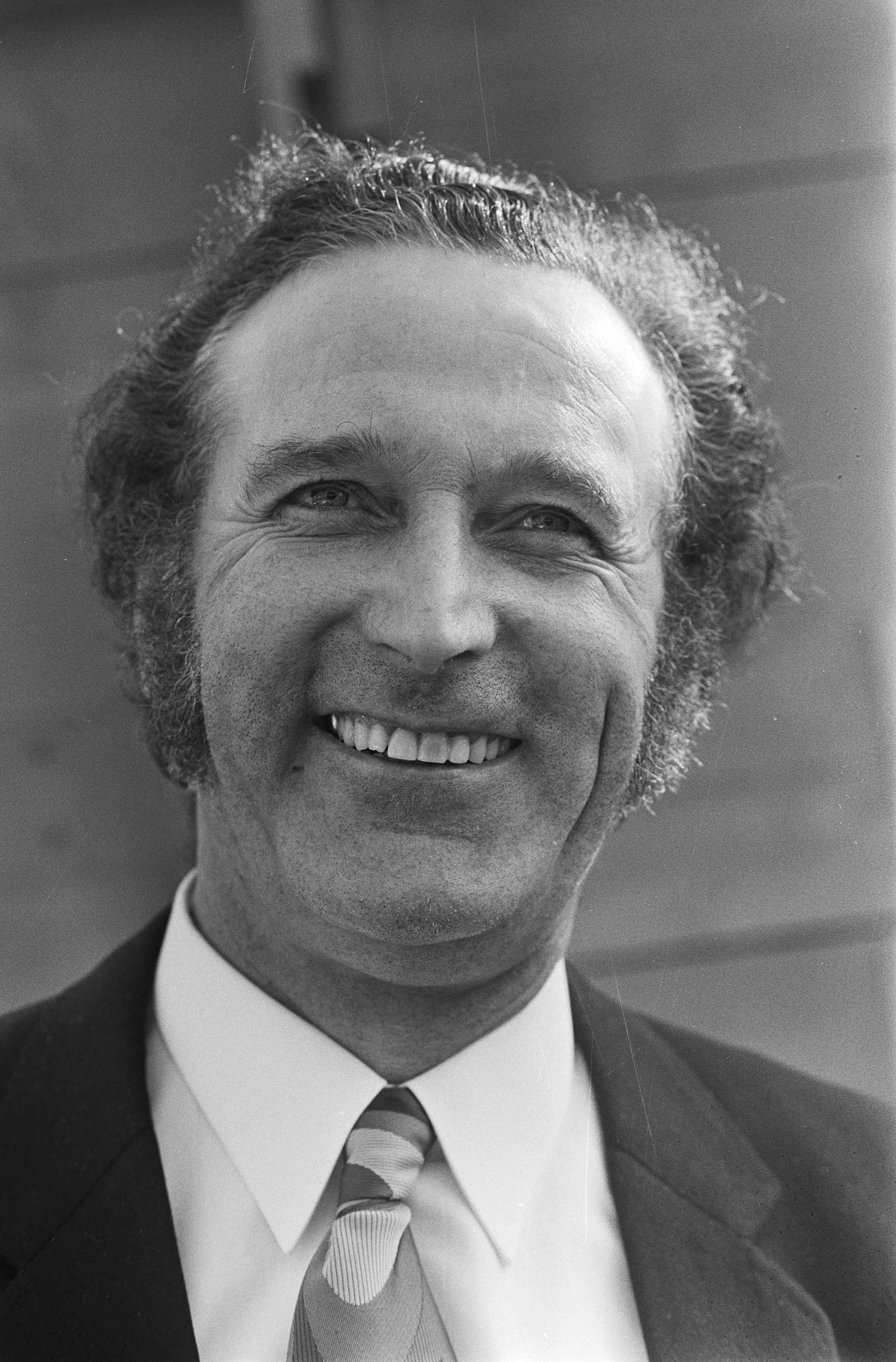
Toni Boltini
24 december

| 1 | 2 | 3 | 4 | 5 | 6 | 7 | 8 | 9 | 10 | 11 | 12 | 13 | 14 | 15 | 16 | 17 | 18 | 19 | 20 | 21 | 22 | 23 | 24 | 25 | 26 | 27 | 28 | 29 | 30 | 31 |
| - | - | - | - | - | - | - | - | - | -- | -- | -- | -- | -- | -- | -- | -- | -- | -- | -- | -- | -- | -- | -- | -- | -- | -- | -- | -- | -- | -- |

### 1 december
- Fernando Di Leo (71), Italiaans scenarioschrijver en filmregisseur
- Eugenio Monti (75), Italiaans bobsleeër
- Theo Pickeé (65), Nederlands voetbalbestuurder

### 2 december
- Ted Braakman (77), Nederlands bestuurder
- Suzanne Cloutier (76), Canadees actrice
- Alan Davidson (79), Brits publicist en historicus

### 3 december
- David Hemmings (62), Brits acteur en regisseur

### 5 december
- Jack Keller (60), Amerikaans pokerspeler

### 6 december
- José María Jiménez (32), Spaans wielrenner
- Albert Lacquet (99), Belgisch medicus
- Barry Long (77), Australisch schrijver
- Carlos Arana Osorio (85), Guatemalteeks politicus en militair

### 7 december
- Carl F.H. Henry (90), Amerikaans theoloog
- Ewald Marggraff (80), Nederlands grootgrondbezitter

### 8 december
- Rubén González (84), Cubaans pianist
- Charly Talbot (66), Belgisch politicus
- Sigmund Widmer (84), Zwitsers politicus, historicus en schrijver

### 10 december
- Oscar Coomans de Brachène (88), Belgisch genealoog
- Bill Morey (83), Amerikaans acteur

### 11 december
- Ann Petersen (76), Belgisch actrice
- Paulos Tzadua (82), Ethiopisch kardinaal

### 12 december
- Éva Besnyő (93), Hongaars-Nederlands fotografe

### 13 december
- Heydər Əliyev (80), president van Azerbeidzjan
- Luis González y González (78), Mexicaans historicus
- Piet Kasteel (102), Nederlands journalist, verzetsstrijder, publicist en diplomaat
- Carlos Wyffels (81), Belgisch historicus

### 14 december
- Jeanne Crain (78), Amerikaans actrice
- Blas Ople (76), Filipijns politicus
- François Rauber (70), Frans pianist

### 15 december
- Johnny Cunningham (46), Brits folkmuzikant
- Ernest Warlop (68), Belgisch historicus

### 16 december
- Madlyn Rhue (68), Amerikaans actrice

### 17 december
- Mary Ann Jackson (80), Amerikaans actrice

### 18 december
- Charles Berlitz (89), Amerikaans schrijver
- Ergilio Hato (77), Antilliaans voetballer
- Nico Tromp (73), Nederlands honkbalspeler
- Cees van Zweeden (88), Nederlands verzetsstrijder en volleybalspeler

### 19 december
- Hope Lange (70), Amerikaans actrice

### 20 december
- Pierre Havelange (77), Belgisch politicus
- Coy Koopal (71), Nederlands voetballer

### 22 december
- Rose Hill (89), Brits actrice
- August Petzmann (94), Oostenrijks componist

### 23 december
- Daan den Bleijker (75), Nederlands voetballer

### 24 december
- Toni Boltini (83), Nederlands circusdirecteur

### 25 december
- Charles Concordia (95), Amerikaans elektrotechnicus
- Tijl Declercq (81), Belgisch politicus
- Rob Out (64), Nederlands omroepdirecteur, radio-dj en zanger

### 27 december
- Alan Bates (69), Brits acteur
- Enric Bernat (80), Spaans ondernemer
- Adrien Vanden Eede (60), Belgisch sportbestuurder

### 28 december
- Louis Marion (110), oudste man in België
- Frank Parr (85), Brits schaker

### 29 december
- Earl Hindman (61), Amerikaans acteur
- Don Lawrence (75), Brits striptekenaar
- Michel Zanoli (35), Nederlands wielrenner

### 30 december
- Albert Cobut (86), Belgisch politicus

### 31 december
- Joop van der Zwaag (69). Nederlands burgemeester

## Datum onbekend
- Jan van den Braak (73), Nederlands burgemeester (overleden in februari)
- Alphonse Ferret (80), Belgisch politicus (overleden in februari)
- Michail Ryzjak (76), Sovjet-Russisch waterpolospeler (overleden in maart)

1900 ·
1901 ·
1902 ·
1903 ·
1904 ·
1905 ·
1906 ·
1907 ·
1908 ·
1909 ·
1910 ·
1911 ·
1912 ·
1913 ·
1914 ·
1915 ·
1916 ·
1917 ·
1918 ·
1919 ·
1920 ·
1921 ·
1922 ·
1923 ·
1924 ·
1925 ·
1926 ·
1927 ·
1928 ·
1929 ·
1930 ·
1931 ·
1932 ·
1933 ·
1934 ·
1935 ·
1936 ·
1937 ·
1938 ·
1939 ·
1940 ·
1941 ·
1942 ·
1943 ·
1944 ·
1945 ·
1946 ·
1947 ·
1948 ·
1949 ·
1950 ·
1951 ·
1952 ·
1953 ·
1954 ·
1955 ·
1956 ·
1957 ·
1958 ·
1959 ·
1960 ·
1961 ·
1962 ·
1963 ·
1964 ·
1965 ·
1966 ·
1967 ·
1968 ·
1969 ·
1970 ·
1971 ·
1972 ·
1973 ·
1974 ·
1975 ·
1976 ·
1977 ·
1978 ·
1979 ·
1980 ·
1981 ·
1982 ·
1983 ·
1984 ·
1985 ·
1986 ·
1987 ·
1988 ·
1989 ·
1990 ·
1991 ·
1992 ·
1993 ·
1994 ·
1995 ·
1996 ·
1997 ·
1998 ·
1999 ·
2000 ·
2001 ·
2002 ·
2003 ·
2004 ·
2005 ·
2006 ·
2007 ·
2008 ·
2009 ·
2010 ·
2011 ·
2012 ·
2013 ·
2014 ·
2015 ·
2016 ·
2017 ·
2018 ·
2019 ·
2020 ·
2021 ·
2022 ·
2023 ·
2024 ·
2025